# 영국의 자동차 산업

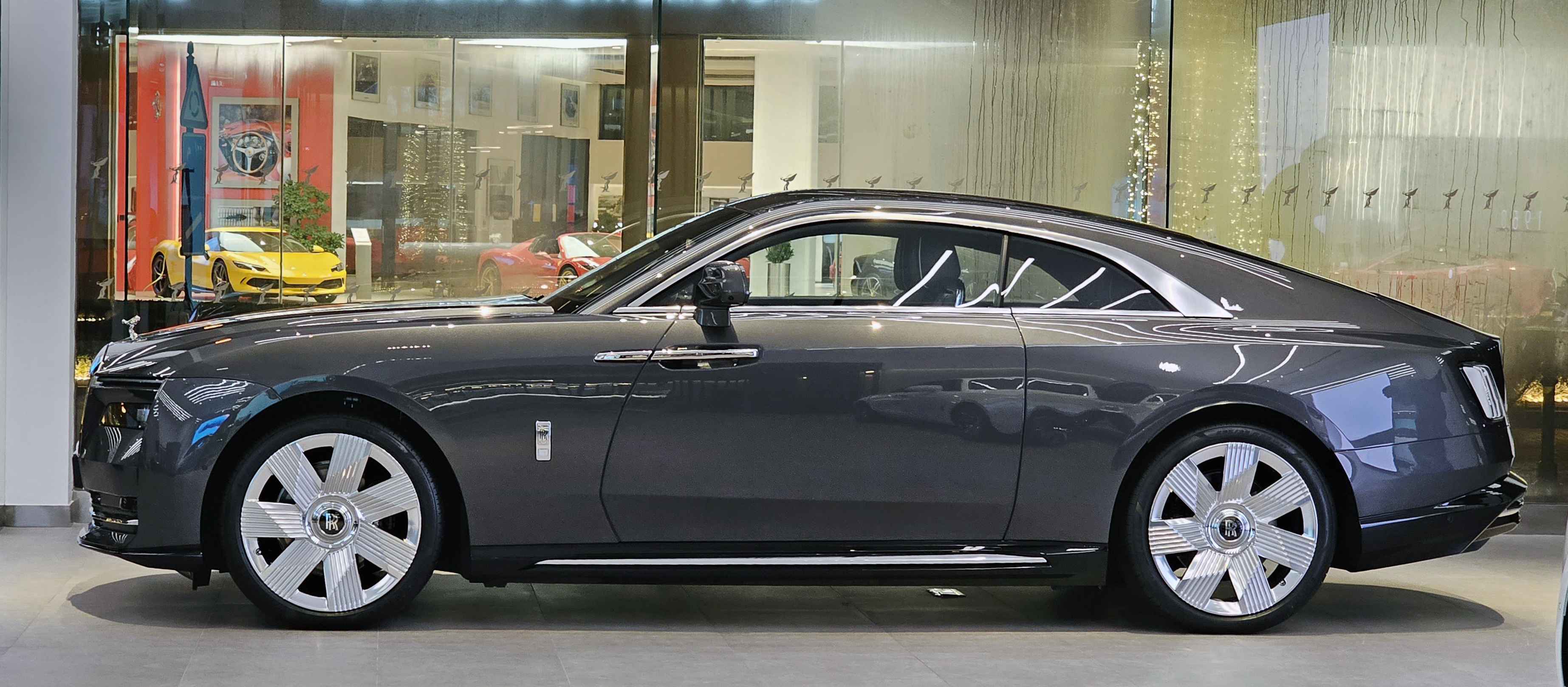
2023년부터 현재까지 생산되는 롤스로이스 스펙터

영국의 자동차 산업은 현재 애스턴 마틴, 맥라렌, 벤틀리, 롤스로이스, 재규어, 랜드로버, 미니, 로터스를 포함한 프리미엄 및 스포츠카 브랜드로 가장 잘 알려져 있다. 전문 스포츠카 회사로는 아리엘, BAC, 모건, 케이터햄, AC 카스, 고든 머레이, TVR, 노블, 래디컬, 지네타, 울티마 스포츠, 웨스트필드, 리스터, 아라시, 데이비드 브라운 등이 있다. 영국에 주요 사업장을 두고 있는 대량 생산 자동차 제조업체로는 닛산, 토요타, 미니, 복스홀 등이 있다. 영국에서 활동하는 상용차 제조업체로는 알렉산더 데니스, 데니스 이글, IBC 비히클스, 레이랜드 트럭, TEVVA, 런던 전기자동차 회사 등이 있다.
2018년 영국 자동차 제조 부문은 820억 파운드의 매출을 기록했고, 영국 경제에 186억 파운드의 가치를 창출했으며, 약 150만 대의 승용차와 85,000대의 상용차를 생산했다. 그 해 영국에서는 약 168,000명이 자동차 제조 분야에 직접 고용되었고, 823,000명이 자동차 공급, 소매 및 서비스 분야에 고용되었다.

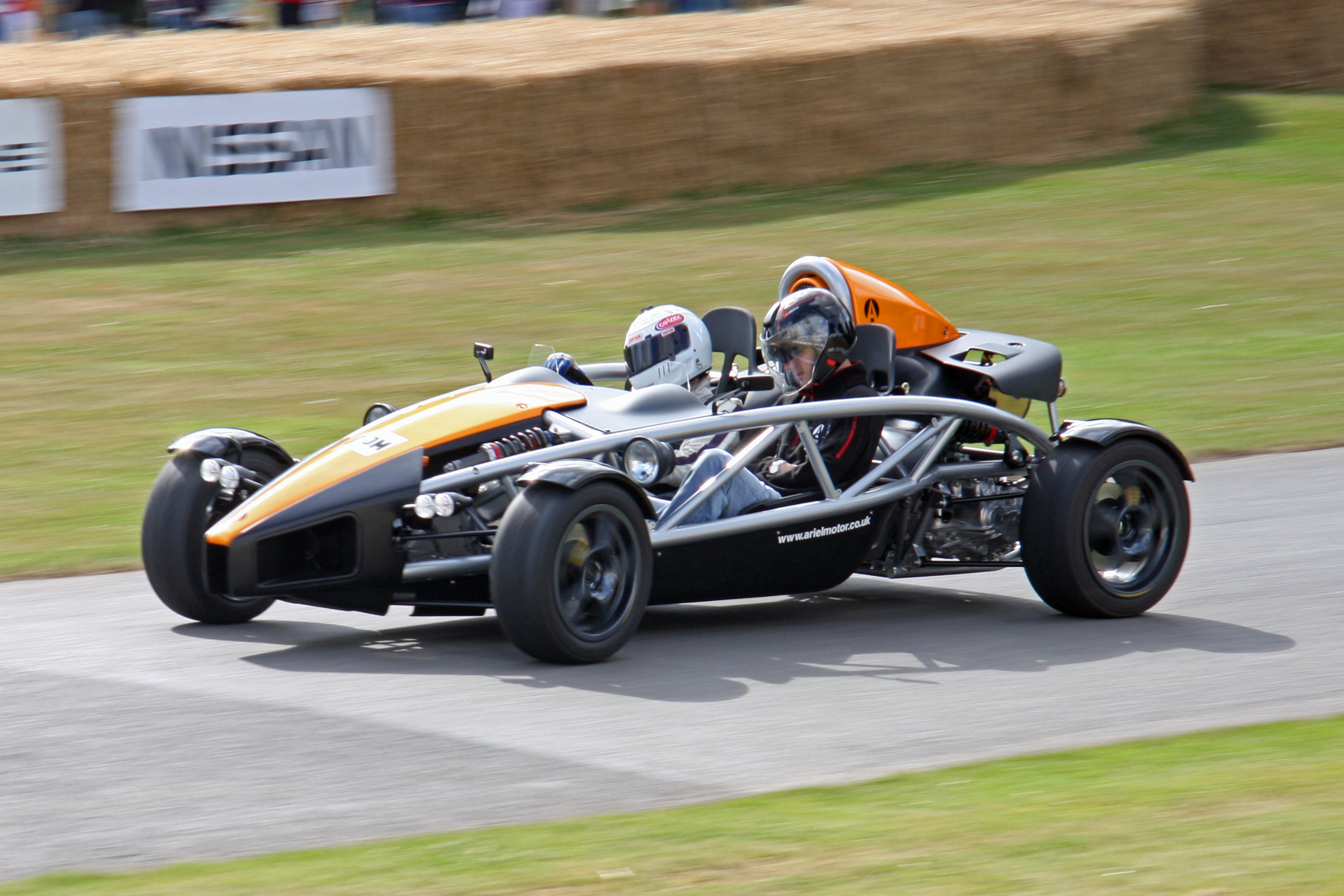
2000년부터 현재까지 생산되는 아리엘 아톰

영국은 엔진 제조의 주요 중심지이며, 2018년에는 약 271만 개의 엔진이 국내에서 생산되었다. 영국은 자동차 경주에서 상당한 존재감을 보이며, 영국 모터스포츠 산업은 현재 약 38,500명을 고용하고 있으며, 약 4,500개의 회사로 구성되어 있고 연간 약 60억 파운드의 매출을 올리고 있다.
영국 자동차 산업의 기원은 19세기 말로 거슬러 올라간다. 1950년대까지 영국은 세계에서 두 번째로 큰 자동차 제조업체(미국 다음)였고, 가장 큰 수출국이었다. 그러나 그 후 수십 년 동안 프랑스, 독일, 일본과 같은 경쟁국보다 훨씬 낮은 성장을 경험했으며, 2008년에는 생산량 기준으로 세계 12위의 자동차 생산국이었다. 1990년대 초부터 많은 영국 자동차 브랜드는 BMW (미니와 롤스로이스), 타타 (재규어와 랜드로버), 폭스바겐 그룹 (벤틀리)을 포함한 해외 기업의 투자를 받았다.
유명하고 상징적인 영국 자동차로는 애스턴 마틴 DB5, 애스턴 마틴 V8 밴티지, 벤틀리 4½ 리터, 재규어 E-타입, 랜드로버 디펜더, 로터스 에스프리, 맥라렌 F1, MGB, 초기 2도어 미니, 레인지 로버, 롤스로이스 팬텀 III, 로버 P5 등이 있다. 주목할 만한 영국 자동차 디자이너로는 데이비드 배체, 딕 버지, 로렌스 포메로이, 존 폴윌 블래치리, 이안 캘럼, 콜린 채프먼, 알렉 이시고니스, 찰스 스펜서 킹, 고든 머레이 등이 있다.

## 역사

### 1880년 ~ 1900년

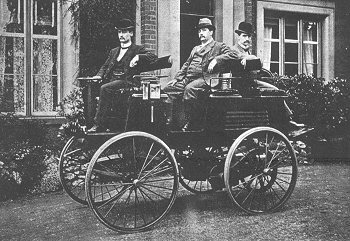
토마스 파커는 1884년에 최초의 전기자동차를 생산했다.

영국 자동차 산업의 시작은 1880년대 중반 몇 가지 중요한 발전으로 거슬러 올라갈 수 있다. 한 가지 발전은 런던 기반의 컨설팅 엔지니어인 프레더릭 심스가 1885년에 고속 가솔린 기관에 대한 성공적인 디자인 특허를 얻은 고틀리프 다임러와 친구가 된 때였다. 심스는 다임러의 엔진 및 관련 특허에 대한 영국 권리를 획득했으며 1891년부터 템스강의 일 파이 아일랜드(Eel Pie Island)에서 칸슈타트에서 만든 이 모터를 사용하는 보트를 성공적으로 판매했다. 1893년 그는 다양한 다임러 관련 사업을 위해 다임러 모터 신디케이트 유한회사(The Daimler Motor Syndicate Limited)를 설립했다.
1895년 6월, 심스와 그의 친구 이블린 엘리스는 다임러 엔진을 장착한 판하르트 & 르바소르 자동차를 영국으로 가져와 자동차를 홍보했으며, 7월에는 경찰의 개입 없이 사우샘프턴에서 말번까지 영국 최초의 장거리 자동차 여행을 완료했다.
심스의 다임러 모터와 다임러 모터 캐리지(첼트넘) 제조에 대한 문서화된 계획은 그의 회사와 다임러 라이선스와 함께 런던의 회사 설립자 H. J. 로슨에게 넘어갔다. 로슨은 다임러 모터 신디케이트 유한회사와 모든 권리를 인수하기로 계약했으며, 1896년 1월 14일 다임러 모터 컴퍼니 유한회사를 설립하고 2월에 런던에서 성공적으로 상장시켰다. 그 후 이 회사는 로슨의 친구로부터 코번트리에 있는 폐쇄된 면직 공장을 인수하여 자동차 엔진 및 섀시를 제조했으며, 이곳에서 영국 최초의 양산형 자동차가 생산되었다고 주장된다.

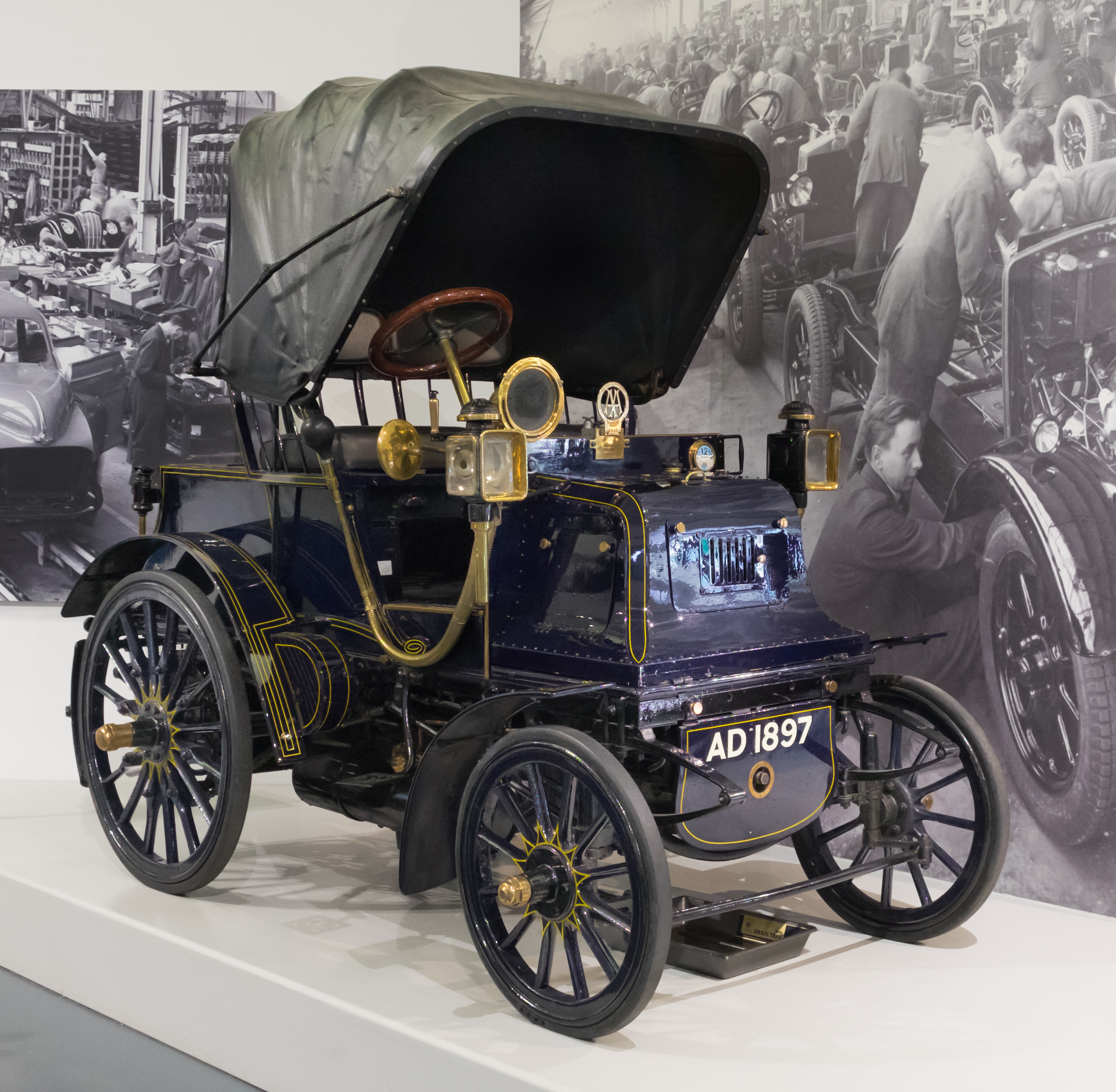
1897년 다임러 그래프턴 파에톤

조지 랜체스터는 1895년에서 1896년 사이에 1306cc 단일 실린더 엔진을 장착한 영국 최초의 자동차 중 하나를 생산했으며, 이후 디스크 브레이크를 장착한 최초의 자동차를 판매했다. 1891년 사우스 웨일스 출신의 광산 엔지니어 리처드 스티븐스는 미시간에서 임무를 마치고 클리브던, 서머셋에 자전거 공장을 설립하기 위해 돌아왔다. 미국에 있는 동안 그는 동력 발전을 보았고 1897년까지 그의 첫 번째 자동차를 생산했다. 이것은 코번트리의 스탈리로부터 구입한 바퀴를 제외하고는 2기통 엔진을 포함하여 완전히 그 자신의 설계 및 제조였다. 이것은 아마도 최초의 완전한 영국 자동차였으며 스티븐스는 생산 라인을 구축하여 총 12대의 차량을 생산했으며, 여기에는 4인승 및 6인승 자동차와 해크니, 9인승 버스가 포함되었다.
영국에서 초기 자동차 개발은 19세기에 도입된 일련의 기관차법으로 인해 사실상 중단되었는데, 이 법은 공공도로에서 기계 동력 차량의 사용을 엄격히 제한했다. 다임러의 해리 J. 로슨을 포함한 자동차 애호가들의 강력한 옹호에 따라, 이 법의 최악의 제한 사항(각 차량이 3명의 승무원을 동반해야 하고 도시에서는 시속 2 mph (3.2 km/h)의 속도 제한이 적용되는 것)은 1896년 고속도로 기관차법에 의해 해제되었다. 이 규정 하에 경기관차(적재 중량 3톤 미만의 차량)는 이전 제한에서 면제되었으며, 더 높은 속도 제한인 시속 14 mph (23 km/h)이 설정되었다. 새로운 자유를 축하하기 위해 로슨은 새로운 법이 발효된 날인 1896년 11월 14일 해방 주행을 조직했다. 이 행사는 1927년부터 연례 런던 브라이턴 베테랑 카 런으로 기념되고 있다.

### 1900년 ~ 1939년

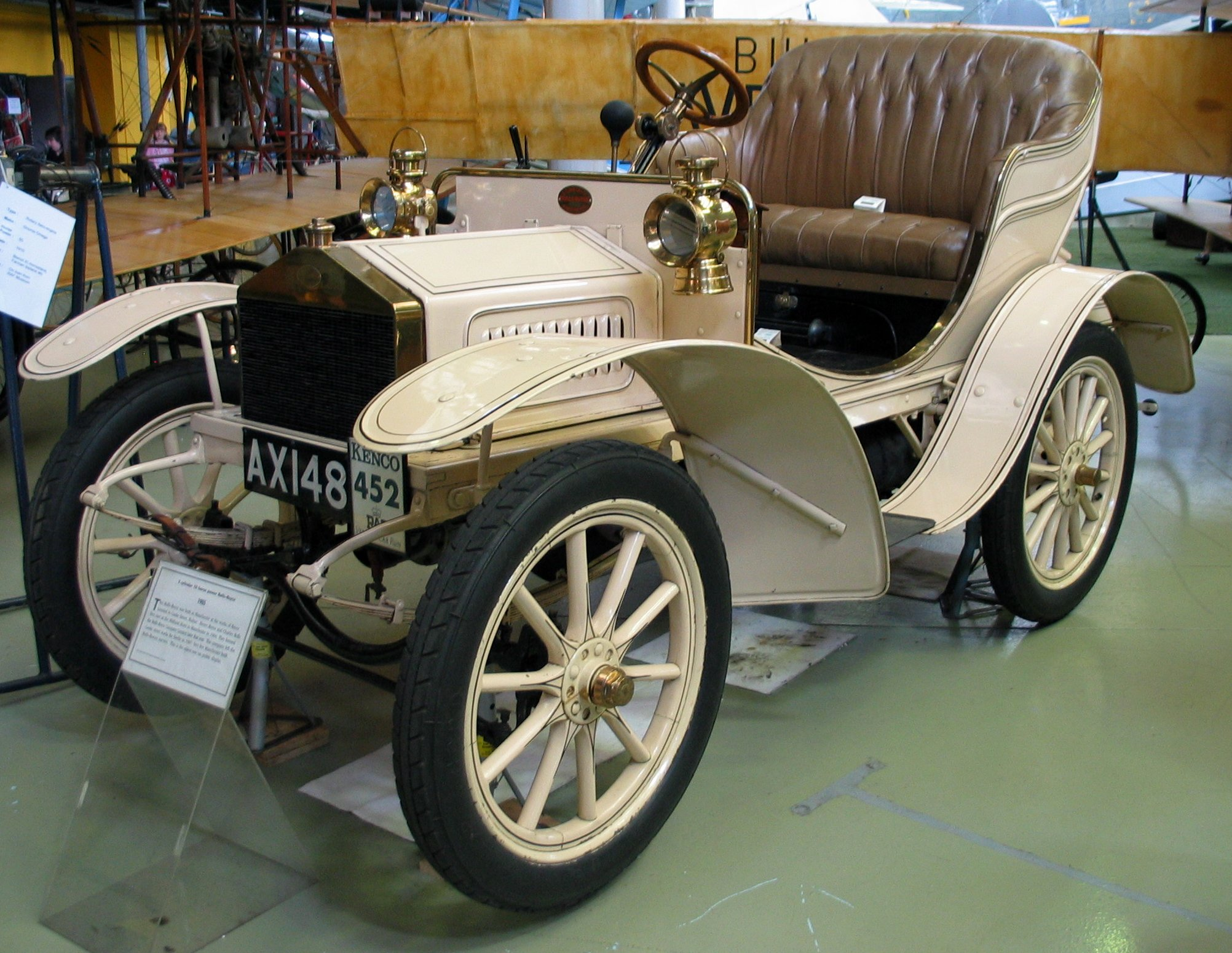
1904년부터 1906년까지 생산된 롤스로이스 10마력

19세기 말 영국의 초기 차량들은 주로 독일과 프랑스의 발전에 의존했다. 그러나 1900년까지 최초의 완전한 영국산 4륜 자동차는 울슬리 양털 깎는 기계 회사의 관리자였던 허버트 오스틴에 의해 설계 및 제작되었다. 1901년, 비커스 유한회사 형제인 '콜로넬 톰'과 앨버트 비커스의 지원을 받아 오스틴은 버밍엄에 울슬리 모터스를 설립했으며, 1913년 포드가 그들을 추월하기 전까지 영국 최대의 자동차 제조업체였다.
자전거 산업에서 온 많은 선구적인 자동차 생산 업체들은 불안정한 출발을 보였다. 1913년까지 출시된 200개의 영국 자동차 브랜드 중 약 100개만이 여전히 존재했다. 1910년 영국의 자동차 생산량은 14,000대였다. 1913년까지 헨리 포드는 맨체스터에 새로운 공장을 지었으며, 그 해 7,310대의 자동차를 생산하여 영국 최고의 자동차 제조업체였으며, 울슬리가 3,000대, 험버 (1898년부터 코번트리에서 자동차 생산)가 2,500대, 로버 (1904년부터 코번트리 자동차 제조업체)가 1,800대, 선빔 (1901년부터 자동차 생산)이 1,700대를 생산했으며, 소규모 생산 업체들의 대거 생산으로 1913년 총 생산량은 약 16,000대에 달했다. 자동차 생산은 1914년-1918년 전쟁 기간 동안 사실상 중단되었지만, 전쟁 생산의 요구로 인해 자동차 산업에서 새로운 대량 생산 기술이 개발되었다.

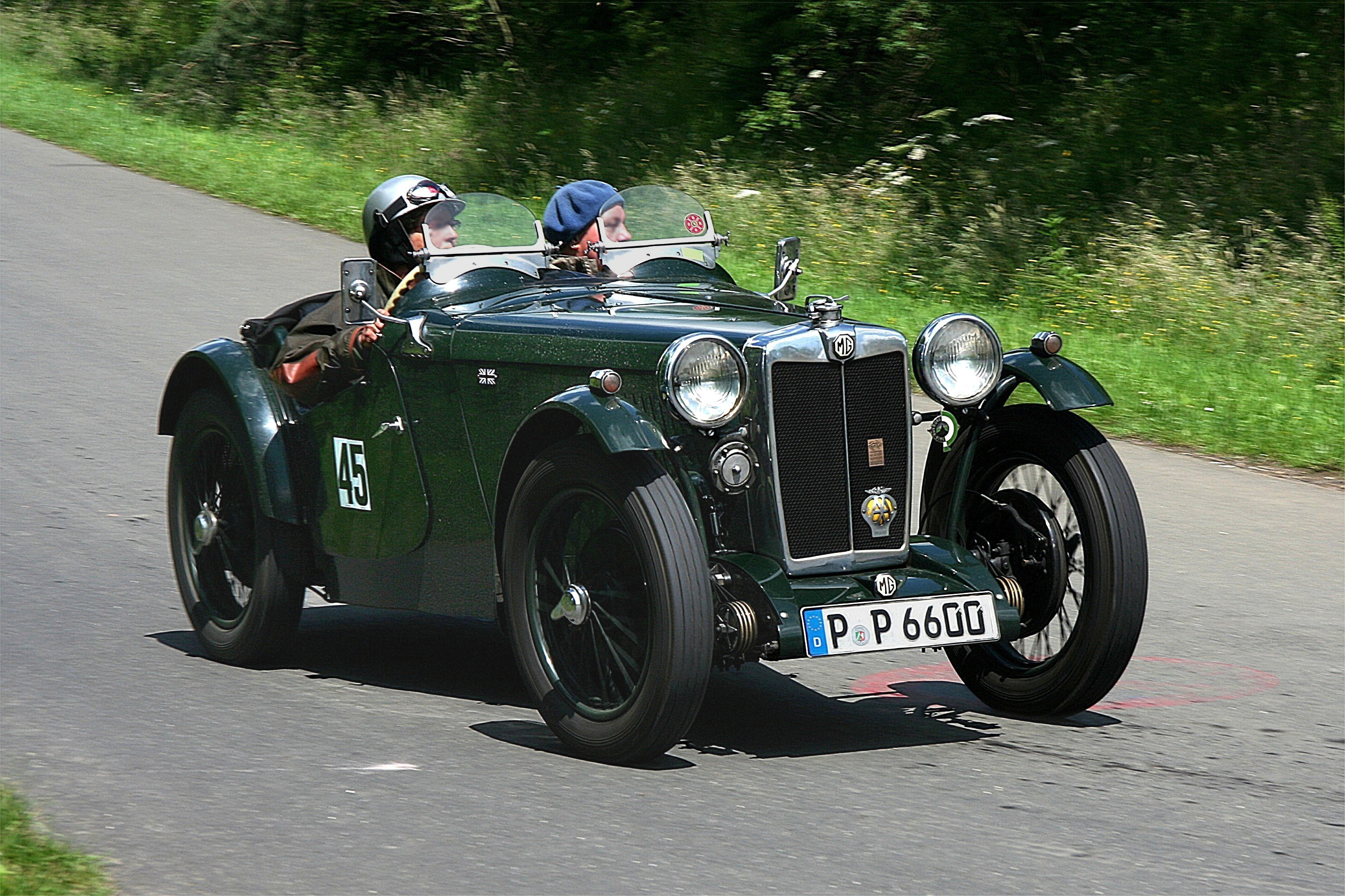
1934년식 MG PA

1922년까지 영국에는 183개의 자동차 회사가 있었고, 불황기를 거친 1929년에는 58개의 회사가 남았다. 1929년 생산은 모리스 (1910년 윌리엄 모리스가 옥스퍼드에서 설립)와 오스틴 (울슬리를 떠난 후 1905년 버밍엄에서 허버트 오스틴이 설립)이 지배했으며, 이들 둘이 합쳐 영국 전체 생산량의 약 60%를 차지했다. 싱어 (1905년부터 자동차를 생산하기 시작한 코번트리 오토바이 제조업체)는 그 해 생산량의 15%로 3위를 차지했다.
1932년 영국은 프랑스를 제치고 유럽 최대의 자동차 생산국이 되었다 (이 위치는 1955년까지 유지되었다). 1937년 영국은 379,310대의 승용차와 113,946대의 상용차를 생산했다. 자작 작위 수여를 기념하기 위해 윌리엄 모리스는 너필드 자작이 되자 1938년에 자신의 자동차 회사들을 재편성했으며, 이 회사들에는 모리스 자동차와 MG뿐만 아니라 울슬리와 라일리 (1890년 코번트리에서 설립되어 1906년부터 자동차를 생산한 자전거 회사)도 포함되어 너필드 그룹을 형성했다. 1939년 주요 생산 업체는 모리스: 27%, 오스틴: 24%, 포드: 15%, 스탠다드 (1903년 코번트리에서 설립): 13%, 루츠 (험버와 선빔을 인수): 11%, 복스홀 (1903년부터 자동차를 생산했으며 1925년 GM에 인수): 10%였다.

### 1939년 ~ 1955년

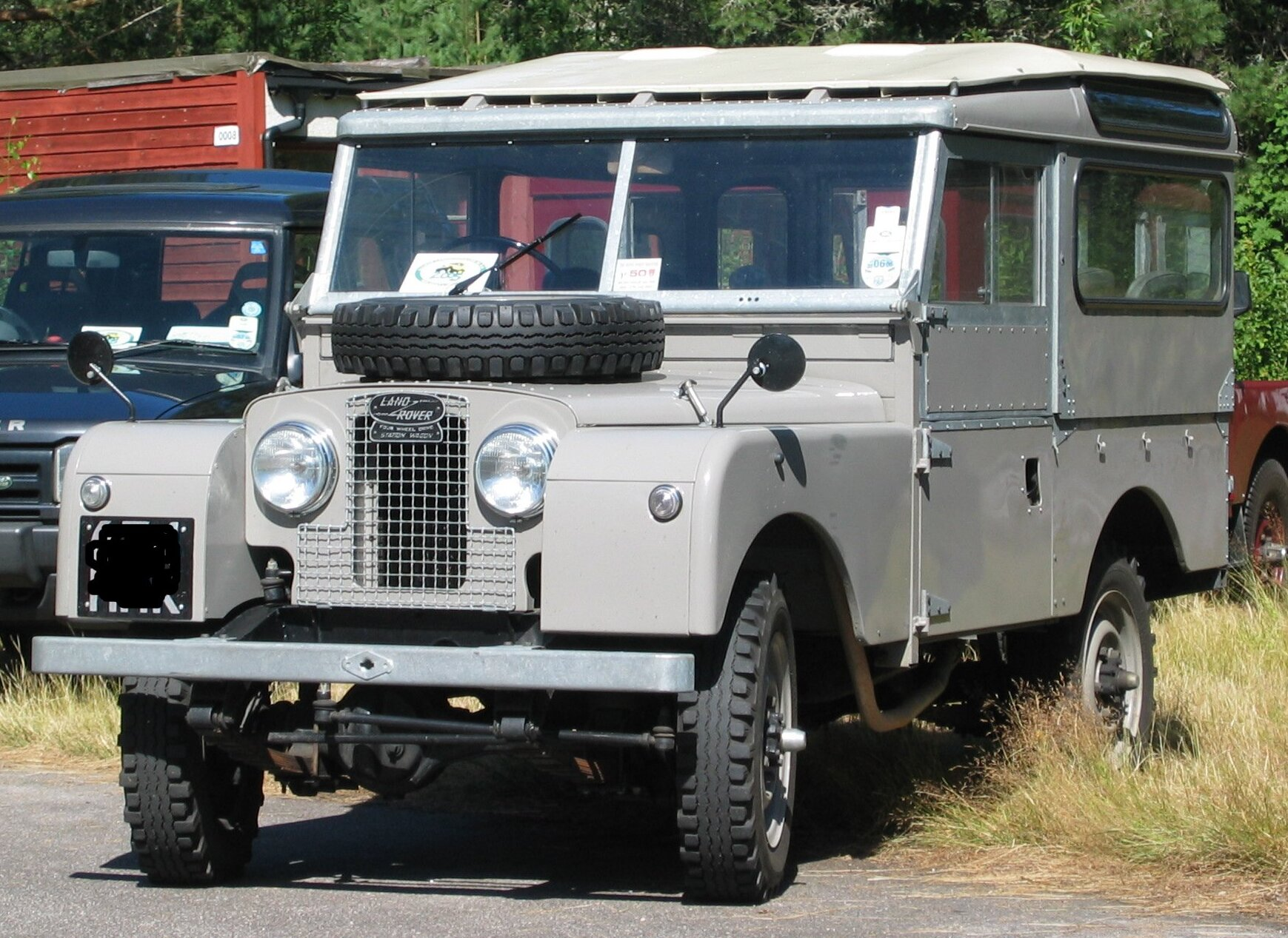
1948년에 도입된 랜드로버 시리즈 I

제2차 세계 대전 중 영국에서는 승용차 생산이 상용차 및 군용차 생산으로 전환되었고, 많은 자동차 공장이 항공기 및 항공기 엔진 생산으로 전환되었다. 전쟁 후 영국 정부는 철강 산업을 국유화했으며, 외화 벌이 수출 기업에 우선적으로 철강을 공급했다. 1947년에는 생산량의 75% 이상을 수출하는 기업에만 철강이 공급되었다. 이는 유럽 대륙과의 경쟁이 불가피하게 제한되었고, 미국과 호주의 신차 수요가 미국 산업만으로는 충족할 수 없을 정도로 커졌기 때문에 영국 자동차 수출은 사상 최고 수준에 달했으며 영국은 세계 최대의 자동차 수출국이 되었다. 1937년 영국은 세계 자동차 수출의 15%를 차지했다. 1950년에는 영국 자동차 생산량의 75%, 상용차 생산량의 60%가 수출되었으며, 영국은 세계 수출 차량의 52%를 공급했다.
이러한 상황은 1950년대 중반까지 지속되었는데, 이때까지 미국 산업의 생산량은 미국 수요를 따라잡았고, 유럽의 생산량은 회복되고 있었다. 1952년까지 영국 내 미국 소유 생산업체(포드와 GM의 복스홀)는 영국 시장의 29%를 차지했으며, 이는 영국 상위 두 국내 소유 제조업체의 점유율을 초과했다. 이러한 맥락에서 너필드 자작은 자신의 회사인 너필드 그룹과 오스틴의 합병에 동의하여 브리티시 모터 코퍼레이션 (BMC)을 형성했다. 따라서 오스틴, 모리스, MG, 라일리, 울슬리를 포함하는 BMC는 1952년에 설립되었으며 영국 시장의 40%를 점유했다. 독일의 생산량은 매년 증가하여 1953년에는 프랑스를 추월했고, 1956년에는 영국을 추월했다.

### 1955년 ~ 1968년

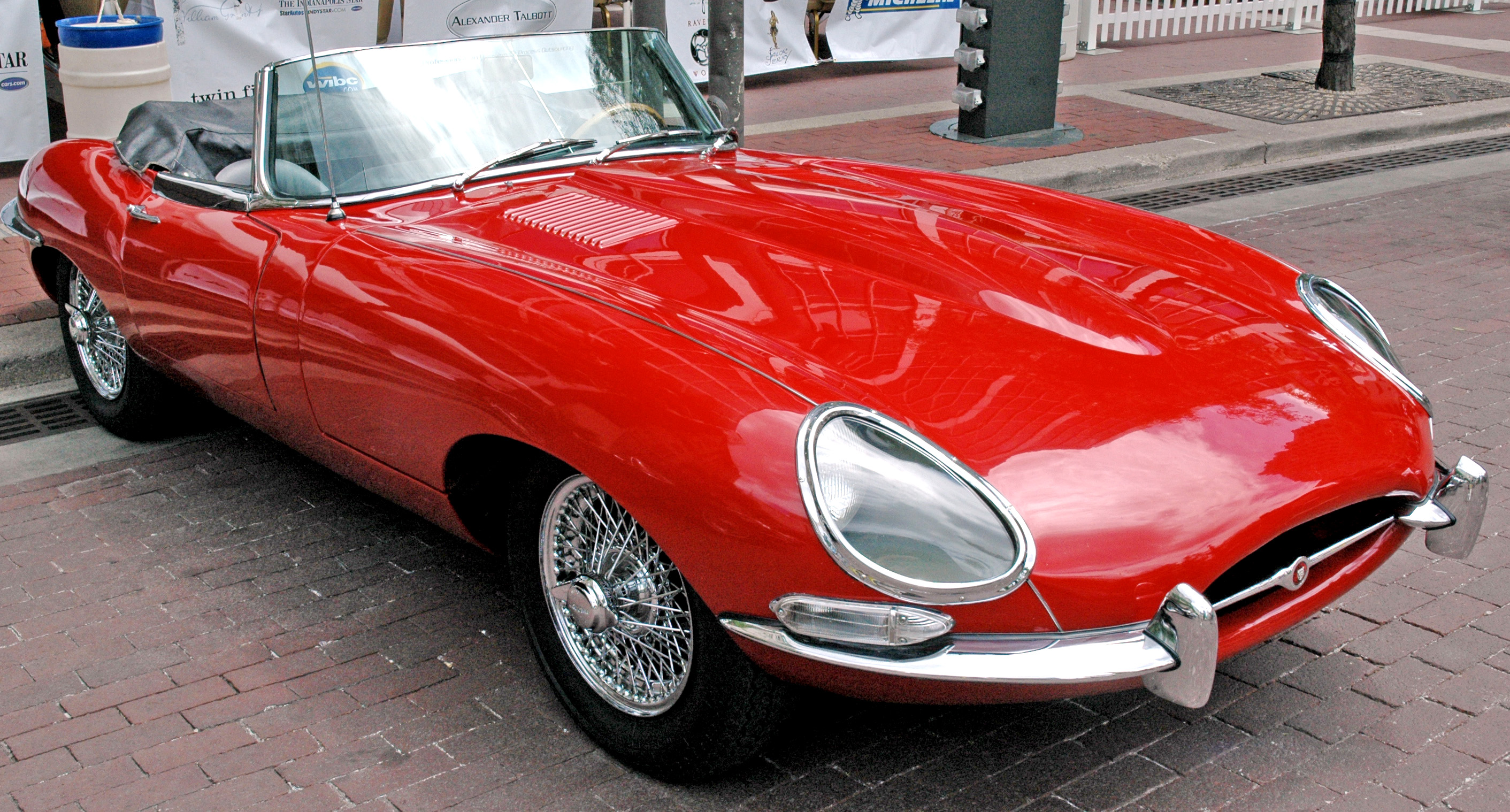
재규어 E-타입 (1961년 출시)

1955년까지 5개 회사(BMC, 포드, 루츠, 스탠다드-트라이엄프, 복스홀)가 영국 자동차 생산량의 90%를 차지했다. 10여 개에 달하는 소규모 생산 업체 중 로버와 재규어는 강력한 틈새 시장 생산 업체였다. 1960년까지 영국은 세계 2위의 자동차 생산국에서 3위로 떨어졌다. 노동 집약적 방법과 다양한 모델 범위는 제조 비용을 절감할 기회를 방해했다. 영국의 단위 비용은 일본, 유럽, 미국 등 주요 경쟁국보다 높았다. 자동차 회사들의 합리화가 시작되었지만, 완전한 통합은 이루어지지 않았다. BMC는 통합된 회사들의 브랜드 이름으로 차량을 계속 생산했으며, 이들 중 상당수는 서로 경쟁했다. 스탠다드-트라이엄프가 현대적인 대량 생산 전략을 도입하여 비용을 절감하려 시도했지만 1960년에 거의 파산 직전까지 갔고, 그 결과 이들은 상용차 제조 회사인 레일랜드 모터스에 인수되었다. 1966년 BMC와 재규어가 합병하여 브리티시 모터 홀딩스 (BMH)를 형성했다. 레일랜드는 레일랜드-트라이엄프로 일부 판매 성공을 거두었고, 1967년에는 로버를 인수했다. 1966년까지 영국은 세계 4위의 자동차 생산국으로 밀려났다. 1964년부터 시작된 점진적인 과정을 거쳐 크라이슬러 UK (CUK)는 1967년까지 루츠를 완전히 인수했다.

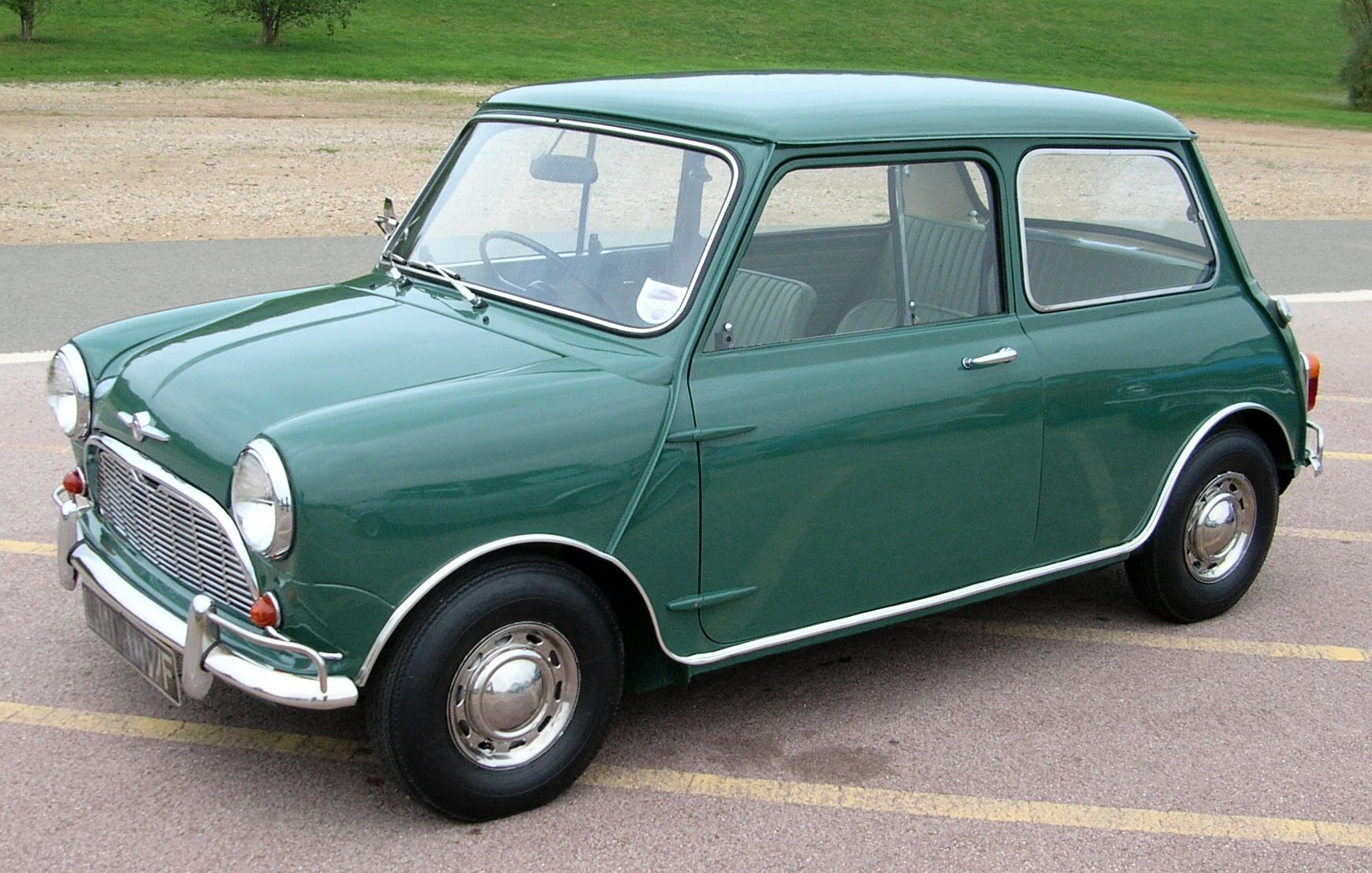
1967년식 미니 (1959년 출시)

BMC의 넓고 복잡하며 생산 비용이 많이 드는 모델 범위, 국내 시장에서 1위를 놓고 경쟁하는 포드의 전통적인 디자인의 코티나, 그리고 영국 경제가 자동차 생산에 크게 의존하는 상황에서, 1968년 정부는 성공적인 레일랜드-트라이엄프-로버와 고전하는 BMH의 합병을 중개하여 유럽 4위의 자동차 제조업체인 브리티시 레일랜드 자동차 회사 (BLMC)를 형성했다. 새로운 회사는 새로운 대량 생산 자동차 라인에 투자하고, 최신 자본 집약적 생산 방식으로 공장을 설비할 의사를 발표했다.

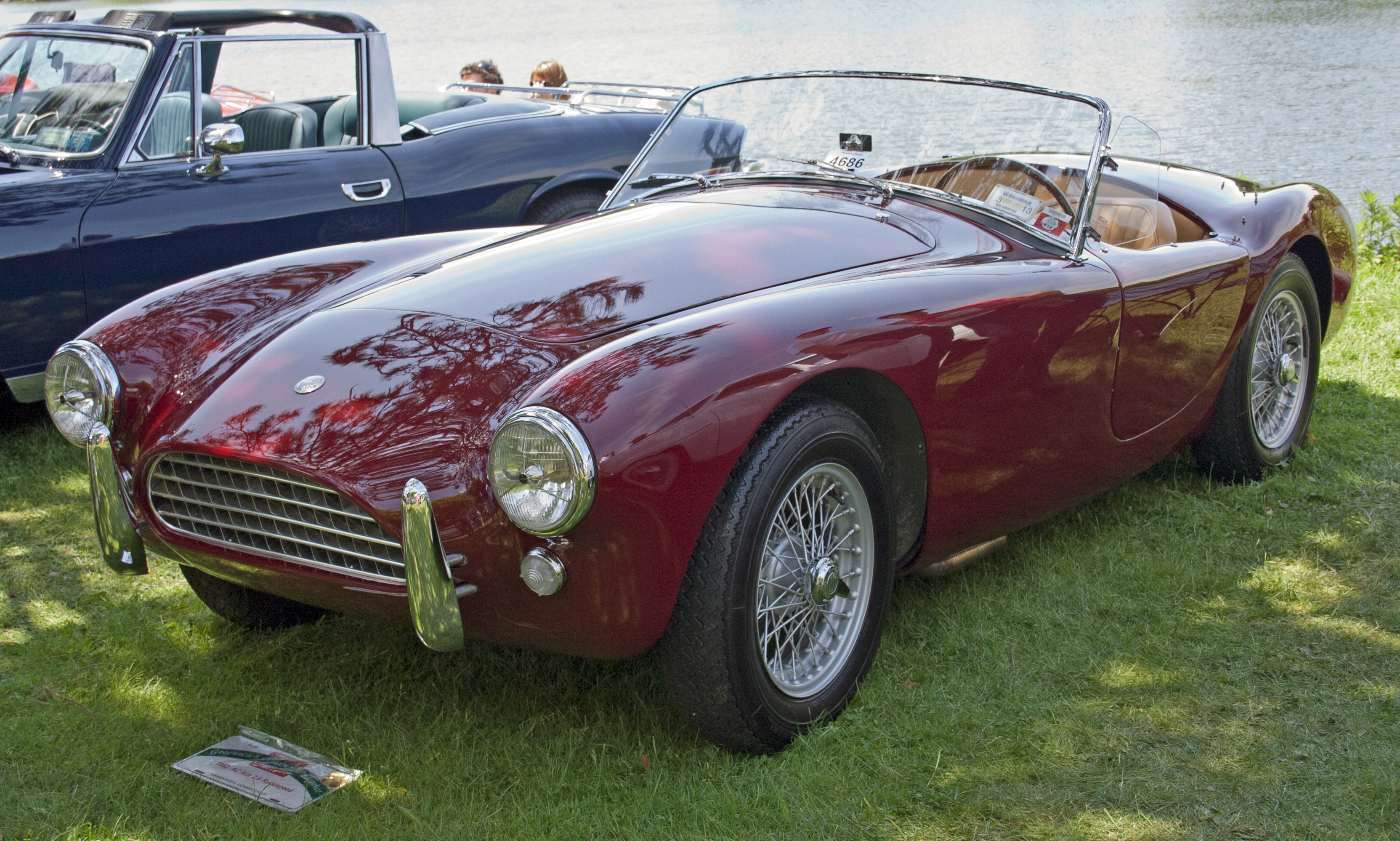
1953년부터 1963년까지 생산된 1962년식 AC 에이스

알렉 이시고니스가 디자인한 BMC의 미니는 1959년 소형차 시장에 혁명을 일으켰으며, 이 차는 출시 후 20년 이상 영국에서 가장 많이 팔리는 자동차 중 하나로 남아 있었고, 마지막 버전은 41년 동안 생산된 후 2000년 10월 4일에 최종적으로 생산 라인에서 나왔다. 루츠 그룹은 4년 후 비슷한 크기의 힐맨 임프를 출시했지만, 1960년대 말까지 포드와 복스홀은 아직 비교 가능한 제품을 출시하지 못했으며, 외국 수입차가 영국 시장에서 서서히 점유율을 높이기 시작했음에도 불구하고 이탈리아의 피아트 500은 이 시장 부문에서 미니와 힐맨 임프의 사실상 독점에 대한 몇 안 되는 비교 가능한 대안 중 하나였다.
알렉 이시고니스가 디자인한 모리스 마이너도 1948년에 처음 생산에 들어갔다가 1956년에 대폭 업데이트되었다. 이 모델은 저렴한 유지비, 뛰어난 신뢰성, 경쟁력 있는 가격으로 명성을 얻었으며, 1962년에 출시된 BMC의 1100/1300 시리즈의 인기에 불구하고 1960년대 내내 꾸준히 잘 팔렸다. 모리스 마이너는 또한 1961년에 영국 자동차 최초로 100만 대 생산을 달성했으며, 이 기록적인 숫자를 기념하여 "모리스 밀리언"이라는 이름으로 특별 모델이 제작되어 모든 주요 대리점에 배포되었다.
이 부문에서 포드의 경쟁자는 앵글리아였다. 이 차량은 비전통적인 스타일링을 특징으로 했지만, 1959년 출시부터 1967년 생산 종료까지 국내에서 가장 성공적인 자동차 중 하나였으며, 그 후 에스코트로 대체되었다. 이 부문의 다른 영국 경쟁자는 복스홀 비바와 힐맨 밍스였다.
더 큰 패밀리 카는 1960년대에 강한 판매를 기록했으며, 특히 포드 코티나 (1962년 출시), 오스틴/모리스 1800 (1964년), 복스홀 빅터 (1957년) 등이 있었다. 1960년대 후반에는 루츠 그룹이 이 성장하는 시장 부문에서 새로운 경쟁자인 힐맨 헌터를 출시했다.
1963년에 출시되어 유럽 올해의 차상을 최초로 수상한 로버 P6는 1960년대 영국에서 가장 인기 있는 고급 모델이었다.

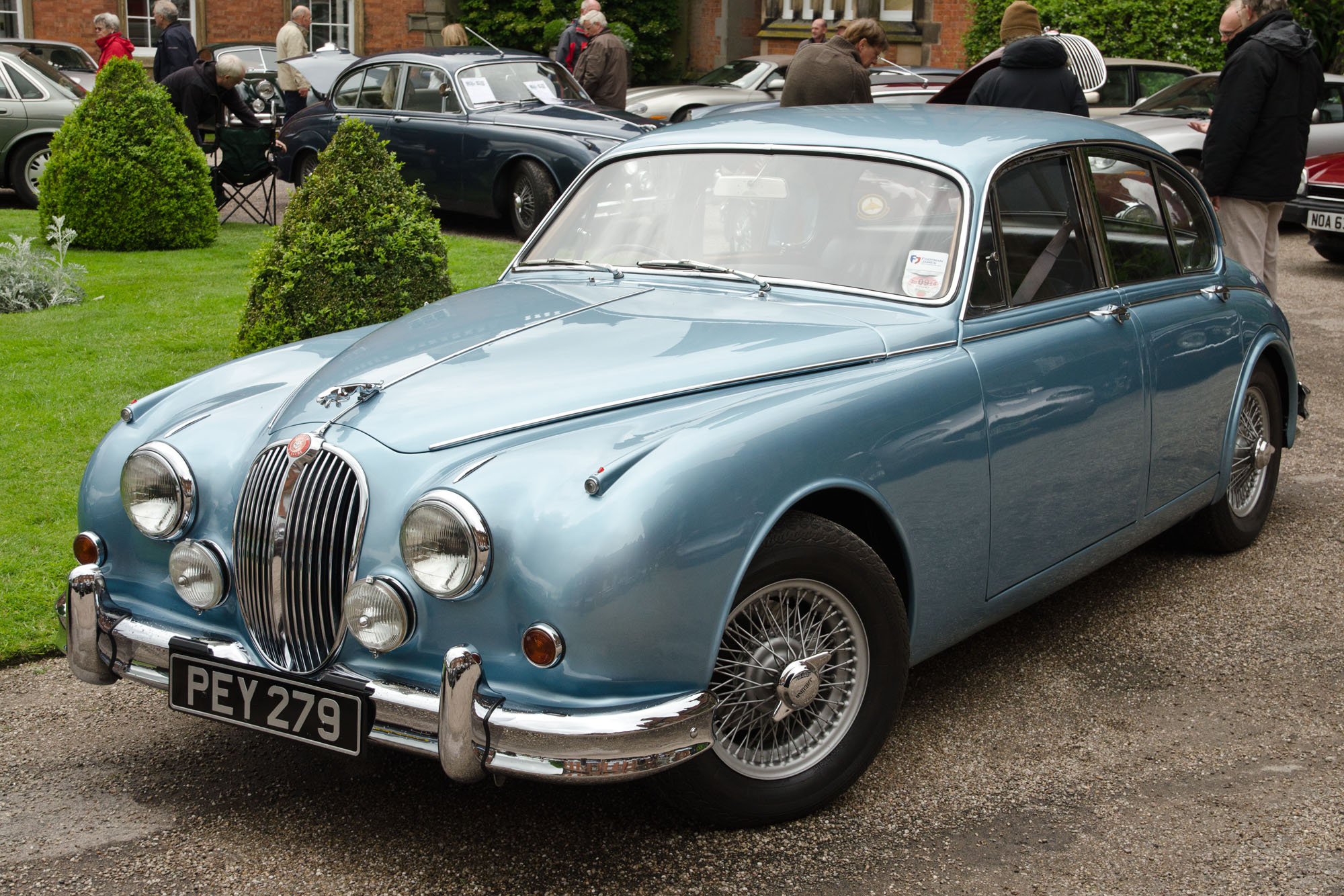
1959년부터 1967년까지 생산된 1966년식 재규어 마크 2

말콤 세이어가 디자인한 상징적인 재규어 E-타입 스포츠카는 최고 속도 145 마일 매 시 (233 km/h)에 쿠페 또는 로드스터 차체를 선택할 수 있었으며 1961년에 출시되어 1975년까지 생산되었다. 더 저렴한 스포츠카도 1960년대에 강한 판매를 기록했으며, 10년대 초에 출시된 MG B와 트라이엄프 스핏파이어와 10년대 말 직전에 출시된 포드 카프리가 포함된다.
1960년대에는 영국 시장에서 외국 자동차의 인기가 서서히 증가했다. 서독의 폭스바겐은 1953년부터 영국에 상징적인 비틀을 수입했다. 이 자동차는 1937년 나치 정권 하에 독일 시장을 위한 "국민차"로 처음 출시되었다. 제2차 세계 대전 종료 후 10년도 채 되지 않아 영국 시장에 출시되자 적대적인 반응에 부딪혀 많은 차량이 유통되자마자 파손되었지만, 곧 인기를 얻어 1959년에는 거의 10,000대가 판매되었다. 폭스바겐은 또한 자사의 승합차 및 밴 모델도 수입하기 시작했으며, 1963년까지 영국에서 100,000대의 자동차를 판매했다. 프랑스의 르노는 실제로 1902년부터 1962년까지 액턴, 웨스트 런던의 한 공장에서 영국 시장용 자동차를 생산했지만, 1961년 르노 4 소형차와 1965년 세계 최초의 양산형 해치백 모델인 르노 16의 출시로 영국 생산 종료 후 실제로 인기가 증가했다. 10년대 말까지 더 작은 해치백 모델인 르노 6과 중형 세단인 르노 12를 출시했으며, 계속해서 인기를 얻고 있었다. 르노의 프랑스 경쟁사인 푸조도 1960년대에 404 세단과 그 후속 모델인 504 (1968년 출시)로 성공을 거두었다. 이는 다음 20년 동안 외국 자동차 제조업체들이 영국 시장에서 더 많은 판매를 기록할 수 있는 발판을 마련했으며, 그들의 시장 점유율은 계속 증가했다.
일본 자동차도 1960년대에 영국 시장에 나타나기 시작했지만, 1970년대 초반에 폭발적인 인기를 얻기 전까지는 영국 도로에서 보기 드물었다. 다이하쓰 콤파뇨는 1964년에 수입이 시작되면서 영국에서 판매된 최초의 일본 자동차였다. 이 자동차는 영국 구매자들에게 인기가 없었고 몇 년 안에 판매가 중단되었지만, 다이하쓰는 1980년대 초반에 영국 시장으로 돌아왔다. 1년 후, 토요타는 영국에 자동차를 수입한 두 번째 일본 자동차 제조업체가 되었다. 곧바로 닛산 (영국 시장에서는 닷선 브랜드를 사용)과 마쓰다가 뒤를 이었다. 혼다는 이 단계에서 이미 오토바이 시장에서 큰 성공을 거두고 있었지만, 1972년까지는 영국에 승용차를 수입하기 시작하지 않았다.

### 1968년 ~ 1987년

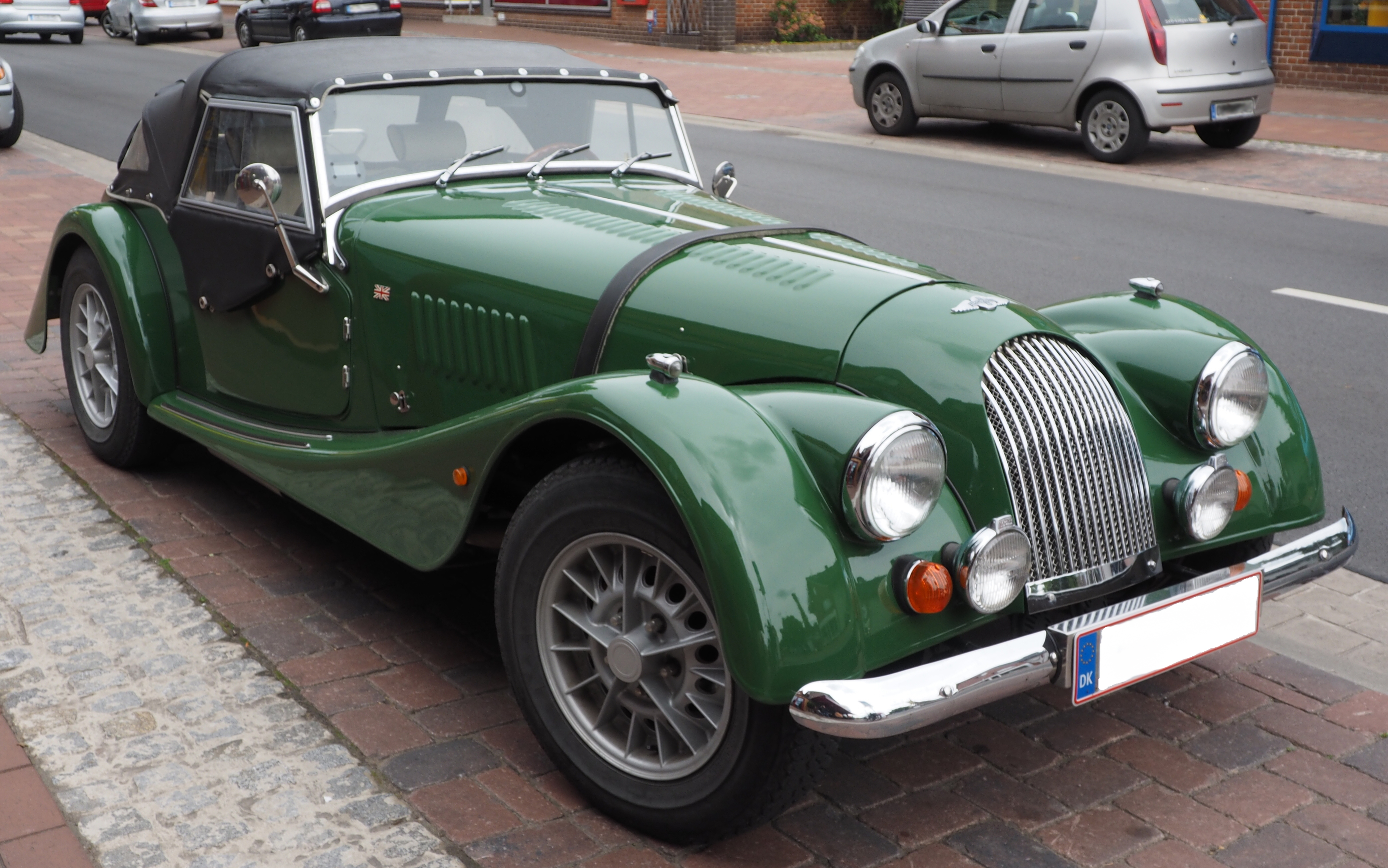
1968년부터 2004년, 그리고 2012년부터 2018년까지 생산된 모건 플러스 8

1968년까지 영국 자동차 생산은 BLMC, 크라이슬러(영국), 포드, 복스홀(GM)의 4개 회사가 지배했다. 루츠 그룹은 미국 자동차 거대 기업인 크라이슬러에 인수된 후 크라이슬러 영국이라는 이름을 사용했으며, 크라이슬러는 프랑스 자동차 제조업체 심카도 인수했다.
국가 챔피언인 BLMC (1968년부터 브리티시 레일랜드)는 내부 경쟁으로 인해 현대화 시도에 어려움을 겪었다. 자동차 언론으로부터 널리 비판받은 매력 없는 신제품(특히 오스틴 알레그로 및 모리스 마리나), 구형 브랜드 및 모델 유지, 노동 분쟁, 품질 문제, 공급업체 문제, 신규 장비의 비효율적인 사용은 효율적인 대량 생산이라는 꿈을 좌절시켰다. 해외 경쟁 증가와 높은 단위 비용은 수익 감소로 이어졌고, 이는 다시 투자 계획을 위태롭게 했다. 영국에서는 꾸준히 잘 팔렸지만, 해외 시장에서는 인기가 덜했다. 또한, 이 회사는 종종 동일한 시장 부문에서 경쟁하기 위해 여러 대의 자동차를 생산했다. 예를 들어, 포드 코티나의 경쟁 차량을 동시에 네 대나 생산했다. - 모리스 마리나, 오스틴 맥시, 트라이엄프 돌로마이트, 그리고 프린세스였다.
일본 자동차, 특히 닛산이 제작한 닷선 브랜드 자동차는 1970년대 전반기에 큰 인기를 얻었으며, 프랑스 자동차 제조업체 르노와 서독 자동차 제조업체 폭스바겐도 새로운 인기 있는 자동차, 특히 1972년 르노 5와 1974년 폭스바겐 골프의 출시로 영국 시장에서 호황을 누렸다.
영국 시장에서 외국 자동차 제조업체들의 성공은 대부분의 영국 제조업체들이 전륜 구동을 특징으로 하는 해치백 차체 스타일을 대륙 경쟁자들보다 상당히 늦게 채택했다는 사실에도 기인했다. 예를 들어, 1974년 전륜 구동 폭스바겐 골프 해치백의 출시는 영국 기반 자동차 제조업체 4곳 중 어느 곳도 동등한 자동차를 출시하기 4년 전이었다. 최초의 영국산 소형 해치백인 복스홀 셰베트가 1975년에 출시될 무렵, 프랑스 르노 5는 이미 3년 동안 생산되고 있었다. 그러나 브리티시 레일랜드의 더 큰 오스틴 맥시는 1969년 출시 이후 해치백과 전륜 구동으로 판매되었지만, 모리스 마리나와 트라이엄프 돌로마이트와 같은 유사한 크기의 자동차를 후륜 구동 세단 대안으로 함께 판매했으며, 돌로마이트는 마리나보다 상위 시장에서 판매되었다. 6기통 및 더 큰 4기통 엔진을 원하는 구매자를 위해 1975년에 프린세스가 출시되었다. 크라이슬러는 1975년에 이 시장 부문을 위해 전륜 구동과 해치백을 특징으로 하는 알파인을 출시했지만, 1979년까지 헌터를 후륜 구동과 세단 또는 에스테이트 차체 스타일을 선호하는 구매자를 위해 함께 생산했다.
고급차 시장에서 브리티시 레일랜드는 1976년 로버 SD1을 출시하면서 고급차에 해치백을 적용한 세계 최초의 제조업체 중 하나였다. 이 차는 브리티시 레일랜드의 합리화의 시작을 알렸으며, SD1은 로버 P6와 트라이엄프 2000/2500 두 가지 모델 범위를 대체했다.
1970년대 닛산의 닷선 브랜드 차량의 인기는 주로 저렴한 가격, 저렴한 유지비, 좋은 장비 수준, 그리고 대부분의 영국 자동차보다 나은 신뢰성 덕분이었다. 비록 이 차들은 나중에 녹에 취약하다는 평판을 얻게 되었다.
BLMC의 영국 시장 점유율은 1971년과 1973년 사이에 40%에서 32%로 떨어졌으며, 신형 모리스 마리나와 오스틴 알레그로 패밀리 카는 영국 시장에서 잘 팔렸지만, 많은 수출 시장에서는 인기가 없었으며, 자동차 언론은 이 신형 모델들의 스타일링뿐만 아니라 품질 수준에 대한 의문점도 비판했다.

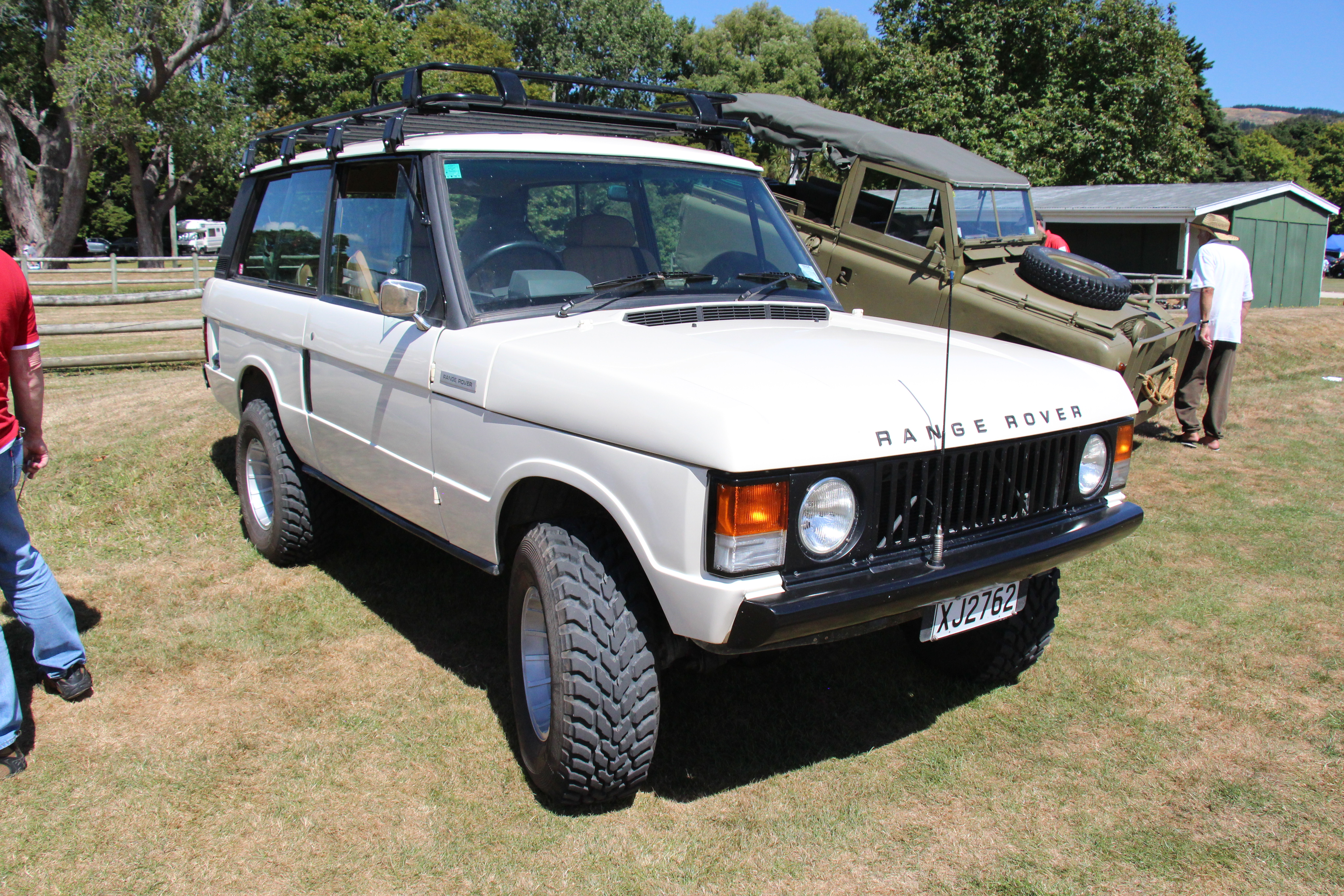
1970년부터 1996년까지 생산된 1세대 레인지 로버

1974년까지 영국의 세계 자동차 제조업체 순위는 6위로 떨어졌다. 1974년 BLMC와 크라이슬러 UK는 모두 영국 정부에 재정 지원을 요청했다. 정부는 두 회사 간의 합병 아이디어를 거부하고, 대신 크라이슬러 UK는 대출을 받았고 BLMC는 미래를 결정하기 위한 일련의 연구를 받았다. 라이더 경이 이끄는 정부의 공식 BLMC 조사에서는 BLMC의 전략이 타당하지만, 기계화 및 노동 관계 개선을 통해 생산성을 향상시키기 위해 막대한 국가 투자가 필요하다고 제안했다.
1975년 브리티시 레일랜드 (BL)로 효과적으로 국유화되었음에도 불구하고 회복은 이루어지지 않았다. 크라이슬러는 미국에서의 자체 어려움에 집중하기 위해 1978년 유럽 사업(영국 포함)을 푸조에 매각했다. 영국 사업은 푸조-탈보로 이름이 변경되었으며, 크라이슬러가 개발한 자동차의 생산은 계속되었고, 마지막 루츠가 개발한 자동차인 어벤저는 1981년에 단종되었다. 푸조는 또한 알페인(Alpine)의 세단 버전인 솔라라를 개발했으며, 크라이슬러가 유럽 사업을 매각할 때 개발 중이었던 더 큰 타그라도 출시했다. 또한 1981년 선빔을 푸조 기반의 삼바로 대체했다.
대부분의 다른 선진국과 마찬가지로 1970년대는 영국에서 생산되는 자동차에 큰 변화를 가져왔다. 1959년에서 1965년 사이에 BMC가 여러 신형 모델에서 개척한 전륜 구동은 수십 년간 후륜 구동 모델만 생산했던 것과 달리 이제 패밀리 카의 일반적인 특징이 되었다. 1965년 프랑스 르노 16에서 유럽에 처음 등장한 해치백 차체 스타일은 더 인기를 얻었으며, 1980년대 초까지 영국에서 가장 많이 팔리는 자동차 중 다수가 해치백으로 제공되었다.
많은 포드 및 복스홀 모델 또한 1980년까지 모회사의 유럽 공장에서 생산되고 있었다. 포드는 이 시점에서 카프리 및 그라나다 생산을 독일로 전환했으며, 새로운 피에스타 슈퍼미니의 생산은 1976년 출시 이후 영국, 서독 및 스페인의 새로운 공장에서 나누어졌다. 제너럴 모터스는 1970년대에 복스홀 및 오펠 브랜드 자동차를 기계적으로 동일하게 만들기로 결정했을 뿐만 아니라, 일부 복스홀 브랜드 자동차를 서독 및 벨기에의 오펠 공장에서 수입했으며, 코르사 슈퍼미니 (영국에서는 복스홀 노바)는 1982년에 개설된 사라고사, 스페인 공장에서만 조립되었다. 이탈리아 (이노첸티 브랜드로 자동차가 생산되는 곳)와 같은 국가에 있는 브리티시 레일랜드의 해외 전초 기지는 점차 폐쇄되거나 다른 자동차 제조업체에 매각되어 1980년대에는 전적으로 영국 기반의 운영이 되었다.

1977년부터 1989년까지 생산된 1981년식 애스턴 마틴 V8 밴티지

1970년대 말까지 포드, 푸조-탈보, 복스홀(GM)은 모회사의 다른 유럽 사업과 잘 통합되어 있었다. BL은 영국에서 점점 더 작은 플레이어로 홀로 서 있었다. 1970년대 후반 생산성 향상을 위한 노력의 일환으로 BL은 인력과 공장 수를 줄이고 관리 활동을 중앙 집중화하기 위해 노력했다. 코번트리시는 특히 심한 타격을 입었으며, 1980년 시내의 트라이엄프 자동차 공장 폐쇄 후 수천 명이 실업자가 되었다.
1979년, BL은 새로운 중형차(트라이엄프 어클레임/혼다 발라드)의 개발 및 생산을 공유하기 위해 혼다와 협력 계약을 체결했으며, 이 차는 1981년에 출시되었다. 이 새로운 차는 혼다 엔진 및 변속기 디자인과 BL 차체를 결합했으며, 1984년 후속 모델인 로버 200 시리즈도 마찬가지였다. 다음 계획은 새로운 고급차를 함께 개발하는 것이었으며, 최종 제품은 1986년에 출시된 로버 800 시리즈였다.
1979년 보수당의 당선으로 영국 정치가 바뀌었음에도 불구하고 영국 정부는 새로운 대량 시장 모델 범위(미니 메트로, 마에스트로, 몬테고 및 또 다른 혼다 협력 모델인 로버 800)의 개발 자금을 계속해서 지원했으며, 이들은 모두 1980년에서 1986년 사이에 출시되었다. 메트로는 이 자동차들 중 가장 성공적인 모델이었다.
재규어를 제외한 자동차 조립은 롱브리지와 카울리의 두 중앙 공장에 집중되었다. 1986년 7월 BL은 로버 그룹으로 이름이 변경되었다.
1980년대 중반까지 전륜 구동은 이제 대량 생산 자동차의 표준이 되었고, 대부분의 신형 모델은 해치백 차체를 최소한 옵션으로 제공했다. 포드는 1976년 새로운 스페인에서 제작된 피에스타 슈퍼미니와 1980년 3세대 에스코트에 전륜 구동을 채택했지만, 1982년 더 큰 시에라 (포드 코티나의 후속 모델)에는 후륜 구동을 유지했는데, 시에라는 해치백 차체를 특징으로 했지만 1987년까지는 세단으로 제공되지 않았다. 1983년에는 에스코트 플로어판을 기반으로 한 오리온을 도입하여 더 작고 중형 패밀리 세단에 대한 지속적인 수요를 인식했다.

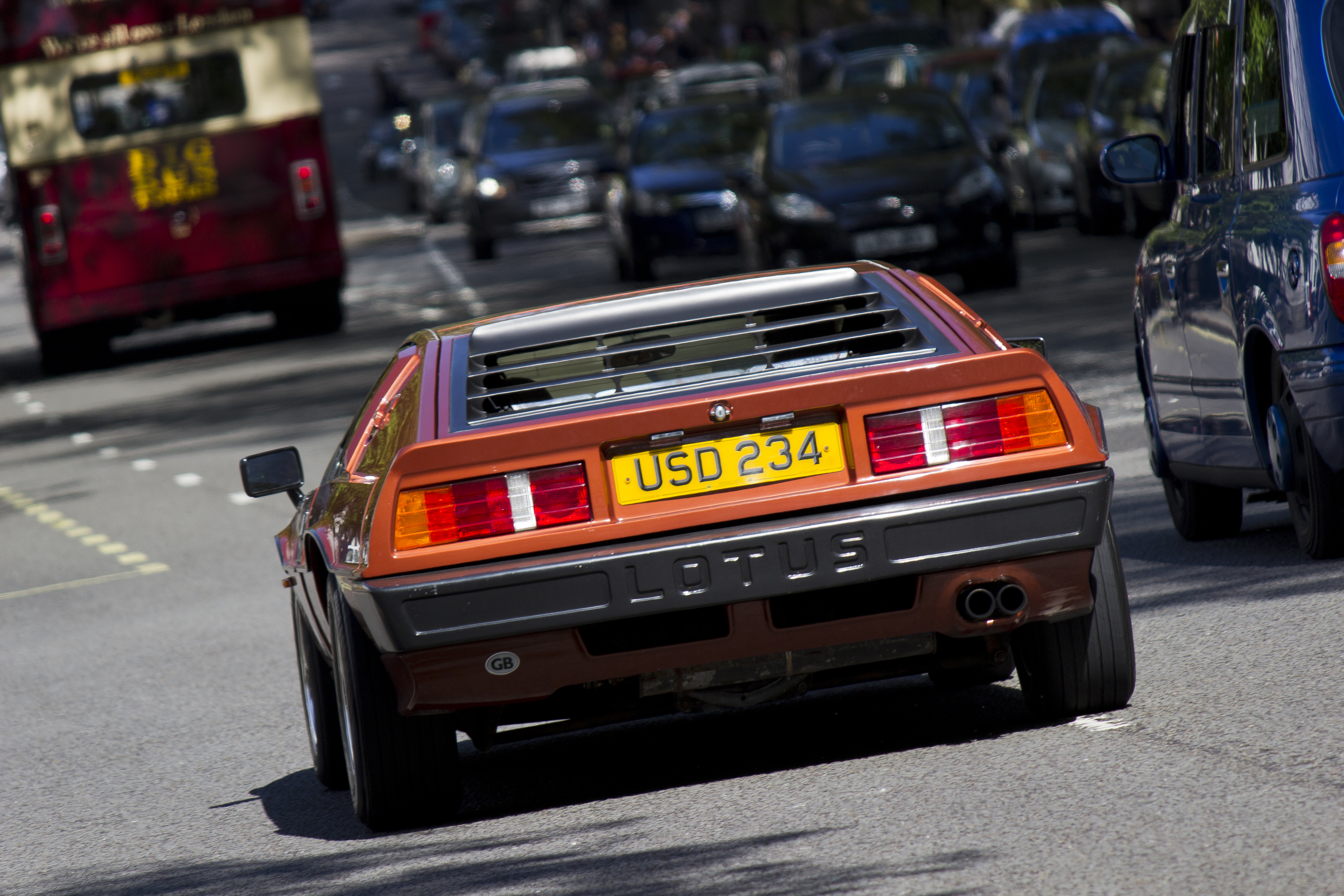
1982년부터 1993년까지 생산된 3세대 로터스 에스프리 S3

슈퍼미니 부문은 1970년대 초반부터 급격히 확장되었다. BMC의 미니는 출시 20주년을 넘어서도 인기를 유지했지만, 후속 조직인 브리티시 레일랜드는 1970년대 중반까지 더 현대적이고 실용적인 대안 개발에 착수했으며, 최종 결과물은 1980년에 출시된 오스틴 메트로였다. 이 신형 모델은 더 현대적인 스타일링과 해치백 차체 스타일을 특징으로 했다. 크라이슬러 유럽은 1976년 장수 모델인 힐맨 임프 (1963년 루츠 그룹이 출시)를 단종시키고 1년 후 크라이슬러 선빔 해치백으로 대체했다. 제너럴 모터스는 이미 복스홀 셰베트 (세단 또는 에스테이트로도 사용 가능)와 포드와 함께 피에스타에 이 차체 스타일을 채택했다. 피아트 127, 르노 5, 폭스바겐 폴로와 같은 비교 가능한 외국 제품도 영국에서 인기를 끌었다.
포드는 이제 영국 공장과 스페인, 벨기에, 서독의 다른 유럽 공장 사이에 유럽 사업을 나누었다. 제너럴 모터스는 서독과 벨기에에서 생산된 일부 오펠 제품을 영국으로 수입하여 복스홀 브랜드로 판매하기 시작했으며, 1983년에는 노바 슈퍼미니(대륙에서는 오펠 코르사로 판매)가 스페인 공장에서만 생산되었다. 푸조는 1980년대 초반까지 코번트리 근처의 라이튼 공장(스코틀랜드의 린우드 공장은 1981년에 폐쇄)과 프랑스 공장 사이에 탈보 브랜드 차량 대부분의 생산을 나누었으며, 판매 감소로 인해 탈보 브랜드를 폐지하기로 결정한 후 1985년부터 코번트리에서 자체 모델을 생산하기 시작했다.
르노, 푸조, 시트로엥 (프랑스), 볼보 (스웨덴), 폭스바겐 (서독), 피아트 (이탈리아)와 같은 외국 자동차 제조업체들은 1980년대 영국 시장에서 계속해서 점유율을 높였다.
1974년에 영국에서 처음 판매된 러시아산 라다는 구식 피아트 기반 디자인에도 불구하고 잘 팔렸다. 주로 저렴한 가격이 구매자들을 끌어들였다. 1980년대 후반에는 4륜 구동 니바와 전륜 구동 해치백인 사마라가 장수 모델인 리바를 보완하면서 영국에서 라다 판매는 연간 3만 대 이상(신차 시장의 약 1.5%)에 달했지만, 1990년 이후 경쟁 심화와 신형 모델 출시 부족으로 판매가 감소했다. 영국으로의 수입은 1997년에 배출가스 규제 충족의 어려움으로 인해 마침내 중단되었다. 스코다도 1970년대와 1980년대에 저렴한 가격의 후륜 구동 세단으로 비슷한 괜찮은 판매를 기록했으며, 폭스바겐에 인수되고 현대적인 기술과 스타일링을 갖춘 새로운 모델 라인업을 출시하면서 1990년대에 더욱 강세를 보였다. 자스타바의 1970년대 피아트 디자인을 기반으로 한 유고 브랜드 자동차도 1980년대 영국에서 상당히 잘 팔렸지만, 유고슬라비아 내전으로 인한 제재로 인해 1992년 자동차 수입을 중단해야 했다. 폴란드 자동차 제조업체 FSO는 1975년부터 피아트 125의 자사 버전을 영국으로 수입했으며, 나중에 해치백 모델인 폴로네즈를 함께 출시했다. 그러나 1998년까지 스코다는 동유럽 자동차 제조업체 중 유일하게 영국으로 자동차를 수출하는 업체였으며, 이제 대우, 기아, 현대, 프로톤과 같은 저렴한 가격의 아시아 자동차와 경쟁하고 있었다.
닛산은 1984년까지 닷선 브랜드를 폐지하고 모든 자동차에 자체 이름을 사용했으며, 1986년 선덜랜드 근처 영국에 공장을 열어 중형 블루버드 해치백과 세단을 생산했으며, 1990년부터는 그 후속 모델인 프리메라를 생산했으며, 1992년에는 MK2 마이크라도 합류했다. 그러나 1980년대 영국에서 가장 많이 팔린 자동차는 일본산 마이크라였다.

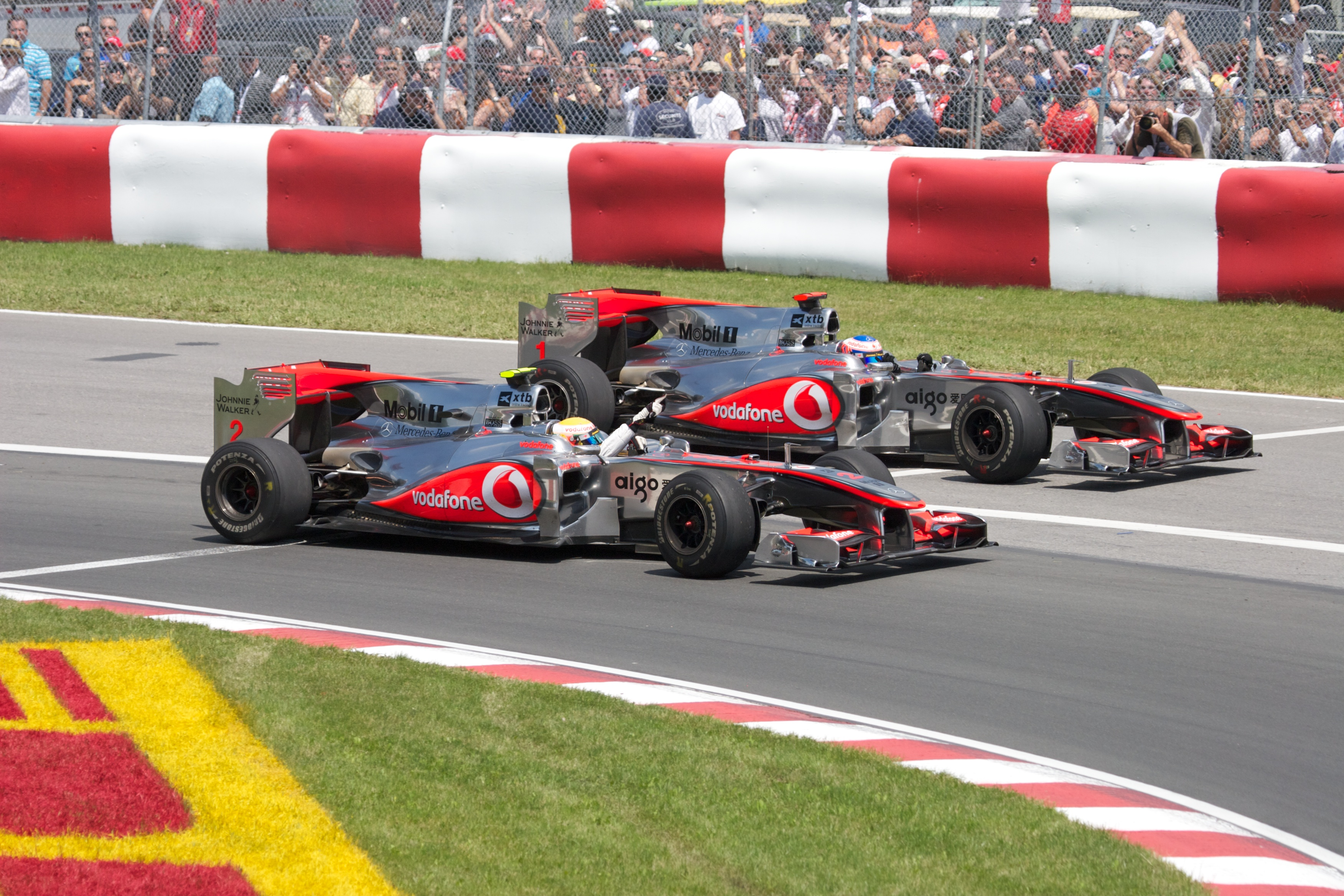
영국 모터스포츠는 양산차의 시험장 역할을 한다.

10년 동안 일본의 미쓰비시 스페이스 웨건이 1984년에 출시된 것을 시작으로 영국 시장에 특수 목적의 승합차가 등장했으며, 이어서 시장을 선도하는 르노 에스파스가 1985년에 출시되었지만, 10년 말까지 이러한 유형의 차량은 여전히 영국 시장에서 매우 작은 점유율을 차지하고 있었고, 영국산 승합차는 아직 없었지만, 오스틴 로버의 몬테고를 포함한 몇몇 7인승 에스테이트 모델은 생산되고 있었다.
10년 동안 스포츠카 수요도 감소했는데, 이는 아마도 "핫 해치백"(해치백 자동차의 고성능 버전)의 인기가 높아졌기 때문일 수 있으며, 그래서 많은 제조업체들이 스포츠카 시장에서 철수했다. 브리티시 레일랜드는 10년 초에 MG 및 트라이엄프 스포츠카 생산을 중단했으며, 대체 모델은 없었다. 제너럴 모터스는 1970년대에 중형 모델인 카발리에의 쿠페 버전을 출시했지만, 1981년에 출시된 MK2 카발리에의 동등 모델은 생산하지 않았다. 그러나 1988년 생산이 끝날 때까지 독일에서 제작된 오펠 만타를 영국 구매자들에게 계속 제공했으며, 1년 후에는 칼리브라 (역시 독일에서 제작)로 대체했다. 포드는 1970년대에 카프리 쿠페로 성공을 거두었지만, 1980년 이후 인기가 떨어졌고 1986년에 생산이 종료되었을 때 직접적인 대체 모델은 없었다.
루츠 그룹이 푸조에 통합된 것 외에도 1980년대에는 여러 오랜 자동차 브랜드가 사라졌다. MG 스포츠카 생산은 애빙던 공장이 1980년에 문을 닫으면서 종료되었지만, 이 브랜드는 메트로, 마에스트로, 몬테고의 고성능 버전으로 빠르게 부활했다. 1980년에는 코번트리, 캔리의 트라이엄프 공장도 폐쇄되었지만, 이 브랜드는 1984년까지 살아남았는데, 이는 70년 이상 된 모리스 브랜드가 단종된 해와 같은 해였다. 모리스 이탈의 후속 모델인 몬테고는 오스틴과 MG 브랜드로 판매되었고, 트라이엄프 어클레임의 후속 모델은 로버 200 시리즈로 판매되었다. 그러나 1988년에는 오스틴 브랜드도 단계적으로 폐지되었으며, 이전 오스틴 브랜드 제품은 이제 로버 브랜드에 통합되었다.
제너럴 모터스는 1980년대 영국에서 호황을 누렸는데, 복스홀 브랜드 자동차가 시장 점유율을 높이고 회사 이미지도 개선되었기 때문이었다. 1980년 초, 비바를 새로운 전륜 구동 해치백 및 에스테이트 라인업인 아스트라로 대체했으며, 이는 영국 및 대륙의 오펠 공장에서 생산되었다. MK2 카발리에는 1981년에 출시되었으며, 이 회사의 10년 동안 가장 많이 팔린 자동차가 되었다. 셰베트의 후속 모델은 스페인에서 생산된 오펠 코르사의 리뱃징 버전인 노바로, 1983년에 출시되었다. MK2 아스트라는 1984년 출시 직후 유럽 올해의 차로 선정되었으며, 2년 후에는 플래그십 MK2 칼튼(대륙에서는 오펠 오메가)도 마찬가지였다.

### 1987년 ~ 2001년

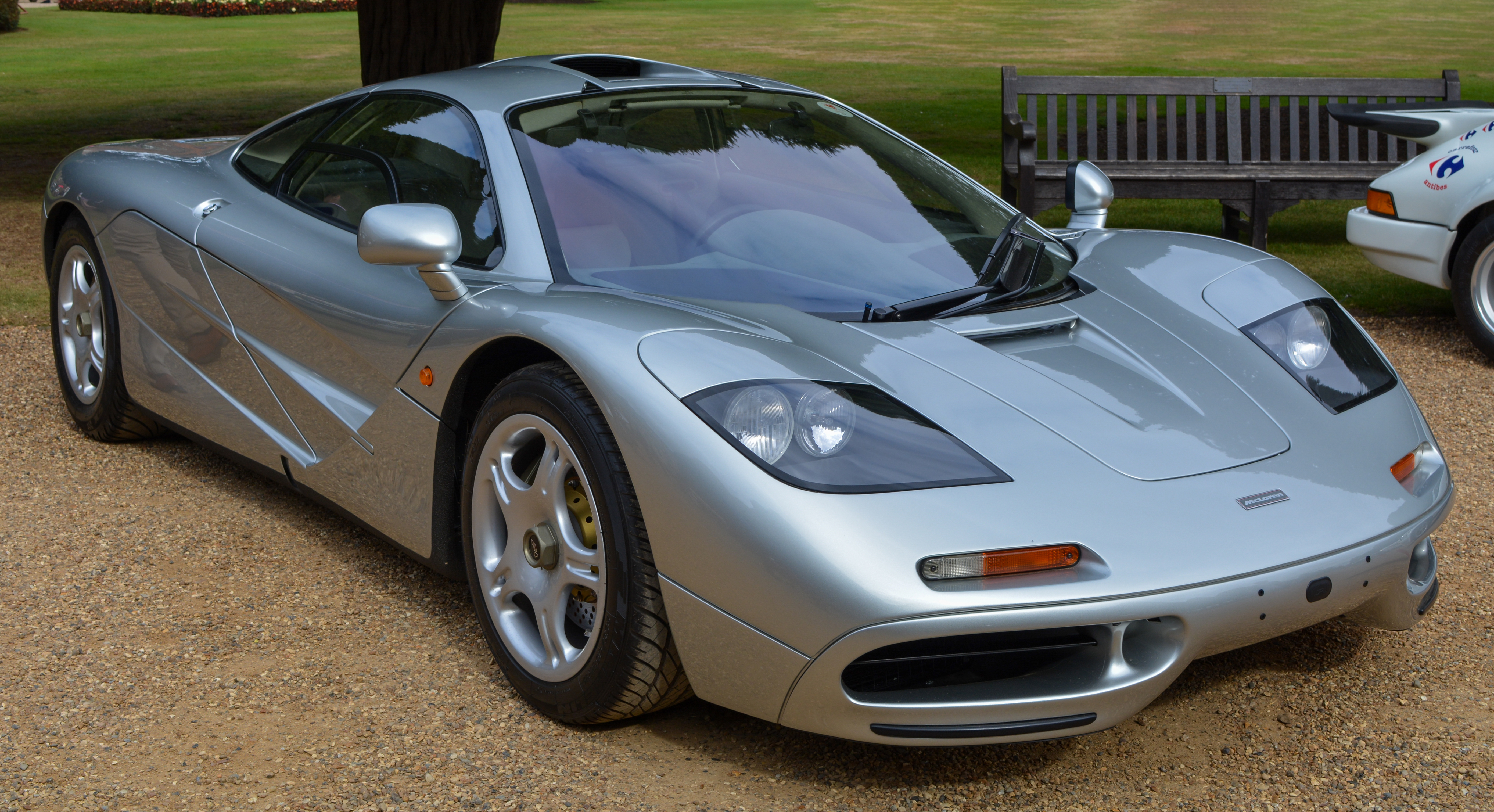
1992년부터 2000년까지 생산된 1996년식 맥라렌 F1

1986년 7월, 닛산은 선덜랜드에 새로운 공장을 개설하면서 유럽에 생산 시설을 설립한 최초의 일본 자동차 제조업체가 되었다. 이 공장은 처음에는 블루버드를 생산했으며, 1990년부터는 후속 모델인 프리메라를 생산했으며, 1992년에는 MK2 마이크라도 합류했다. 토요타는 1992년 초 더비 근처의 버나스턴에 새로운 공장을 개설했다.
푸조는 1985년 10월 라이튼(원래 루츠 그룹 공장)에서 푸조 309 해치백 생산을 시작했으며, 2년 후에는 푸조 405를 생산했다. 1990년대에는 306과 206의 생산도 라이튼에서 시작되었다.
혼다의 오스틴 로버/로버 그룹과의 합작으로 두 브랜드 간에 여러 가지 다른 디자인이 공유되었다. 이 합작은 1994년 2월 브리티시 에어로스페이스가 로버 그룹을 독일 자동차 제조업체 BMW에 8억 파운드에 매각하면서 종료되었다. 이 인수는 112년 만에 처음으로 영국이 영국 소유 대량 생산 자동차 제조업체를 잃게 되었음을 의미했다. BMW의 로버 그룹 소유는 여러 신형, 더 고급 모델의 개발을 가져왔으며, 영국 브랜드에 모회사와 어울리는 이미지를 부여했다. BMW는 또한 1995년 새로운 저렴한 스포츠카인 MGF에 MG 브랜드를 부활시켰을 뿐만 아니라, 오프로드 시장에서 랜드로버의 입지를 강화했다. 2000년 3월 BMW는 논란의 여지가 있는 로버 그룹 해체를 발표했다. BMW는 미니 브랜드에 대한 권리를 유지하고, 랜드로버는 포드에 매각했다. MG와 로버 브랜드는 피닉스 컨소시엄에 매각되었으며, 이들은 그룹의 잔존 부분을 MG 로버로 명명하고 모든 생산을 롱브리지 공장에 집중했다. 로버와의 분리 후, 혼다는 스윈던의 새로운 공장에서 시빅 시리즈를 영국에서 계속 생산했다.

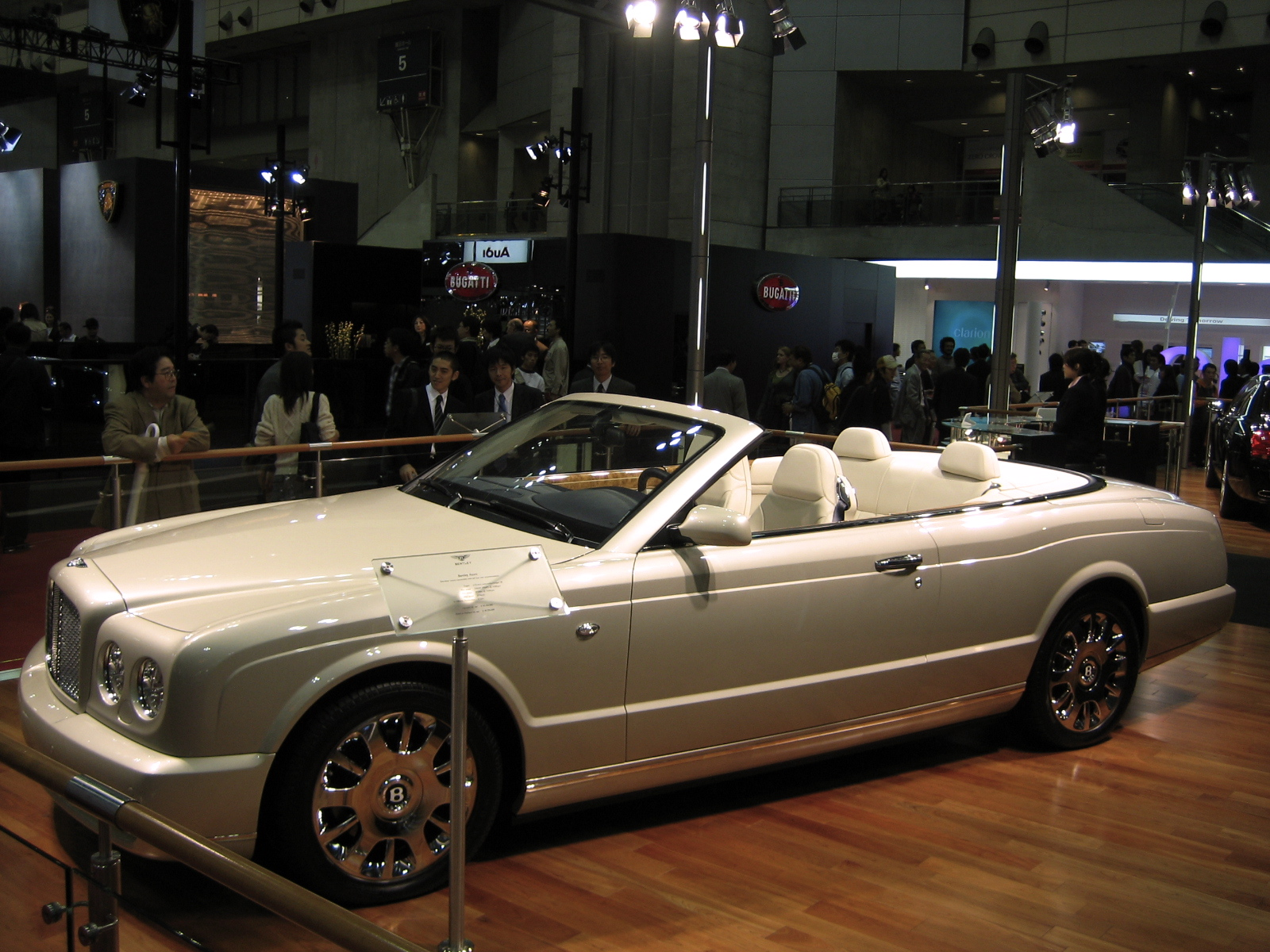
1995년부터 2003년까지 생산된 벤틀리 아주어

포드는 1987년 9월에 애스턴 마틴을 미공개 금액에 인수했고 1989년 11월에는 재규어를 23억 8천만 달러에 인수했다. 신형 소형 재규어인 X-타입의 생산은 2000년 말 헤일우드에서 시작되었다. 세기 말까지 포드는 랜드로버도 인수했다.
1998년 비커스 plc는 벤틀리를 포함한 롤스로이스 모터스를 경매에 부쳤다. 폭스바겐 그룹이 7억 8천만 달러에 경매를 낙찰받았지만, 롤스로이스 이름을 비영국인 소유자에게 양도하는 것을 막을 권리가 있는 롤스로이스 plc는 BMW에 6천 5백만 달러에 권리를 매각하기로 합의했다. 이후 롤스로이스 브랜드의 통제권이 2003년에 폭스바겐에서 BMW로 넘어가는 것으로 합의되었다.
1995년 포드는 포드와 폭스바겐 간의 합작으로 포르투갈에서 동일한 폭스바겐 샤란과 세아트 알함브라와 함께 제작된 갤럭시로 10년 묵은 승합차 시장에 마침내 진출했다. 복스홀은 1년 후 미국에서 제작된 신트라로 이 시장 부문에 진출했지만, 이 차량은 영국 구매자들에게 인기가 없었고 3년 만에 단종되었다. 그 후 더 작은 독일에서 제작된 자피라가 출시되었고, 복스홀의 MPV 시장 초기 진입작보다 훨씬 더 인기가 많았다.
1990년대에는 1980년대에 사실상 잠잠했던 저렴한 스포츠카 시장이 다시 활기를 띠기 시작했다. 1989년 출시된 일본산 마쓰다 MX-5의 인기에 힘입어 로버는 1990년대 초 새로운 스포츠카 개발에 착수하여, 마지막 대량 생산 MG 스포츠카가 단종된 지 15년 만인 1995년에 MG F 2인승 로드스터를 마침내 출시했다. 1996년 로터스 엘리제도 이 시장 부문에서 상대적으로 강한 판매를 기록했으며, 2000년에 출시된 복스홀 VX220 (엘리제 기반)도 마찬가지였다. 카프리의 단종으로 1987년까지 스포츠카 시장에서 철수하여 베스트셀러 해치백 및 세단의 고성능 버전에 집중했던 포드는 1994년 미국에서 제작된 프로브로 이 시장 부문에 돌아왔으며, 1997년부터 2002년까지 더 작은 퓨마로 더 큰 성공을 거두었다.

### 2001년 ~ 2011년

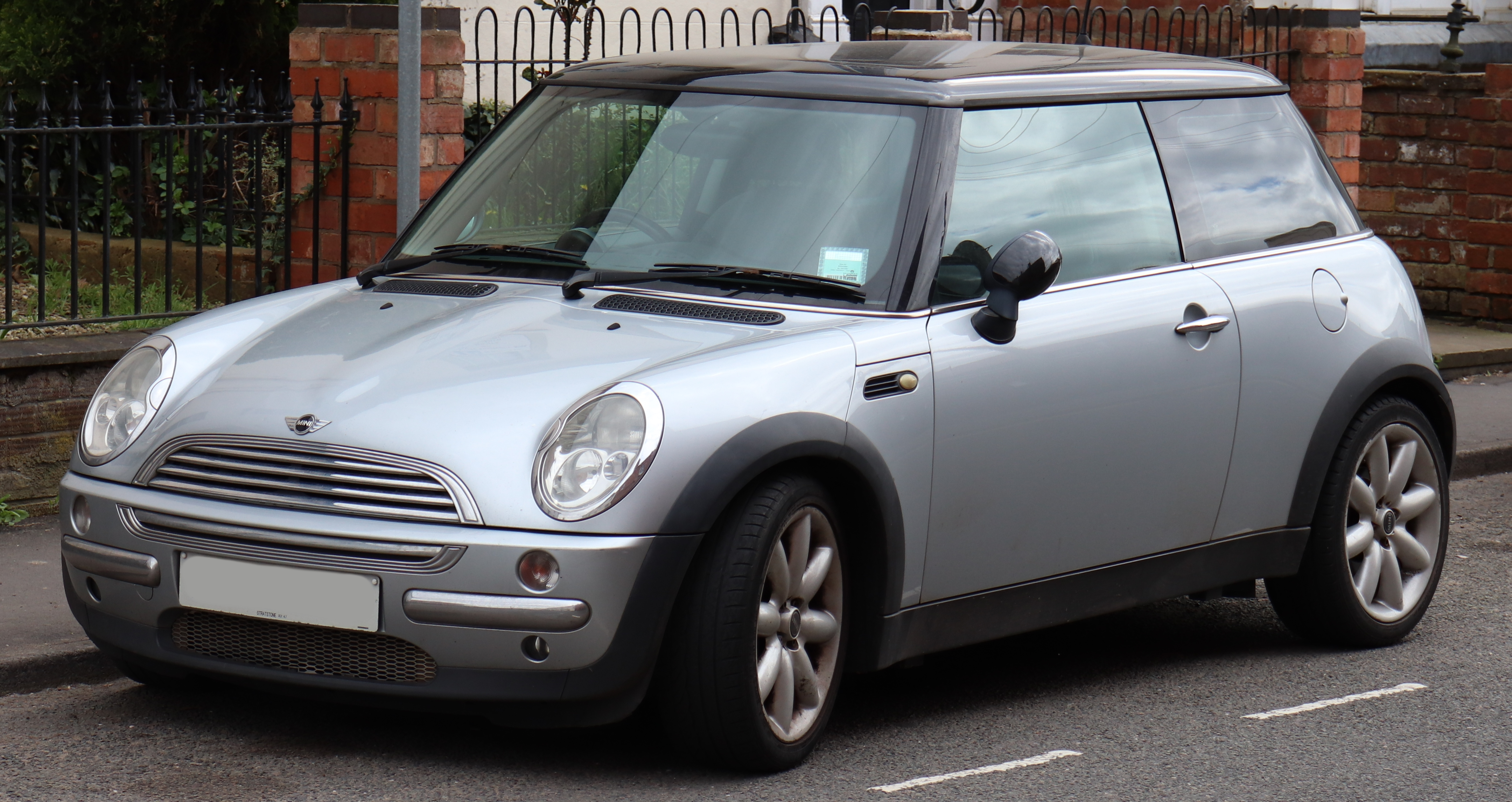
2001년부터 2006년까지 생산된 2003년식 1세대 미니 쿠퍼

2000년 5월, 포드는 대그넘 공장에서의 승용차 조립을 2002년에 중단할 것이라고 발표하며, 90년 동안의 영국 내 포드 승용차 조립 역사를 마감했다. 동시에 포드는 이 공장의 디젤 엔진 공장 확장에 5억 달러를 투자하여 대그넘을 전 세계 최대 디젤 엔진 센터로 만들고, 차량 조립에서 잃은 1,900개의 일자리를 상쇄하기 위해 약 500개의 새로운 일자리를 창출하여 총 1,400개의 일자리 손실을 기록할 것이라고 발표했다. 2004년 12월 포드는 대그넘 공장에 1억 6천 9백만 파운드를 추가 투자하여 연간 생산량을 100만 대의 디젤 엔진으로 늘릴 것이라고 발표했다.
2003년 3월 복스홀의 루턴 자동차 조립 공장이 폐쇄되면서 엘즈미어 포트는 영국에 남은 유일한 복스홀 조립 공장이 되었다. 제너럴 모터스는 또한 루턴의 구 베드포드 공장을 비바로 및 모바노와 같은 밴, 그리고 르노 및 닛산 브랜드 변형 모델 생산용으로 유지했다. 2007년 4월, 엘즈미어 포트가 2010년부터 차세대 아스트라를 생산할 것이라고 확인되었다.
재규어의 손실로 인해 2004년 코번트리에 있는 회사의 브라운스 레인 공장이 폐쇄되었다. 헤일우드에 여유 생산 능력이 생기면서 2006년 랜드로버 프리랜더 생산이 그곳으로 이전될 수 있었다.
MG 로버는 2000년대 초반 새로운 자동차 라인업을 개발하기 위해 다른 자동차 제조업체와의 합작 사업을 모색했다. 말레이시아 자동차 제조업체 프로톤을 포함한 해외 조직과의 제안된 연계는 실현되지 못했으며, 2004년 말 중국 자동차 제조업체 상하이 자동차가 수억 파운드의 부채를 안고 있는 롱브리지 기반 회사를 인수하는 데 관심을 보였다. 협상이 결렬되고 회사는 2005년 4월에 6,000개 이상의 일자리를 잃고 파산 절차에 들어갔다. 3개월 후, 회사의 자산은 또 다른 중국 자동차 제조업체인 난징 자동차에 인수되었으며, 롱브리지는 2007년 여름에 약 250명의 초기 인력으로 부분적으로 재개장하여 2008년 8월에 재출시된 MG TF의 생산 재개를 준비했다.

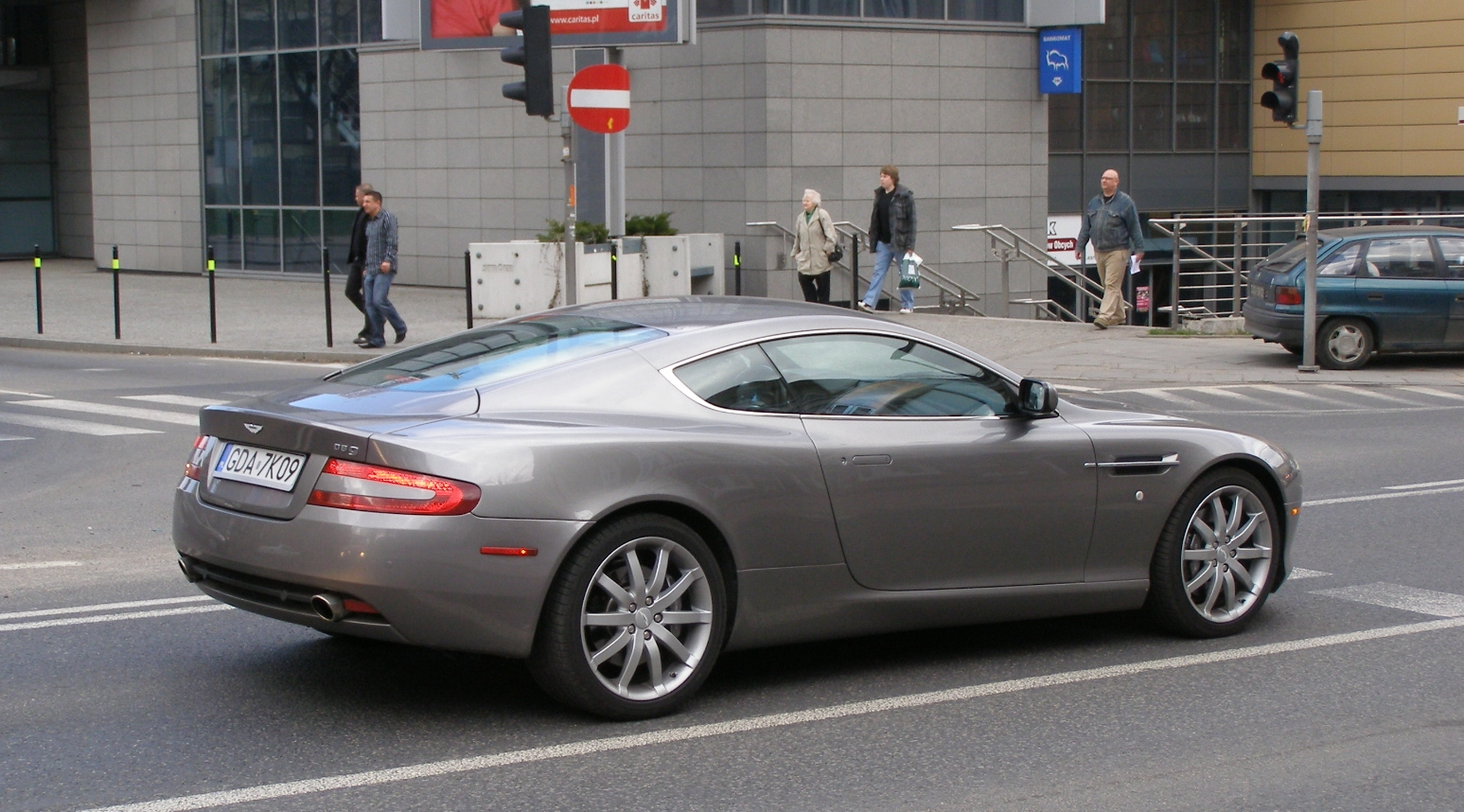
2004년부터 2016년까지 생산된 애스턴 마틴 DB9

2006년 4월 푸조는 라이튼 공장을 폐쇄하고 206 생산을 슬로바키아로 이전했다. 2007년 포드는 애스턴 마틴을 중동 투자자들이 지원하는 영국 주도 컨소시엄에 매각하고, 회사에 소량의 지분을 유지하며 엔진을 포함한 부품 공급을 계속하기로 합의했다. 2008년 포드는 재규어 랜드로버를 인도의 타타 자동차에 11억 5천만 파운드에 매각했다. 2009년 11월, 네덜란드 스포츠카 제조업체 스파이커 카스는 생산을 제이볼더에서 코번트리, 휘틀리로 이전할 것이라고 발표했으며, 2010년 2월 영국 생산이 시작되었다.
2010년 3월, 맥라렌 오토모티브는 MP4-12C 모델을 공개했으며, 10년대 중반까지 워킹 공장에서 연간 약 4,000대의 자동차를 생산할 계획을 밝혔다. 2010년 9월 파리 모터쇼에서 로터스 자동차는 2016년까지 판매될 5가지 신형 모델을 공개했으며, 10년 동안 7억 7천만 파운드 투자, 헤델 공장의 완전한 재개발, 연간 생산량 3,000대 미만에서 6,000~7,000대 증가 계획을 밝혔다. 2010년 12월, 르노가 포뮬러 1 팀의 잔여 25% 지분을 로터스 자동차에 매각했으며, 2011년 팀 이름이 로터스 르노로 변경될 것이라고 발표되었다.

### 2011년 ~ 2019년

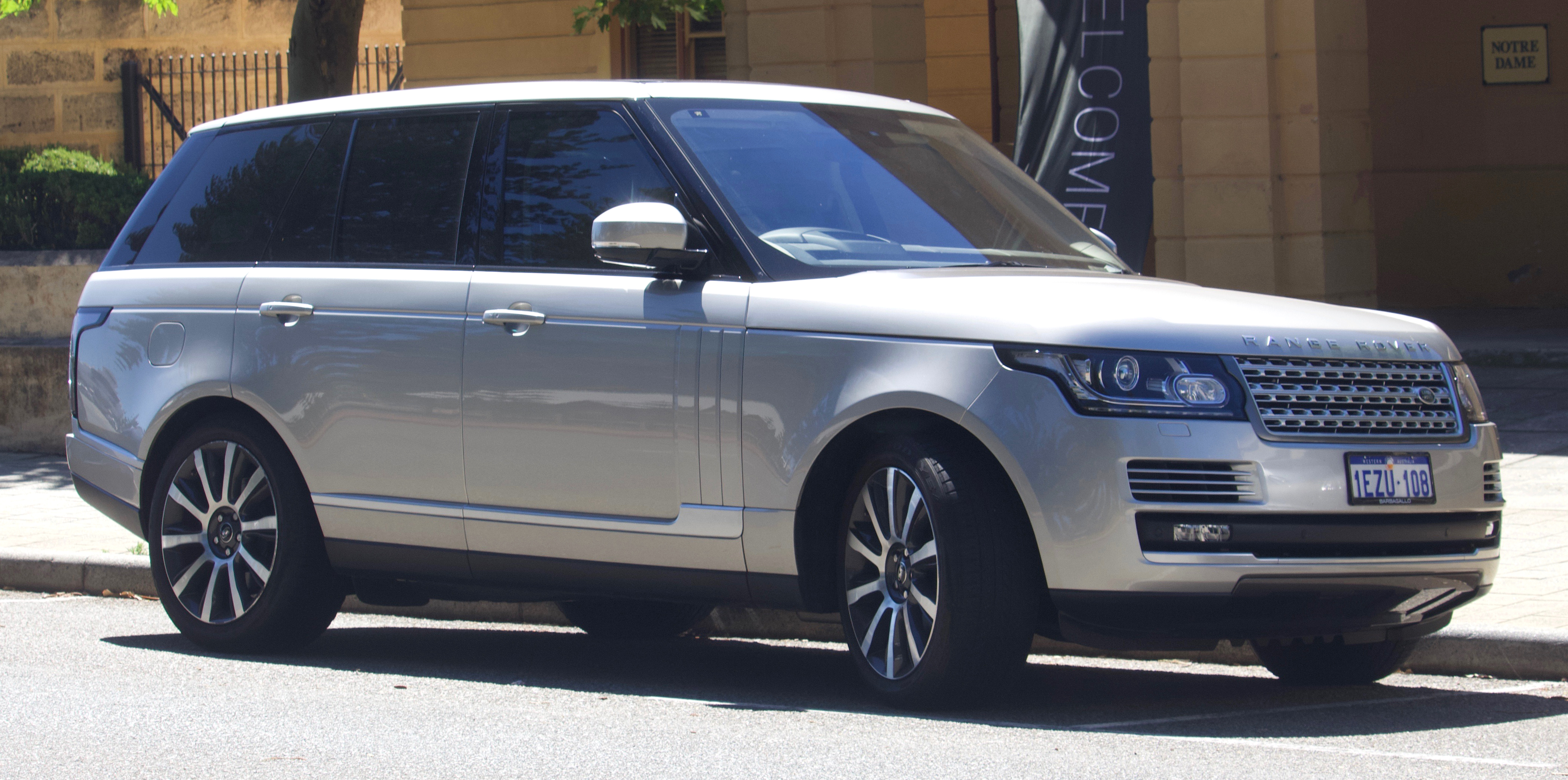
2012년부터 2022년까지 생산된 2016년식 레인지 로버 보그

2011년 1월, BMW는 미니 페이스맨 콘셉트카를 기반으로 한 두 가지 새로운 2도어 스포츠 크로스오버 차량을 출시하여 미니 라인업을 확장할 것이며, 2011년에는 쿠페 버전이, 2012년에는 로드스터 버전이 생산에 들어갈 것이라고 발표했다. 2011년 3월, 재규어 랜드로버는 헤일우드 공장에 1,500명의 추가 인력을 고용하고, 새로운 레인지 로버 이보크 모델 생산을 가능하게 하기 위해 영국 기반 회사들과 20억 파운드 이상의 공급 계약을 체결할 것이라고 발표했다. 2011년 4월, 상하이 자동차의 자회사인 MG 모터는 롱브리지 공장에서 대량 생산이 재개되었음을 발표하며, 영국에서 생산된 첫 번째 MG 6가 생산 라인에서 나왔다. 2011년 5월 재규어는 윌리엄스 그랑프리 엔지니어링과 협력하여 2013년부터 영국에서 C-X75 휘발유-전기 하이브리드 슈퍼카를 생산할 계획을 공개했다. 재규어는 대침체로 인해 2012년 12월 프로젝트 취소를 발표했다.
2011년 5월, 애스턴 마틴 라곤다는 두세 가지 새로운 모델을 출시하며 라곤다 브랜드를 부활시킬 계획임을 확인했다. 같은 달 로이터와의 인터뷰에서 타타 자동차의 최고 경영자인 카를-페터 포스터는 재규어 랜드로버가 향후 5년간 제품 개발에 50억 파운드 이상을 투자할 것이라고 밝혔다.
6월, 닛산은 캐시카이 모델의 후속 모델이 영국에서 설계 및 제작될 것이라고 발표했으며, 총 1억 9천 2백만 파운드를 투자하여 약 6,000개의 일자리를 보호할 것이라고 밝혔다. 6월 BMW는 미니 라인업을 7개 모델로 확장하는 일환으로 향후 3년 동안 영국에 5억 파운드를 투자할 것이라고 발표했다. 2011년 9월, 재규어 랜드로버는 울버햄프턴 근처에 새로운 엔진 공장을 건설하는 데 3억 5천 5백만 파운드를 투자하여 새로운 4기통 가솔린 및 디젤 엔진 제품군을 제조할 것이라고 확인했다. 같은 달 후반에 젠슨 브랜드가 부활할 것이며, 새로운 버전의 인터셉터는 코번트리의 구 재규어 공장인 브라운스 레인에서 CPP 홀딩스에 의해 제작될 것이라고 발표되었다. 11월, 토요타는 영국을 차기 C-세그먼트 패밀리 카의 해치백 버전의 유일한 유럽 제조 기지로 만들 계획을 발표했으며, 이는 버나스턴 공장에 1억 파운드 이상을 투자하고 약 1,500개의 새로운 일자리를 창출할 것이다.

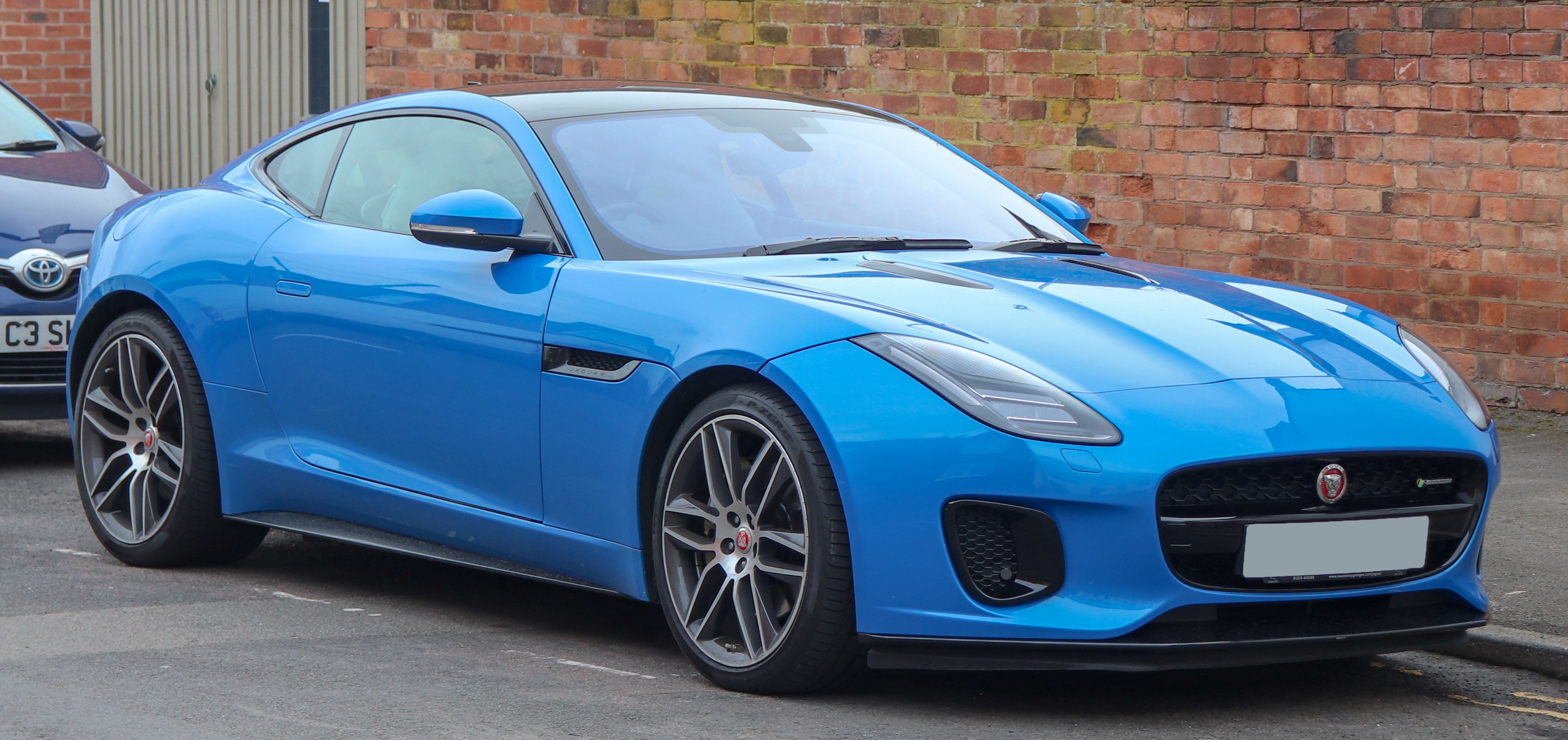
2013년부터 2019년까지 생산된 2017년식 1세대 재규어 F-타입 R 쿠페

2013년 9월, 새로운 국립 자동차 혁신 캠퍼스가 워릭 대학교의 주요 캠퍼스에 1억 파운드의 비용으로 건설될 것이며, 이 중 4천 5백만 파운드는 재규어 랜드로버가 기여할 것이라고 발표되었다.
2014년 1월부터 6월까지 상반기에 영국은 9년 만에 신차 판매에서 최고의 해를 보냈다. 이 기간 동안 128만 대의 신차가 판매되었으며, 이는 2013년 같은 기간 대비 10% 증가한 수치이다. 2014년에는 150만 대 이상의 자동차가 생산되어 2007년 이후 최고치를 기록했다.
자동차 제조 판매업협회 (SMMT) 수치에 따르면 2019년 총 231만 대의 신차가 등록되었으며, 이는 전년 대비 2.4% 감소한 수치이다. 3년 연속 감소세를 기록했으며, SMMT는 2020년에도 이러한 추세가 계속될 것으로 예상한다.
2019년 영국에서 가장 많이 팔린 차량은 포드 피에스타였고, 이어서 폭스바겐 골프, 포드 트랜짓, 포드 포커스, 복스홀 코르사가 뒤를 이었다.
2019년 혼다는 스윈던 공장이 2021년까지 폐쇄될 것이라고 발표했다.
2019년 6월, 포드는 생산되던 "드래곤" 엔진의 수요 부족으로 인해 2020년 9월까지 포드 브리젠드 엔진 공장을 폐쇄할 것이라고 발표했다. 공장은 2020년 9월 25일에 폐쇄되었다.

### 2020년부터

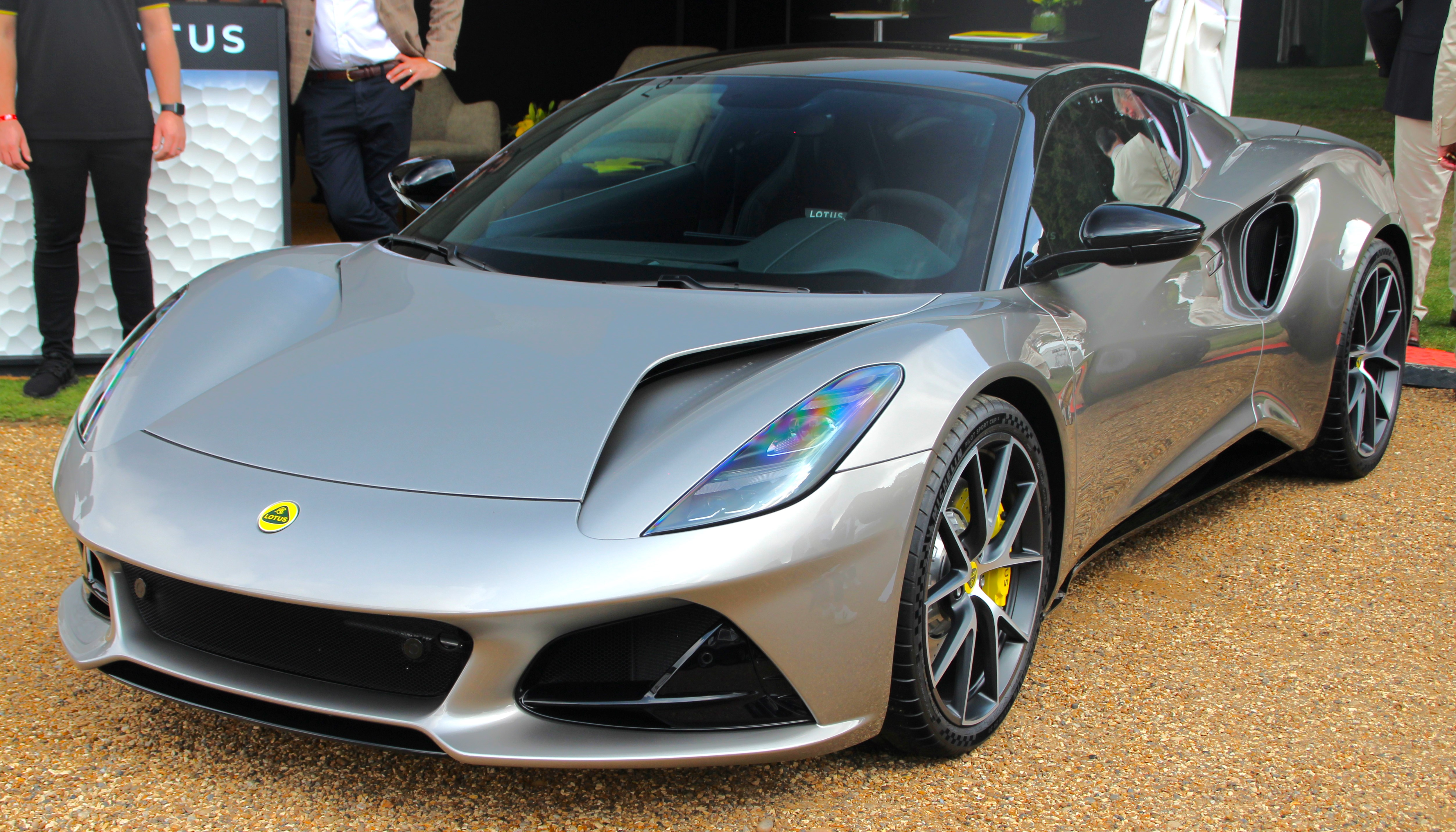
2022년부터 현재까지 생산되는 로터스 에미라

2021년 3월, 애스턴 마틴은 자사의 전기 스포츠 모델이 워릭셔주, 게이던에 있는 자동차 공장에서 제조될 것이라고 발표했다.

## 조립 공장

### 현재 운영 중인 조립 공장
| 회사                     | 모회사                   | 모회사 본사 | 공장                          | 생산 모델 | 생산량 (최신 수치)           |
| ------------------------ | ------------------------ | ----------- | ----------------------------- | --- | ---------------------------- |
| 알렉산더 데니스          | NFI 그룹                 | 캐나다      | 폴커크 길퍼드                 | 엔비로200, 엔비로300, 엔비로400 다트 랜스 트라이던트 재블린, R-시리즈                                                      | 해당 없음                    |
| 아리엘                   | 아리엘                   | 영국        | 크루커네                      | 아리엘 아톰 | 70 (2013)                    |
| 애스턴 마틴 라곤다       | 애스턴 마틴 라곤다       | 영국        | 게이던, 세인트 아탄           | DBS, 밴티지, DB12, 발키리, DBX                                                                                             | 6,200 (2022)                 |
| 벤틀리 모터스            | 폭스바겐 그룹            | 독일        | 크루                          | 컨티넨탈 플라잉 스퍼, 컨티넨탈 GT, 벤테이가                                                                                | 5,174 (2022)                 |
| 브릭스 오토모티브 컴퍼니 | 브릭스 오토모티브 컴퍼니 | 영국        | 리버풀                        | BAC 모노 | 해당 없음                    |
| 케이터햄 자동차          | 케이터햄 자동차          | 영국        | 다트퍼드                      | R400, CSR260 | 435 (2003)                   |
| 데니스 이글              | 로스 로카                | 스페인      | 워릭                          | 듀오, 원 패스, 베타 2 | 해당 없음                    |
| 지네타 카스              | LNT 오토모티브           | 영국        | 리즈                          | G40, G40J, G40R, G50, G55, G55 GT3, G60                                                                                    | 해당 없음                    |
| 재규어 랜드로버          | 타타 자동차              | 인도        | 캐슬 브롬위치 헤일우드 솔리헐 | XF, F-타입, F-페이스, 디스커버리, 디스커버리 스포츠, 레인지 로버, 레인지 로버 이보크, 레인지 로버 스포츠, 레인지 로버 벨라 | 288,677 (헤일우드 생산 포함) |
| 레이랜드 트럭            | 파카 그룹                | 미국        | 레이랜드                      | DAF CF, DAF LF, DAF XF | 17,478                       |
| LEVC                     | 지리                     | 중국        | 코번트리                      | TX | 2,508 (2022)                 |
| 로터스 자동차            | 지리                     | 중국        | 헤델                          | 에바이야, 에미라 | 1,710 (2021)                 |
| 맥라렌 오토모티브        | 맥라렌 그룹              | 영국        | 워킹                          | 아투라, 750S, GTS, 솔루스 GT                                                                                               | 1,598 (2021)                 |
| 미니                     | BMW                      | 독일        | 카울리                        | 컨버터블, 하드탑/해치 | 210,973 (2016)               |
| 모건 모터 컴퍼니         | 모건 모터 컴퍼니         | 영국        | 말번                          | 모건 플러스 포, 모건 플러스 식스, 모건 슈퍼 3                                                                              | 516 (2003)                   |
| 닛산 UK                  | 닛산 자동차              | 일본        | 선덜랜드                      | 쥬크, 리프, 캐시카이 | 507,444 (2016)               |
| 노블 오토모티브          | 노블 오토모티브          | 영국        | 바웰                          | 노블 M500 | 해당 없음                    |
| 옵테어                   | 아쇼크 레일랜드          | 인도        | 셰번 인 엘멧 블랙번           | 알레로, 솔로, 베르사, 템포, 에스팀, 스펙트라, 올림푸스, 비저니어                                                           | 해당 없음                    |
| 플랙스턴                 | NFI 그룹                 | 캐나다      | 스카버러 셰필드               | 판터, 파라곤, 프로필, 프리모, 첸트로, 치타, 프론토, 비버                                                                   | 해당 없음                    |
| REE 오토모티브           | REE 오토모티브           | 이스라엘    | 코번트리                      | P7-B, 프로시마 | [ 97 ]                       |
| 롤스로이스 자동차        | BMW                      | 독일        | 굿우드                        | 고스트, 팬텀 VIII, 스펙터, 컬리넌                                                                                          | 3,538                        |
| 토요타 제조 UK           | 토요타 자동차 주식회사   | 일본        | 버나스턴                      | 코롤라, 스즈키 스페이스 |                              |
| 라이트버스               | 밤포드 버스 컴퍼니       | 영국        | 밸리미나                      | 스트리트라이트, 이클립스, 스트리트카, GB 호크, 솔라, 펄서, 스트리트덱, 이클립스 제미니, 펄서 제미니, 제미니 2              | 해당 없음                    |
| 복스홀 모터스            | 스텔란티스               | 네덜란드    | 엘즈미어 포트                 | 오펠 아스트라/복스홀 아스트라                                                                                              | 118,112 (2016)               |

데이비드 브라운 오토모티브, 리스터 자동차, 라이트닝 자동차 회사, 아탈란타 모터스 등 소수의 자동차를 생산하는 수많은 소규모 회사들이 있다.

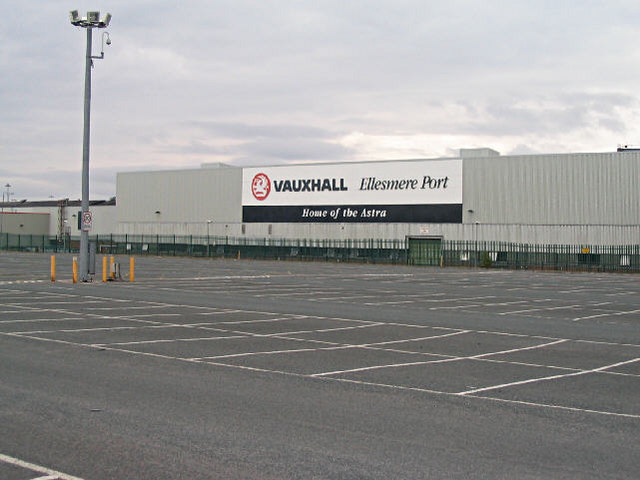
엘즈미어 포트에 있는 복스홀 자동차 조립 공장인 복스홀 엘즈미어 포트
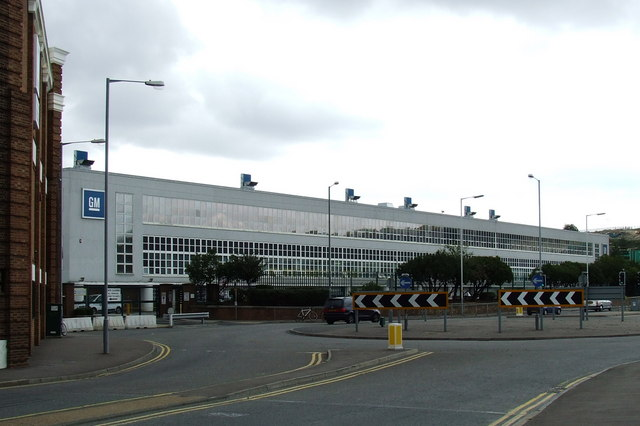
루턴에 있는 GM 제조 루턴 공장
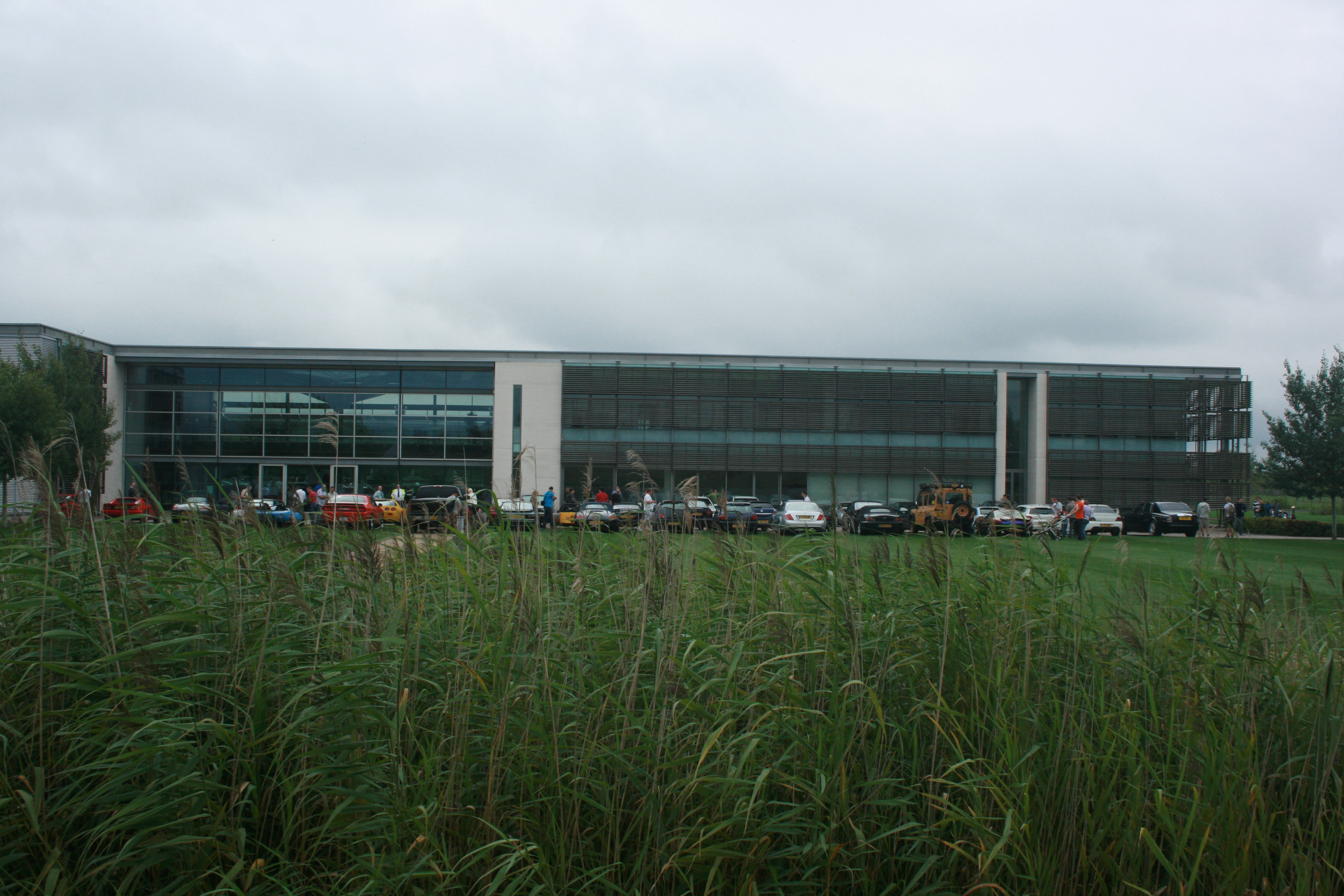
롤스로이스 자동차의 주요 조립 공장인 굿우드 공장
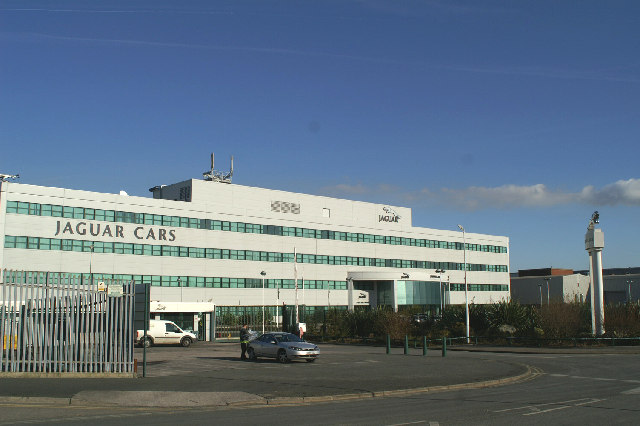
헤일우드에 있는 재규어 랜드로버 조립 공장인 헤일우드 차체 및 조립
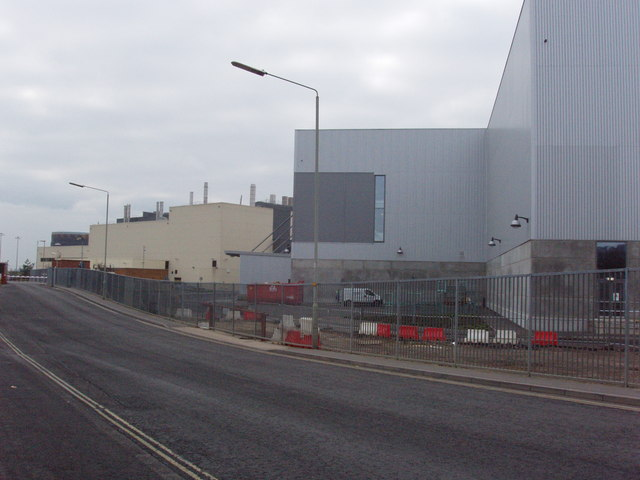
미니 라인업의 주요 조립 공장인 카울리, 옥스퍼드의 옥스퍼드 공장

### 이전 조립 공장
| 회사               | 모회사               | 모회사 본사 | 공장              | 생산 모델                     | 생산량         |
| ------------------ | -------------------- | ----------- | ----------------- | ----------------------------- | -------------- |
| AC 카스            | AC 카스              | 영국        | 웨스트 노우드     |                               |                |
| AC 카스 (EU)       | AC 카스              | 영국        | 템스 디튼, 서리주 | AC MKVI                       |                |
| 혼다 UK 매뉴팩처링 | 혼다 자동차 주식회사 | 일본        | 스윈던            | CR-V, 재즈, 시빅, 시빅 타입-R | 134,146 (2016) |
| 선빔               | 선빔 모터카 컴퍼니   | 영국        | 코번트리          | 시티 EV, 일렉트라 EV          | 해당 없음      |
| TVR 모터 컴퍼니    | TVR 모터 컴퍼니      | 영국        | 블랙풀 에부베일   | 그리피스                      | 872 (2003)     |

## 생산 데이터
| 범례 | 범례 | 범례 | 범례 | 범례 | 범례 | 범례 | 범례 | 범례 | 범례 | 승용차 | 승용차 | 승용차 | 승용차 | 승용차 | 승용차 | 승용차 | 승용차 | 승용차 | 승용차 | 승용차 | 승용차 | 승용차 | 승용차 | 승용차 | 승용차 | 승용차 | 승용차 | 승용차 | 승용차 | 승용차 | 승용차 | 승용차 | 승용차 | 승용차 | 승용차 | 승용차 | 승용차 | 승용차 | 승용차 | 승용차 | 승용차 | 승용차 | 승용차 | 승용차 | 승용차 | 승용차 | 승용차 | 승용차 | 승용차 | 상용차 | 상용차 | 상용차 | 상용차 | 상용차 | 상용차 | 상용차 | 상용차 | 상용차 | 상용차 | 상용차 | 상용차 | 상용차 | 상용차 | 상용차 | 상용차 | 상용차 | 상용차 | 상용차 | 상용차 | 상용차 | 상용차 | 상용차 | 상용차 | 상용차 | 상용차 | 상용차 | 상용차 | 상용차 | 상용차 | 상용차 | 상용차 | 상용차 | 상용차 | 상용차 | 상용차 | 상용차 | 상용차 | 상용차 | 상용차 |

| 연도 | 연도 | 연도 | 연도 | 연도 | 연도 | 연도 | 연도 | 연도 | 연도 | 200              | 200              | 200              | 200              | 200              | 200              | 200              | 200              | 200              | 200              | 200              | 200              | 200              | 200              | 200              | 200              | 200              | 200              | 200              | 200              | 400              | 400              | 400              | 400              | 400              | 400              | 400              | 400              | 400              | 400              | 400              | 400              | 400              | 400              | 400              | 400              | 400              | 400              | 400              | 400              | 600              | 600              | 600              | 600              | 600              | 600              | 600              | 600              | 600              | 600              | 600              | 600              | 600              | 600              | 600              | 600              | 600              | 600              | 600              | 600              | 800              | 800              | 800              | 800              | 800              | 800              | 800              | 800              | 800              | 800              | 800              | 800              | 800              | 800              | 800              | 800              | 800              | 800              | 800              | 800              | 1000             | 1000             | 1000             | 1000             | 1000             | 1000             | 1000             | 1000             | 1000             | 1000             | 1000             | 1000             | 1000             | 1000             | 1000             | 1000             | 1000             | 1000             | 1000             | 1000             | 1200             | 1200             | 1200             | 1200             | 1200             | 1200             | 1200             | 1200             | 1200             | 1200             | 1200             | 1200             | 1200             | 1200             | 1200             | 1200             | 1200             | 1200             | 1200             | 1200             | 1400             | 1400             | 1400             | 1400             | 1400             | 1400             | 1400             | 1400             | 1400             | 1400             | 1400             | 1400             | 1400             | 1400             | 1400             | 1400             | 1400             | 1400             | 1400             | 1400             | 1600             | 1600             | 1600             | 1600             | 1600             | 1600             | 1600             | 1600             | 1600             | 1600             | 1600             | 1600             | 1600             | 1600             | 1600             | 1600             | 1600             | 1600             | 1600             | 1600             | 1800             | 1800             | 1800             | 1800             | 1800             | 1800             | 1800             | 1800             | 1800             | 1800             | 1800             | 1800             | 1800             | 1800             | 1800             | 1800             | 1800             | 1800             | 1800             | 1800             | 2000             | 2000             | 2000             | 2000             | 2000             | 2000             | 2000             | 2000             | 2000             | 2000             | 2000             | 2000             | 2000             | 2000             | 2000             | 2000             | 2000             | 2000             | 2000             | 2000             | 2200             | 2200             | 2200             | 2200             | 2200             | 2200             | 2200             | 2200             | 2200             | 2200             | 2200             | 2200             | 2200             | 2200             | 2200             | 2200             | 2200             | 2200             | 2200             | 2200             | 총계  | 총계  | 총계  | 총계  | 총계  | 총계  | 총계  | 총계  | 총계  | 총계  |
| 1910 | 1910 | 1910 | 1910 | 1910 | 1910 | 1910 | 1910 | 1910 | 1910 | 분할 데이터 없음 | 분할 데이터 없음 | 분할 데이터 없음 | 분할 데이터 없음 | 분할 데이터 없음 | 분할 데이터 없음 | 분할 데이터 없음 | 분할 데이터 없음 | 분할 데이터 없음 | 분할 데이터 없음 | 분할 데이터 없음 | 분할 데이터 없음 | 분할 데이터 없음 | 분할 데이터 없음 | 분할 데이터 없음 | 분할 데이터 없음 | 분할 데이터 없음 | 분할 데이터 없음 | 분할 데이터 없음 | 분할 데이터 없음 | 분할 데이터 없음 | 분할 데이터 없음 | 분할 데이터 없음 | 분할 데이터 없음 | 분할 데이터 없음 | 분할 데이터 없음 | 분할 데이터 없음 | 분할 데이터 없음 | 분할 데이터 없음 | 분할 데이터 없음 | 분할 데이터 없음 | 분할 데이터 없음 | 분할 데이터 없음 | 분할 데이터 없음 | 분할 데이터 없음 | 분할 데이터 없음 | 분할 데이터 없음 | 분할 데이터 없음 | 분할 데이터 없음 | 분할 데이터 없음 | 분할 데이터 없음 | 분할 데이터 없음 | 분할 데이터 없음 | 분할 데이터 없음 | 분할 데이터 없음 | 분할 데이터 없음 | 분할 데이터 없음 | 분할 데이터 없음 | 분할 데이터 없음 | 분할 데이터 없음 | 분할 데이터 없음 | 분할 데이터 없음 | 분할 데이터 없음 | 분할 데이터 없음 | 분할 데이터 없음 | 분할 데이터 없음 | 분할 데이터 없음 | 분할 데이터 없음 | 분할 데이터 없음 | 분할 데이터 없음 | 분할 데이터 없음 | 분할 데이터 없음 | 분할 데이터 없음 | 분할 데이터 없음 | 분할 데이터 없음 | 분할 데이터 없음 | 분할 데이터 없음 | 분할 데이터 없음 | 분할 데이터 없음 | 분할 데이터 없음 | 분할 데이터 없음 | 분할 데이터 없음 | 분할 데이터 없음 | 분할 데이터 없음 | 분할 데이터 없음 | 분할 데이터 없음 | 분할 데이터 없음 | 분할 데이터 없음 | 분할 데이터 없음 | 분할 데이터 없음 | 분할 데이터 없음 | 분할 데이터 없음 | 분할 데이터 없음 | 분할 데이터 없음 | 분할 데이터 없음 | 분할 데이터 없음 | 분할 데이터 없음 | 분할 데이터 없음 | 분할 데이터 없음 | 분할 데이터 없음 | 분할 데이터 없음 | 분할 데이터 없음 | 분할 데이터 없음 | 분할 데이터 없음 | 분할 데이터 없음 | 분할 데이터 없음 | 분할 데이터 없음 | 분할 데이터 없음 | 분할 데이터 없음 | 분할 데이터 없음 | 분할 데이터 없음 | 분할 데이터 없음 | 분할 데이터 없음 | 분할 데이터 없음 | 분할 데이터 없음 | 분할 데이터 없음 | 분할 데이터 없음 | 분할 데이터 없음 | 분할 데이터 없음 | 분할 데이터 없음 | 분할 데이터 없음 | 분할 데이터 없음 | 분할 데이터 없음 | 분할 데이터 없음 | 분할 데이터 없음 | 분할 데이터 없음 | 분할 데이터 없음 | 분할 데이터 없음 | 분할 데이터 없음 | 분할 데이터 없음 | 분할 데이터 없음 | 분할 데이터 없음 | 분할 데이터 없음 | 분할 데이터 없음 | 분할 데이터 없음 | 분할 데이터 없음 | 분할 데이터 없음 | 분할 데이터 없음 | 분할 데이터 없음 | 분할 데이터 없음 | 분할 데이터 없음 | 분할 데이터 없음 | 분할 데이터 없음 | 분할 데이터 없음 | 분할 데이터 없음 | 분할 데이터 없음 | 분할 데이터 없음 | 분할 데이터 없음 | 분할 데이터 없음 | 분할 데이터 없음 | 분할 데이터 없음 | 분할 데이터 없음 | 분할 데이터 없음 | 분할 데이터 없음 | 분할 데이터 없음 | 분할 데이터 없음 | 분할 데이터 없음 | 분할 데이터 없음 | 분할 데이터 없음 | 분할 데이터 없음 | 분할 데이터 없음 | 분할 데이터 없음 | 분할 데이터 없음 | 분할 데이터 없음 | 분할 데이터 없음 | 분할 데이터 없음 | 분할 데이터 없음 | 분할 데이터 없음 | 분할 데이터 없음 | 분할 데이터 없음 | 분할 데이터 없음 | 분할 데이터 없음 | 분할 데이터 없음 | 분할 데이터 없음 | 분할 데이터 없음 | 분할 데이터 없음 | 분할 데이터 없음 | 분할 데이터 없음 | 분할 데이터 없음 | 분할 데이터 없음 | 분할 데이터 없음 | 분할 데이터 없음 | 분할 데이터 없음 | 분할 데이터 없음 | 분할 데이터 없음 | 분할 데이터 없음 | 분할 데이터 없음 | 분할 데이터 없음 | 분할 데이터 없음 | 분할 데이터 없음 | 분할 데이터 없음 | 분할 데이터 없음 | 분할 데이터 없음 | 분할 데이터 없음 | 분할 데이터 없음 | 분할 데이터 없음 | 분할 데이터 없음 | 분할 데이터 없음 | 분할 데이터 없음 | 분할 데이터 없음 | 분할 데이터 없음 | 분할 데이터 없음 | 분할 데이터 없음 | 분할 데이터 없음 | 분할 데이터 없음 | 분할 데이터 없음 | 분할 데이터 없음 | 분할 데이터 없음 | 분할 데이터 없음 | 분할 데이터 없음 | 분할 데이터 없음 | 분할 데이터 없음 | 분할 데이터 없음 | 분할 데이터 없음 | 분할 데이터 없음 | 분할 데이터 없음 | 분할 데이터 없음 | 분할 데이터 없음 | 분할 데이터 없음 | 분할 데이터 없음 | 분할 데이터 없음 | 분할 데이터 없음 | 분할 데이터 없음 | 분할 데이터 없음 | 분할 데이터 없음 | 분할 데이터 없음 | 분할 데이터 없음 | 분할 데이터 없음 | 분할 데이터 없음 | 분할 데이터 없음 | 14    | 14    | 14    | 14    | 14    | 14    | 14    | 14    | 14    | 14    |
| 1920 | 1920 | 1920 | 1920 | 1920 | 1920 | 1920 | 1920 | 1920 | 1920 | 분할 데이터 없음 | 분할 데이터 없음 | 분할 데이터 없음 | 분할 데이터 없음 | 분할 데이터 없음 | 분할 데이터 없음 | 분할 데이터 없음 | 분할 데이터 없음 | 분할 데이터 없음 | 분할 데이터 없음 | 분할 데이터 없음 | 분할 데이터 없음 | 분할 데이터 없음 | 분할 데이터 없음 | 분할 데이터 없음 | 분할 데이터 없음 | 분할 데이터 없음 | 분할 데이터 없음 | 분할 데이터 없음 | 분할 데이터 없음 | 분할 데이터 없음 | 분할 데이터 없음 | 분할 데이터 없음 | 분할 데이터 없음 | 분할 데이터 없음 | 분할 데이터 없음 | 분할 데이터 없음 | 분할 데이터 없음 | 분할 데이터 없음 | 분할 데이터 없음 | 분할 데이터 없음 | 분할 데이터 없음 | 분할 데이터 없음 | 분할 데이터 없음 | 분할 데이터 없음 | 분할 데이터 없음 | 분할 데이터 없음 | 분할 데이터 없음 | 분할 데이터 없음 | 분할 데이터 없음 | 분할 데이터 없음 | 분할 데이터 없음 | 분할 데이터 없음 | 분할 데이터 없음 | 분할 데이터 없음 | 분할 데이터 없음 | 분할 데이터 없음 | 분할 데이터 없음 | 분할 데이터 없음 | 분할 데이터 없음 | 분할 데이터 없음 | 분할 데이터 없음 | 분할 데이터 없음 | 분할 데이터 없음 | 분할 데이터 없음 | 분할 데이터 없음 | 분할 데이터 없음 | 분할 데이터 없음 | 분할 데이터 없음 | 분할 데이터 없음 | 분할 데이터 없음 | 분할 데이터 없음 | 분할 데이터 없음 | 분할 데이터 없음 | 분할 데이터 없음 | 분할 데이터 없음 | 분할 데이터 없음 | 분할 데이터 없음 | 분할 데이터 없음 | 분할 데이터 없음 | 분할 데이터 없음 | 분할 데이터 없음 | 분할 데이터 없음 | 분할 데이터 없음 | 분할 데이터 없음 | 분할 데이터 없음 | 분할 데이터 없음 | 분할 데이터 없음 | 분할 데이터 없음 | 분할 데이터 없음 | 분할 데이터 없음 | 분할 데이터 없음 | 분할 데이터 없음 | 분할 데이터 없음 | 분할 데이터 없음 | 분할 데이터 없음 | 분할 데이터 없음 | 분할 데이터 없음 | 분할 데이터 없음 | 분할 데이터 없음 | 분할 데이터 없음 | 분할 데이터 없음 | 분할 데이터 없음 | 분할 데이터 없음 | 분할 데이터 없음 | 분할 데이터 없음 | 분할 데이터 없음 | 분할 데이터 없음 | 분할 데이터 없음 | 분할 데이터 없음 | 분할 데이터 없음 | 분할 데이터 없음 | 분할 데이터 없음 | 분할 데이터 없음 | 분할 데이터 없음 | 분할 데이터 없음 | 분할 데이터 없음 | 분할 데이터 없음 | 분할 데이터 없음 | 분할 데이터 없음 | 분할 데이터 없음 | 분할 데이터 없음 | 분할 데이터 없음 | 분할 데이터 없음 | 분할 데이터 없음 | 분할 데이터 없음 | 분할 데이터 없음 | 분할 데이터 없음 | 분할 데이터 없음 | 분할 데이터 없음 | 분할 데이터 없음 | 분할 데이터 없음 | 분할 데이터 없음 | 분할 데이터 없음 | 분할 데이터 없음 | 분할 데이터 없음 | 분할 데이터 없음 | 분할 데이터 없음 | 분할 데이터 없음 | 분할 데이터 없음 | 분할 데이터 없음 | 분할 데이터 없음 | 분할 데이터 없음 | 분할 데이터 없음 | 분할 데이터 없음 | 분할 데이터 없음 | 분할 데이터 없음 | 분할 데이터 없음 | 분할 데이터 없음 | 분할 데이터 없음 | 분할 데이터 없음 | 분할 데이터 없음 | 분할 데이터 없음 | 분할 데이터 없음 | 분할 데이터 없음 | 분할 데이터 없음 | 분할 데이터 없음 | 분할 데이터 없음 | 분할 데이터 없음 | 분할 데이터 없음 | 분할 데이터 없음 | 분할 데이터 없음 | 분할 데이터 없음 | 분할 데이터 없음 | 분할 데이터 없음 | 분할 데이터 없음 | 분할 데이터 없음 | 분할 데이터 없음 | 분할 데이터 없음 | 분할 데이터 없음 | 분할 데이터 없음 | 분할 데이터 없음 | 분할 데이터 없음 | 분할 데이터 없음 | 분할 데이터 없음 | 분할 데이터 없음 | 분할 데이터 없음 | 분할 데이터 없음 | 분할 데이터 없음 | 분할 데이터 없음 | 분할 데이터 없음 | 분할 데이터 없음 | 분할 데이터 없음 | 분할 데이터 없음 | 분할 데이터 없음 | 분할 데이터 없음 | 분할 데이터 없음 | 분할 데이터 없음 | 분할 데이터 없음 | 분할 데이터 없음 | 분할 데이터 없음 | 분할 데이터 없음 | 분할 데이터 없음 | 분할 데이터 없음 | 분할 데이터 없음 | 분할 데이터 없음 | 분할 데이터 없음 | 분할 데이터 없음 | 분할 데이터 없음 | 분할 데이터 없음 | 분할 데이터 없음 | 분할 데이터 없음 | 분할 데이터 없음 | 분할 데이터 없음 | 분할 데이터 없음 | 분할 데이터 없음 | 분할 데이터 없음 | 분할 데이터 없음 | 분할 데이터 없음 | 분할 데이터 없음 | 분할 데이터 없음 | 분할 데이터 없음 | 분할 데이터 없음 | 분할 데이터 없음 | 분할 데이터 없음 | 분할 데이터 없음 | 분할 데이터 없음 | 분할 데이터 없음 | 분할 데이터 없음 | 분할 데이터 없음 | 분할 데이터 없음 | 분할 데이터 없음 | 분할 데이터 없음 | 분할 데이터 없음 | 분할 데이터 없음 | 분할 데이터 없음 | 분할 데이터 없음 | 분할 데이터 없음 | 분할 데이터 없음 | 분할 데이터 없음 | 70*   | 70*   | 70*   | 70*   | 70*   | 70*   | 70*   | 70*   | 70*   | 70*   |
| 1930 | 1930 | 1930 | 1930 | 1930 | 1930 | 1930 | 1930 | 1930 | 1930 | 170              | 170              | 170              | 170              | 170              | 170              | 170              | 170              | 170              | 170              | 170              | 170              | 170              | 170              | 170              | 170              | 170              | 67               | 67               | 67               | 67               | 67               | 67               | 67               |                  |                  |                  |                  |                  |                  |                  |                  |                  |                  |                  |                  |                  |                  |                  |                  |                  |                  |                  |                  |                  |                  |                  |                  |                  |                  |                  |                  |                  |                  |                  |                  |                  |                  |                  |                  |                  |                  |                  |                  |                  |                  |                  |                  |                  |                  |                  |                  |                  |                  |                  |                  |                  |                  |                  |                  |                  |                  |                  |                  |                  |                  |                  |                  |                  |                  |                  |                  |                  |                  |                  |                  |                  |                  |                  |                  |                  |                  |                  |                  |                  |                  |                  |                  |                  |                  |                  |                  |                  |                  |                  |                  |                  |                  |                  |                  |                  |                  |                  |                  |                  |                  |                  |                  |                  |                  |                  |                  |                  |                  |                  |                  |                  |                  |                  |                  |                  |                  |                  |                  |                  |                  |                  |                  |                  |                  |                  |                  |                  |                  |                  |                  |                  |                  |                  |                  |                  |                  |                  |                  |                  |                  |                  |                  |                  |                  |                  |                  |                  |                  |                  |                  |                  |                  |                  |                  |                  |                  |                  |                  |                  |                  |                  |                  |                  |                  |                  |                  |                  |                  |                  |                  |                  |                  |                  |                  |                  |                  |                  |                  |                  |                  |                  |                  |                  |                  |                  |                  |                  |                  |                  |                  |                  |                  |                  |                  | 237   | 237   | 237   | 237   | 237   | 237   | 237   | 237   | 237   | 237   |
| 1940 | 1940 | 1940 | 1940 | 1940 | 1940 | 1940 | 1940 | 1940 | 1940 | 2                | 2                | 132              | 132              | 132              | 132              | 132              | 132              | 132              | 132              | 132              | 132              | 132              | 132              | 132              |                  |                  |                  |                  |                  |                  |                  |                  |                  |                  |                  |                  |                  |                  |                  |                  |                  |                  |                  |                  |                  |                  |                  |                  |                  |                  |                  |                  |                  |                  |                  |                  |                  |                  |                  |                  |                  |                  |                  |                  |                  |                  |                  |                  |                  |                  |                  |                  |                  |                  |                  |                  |                  |                  |                  |                  |                  |                  |                  |                  |                  |                  |                  |                  |                  |                  |                  |                  |                  |                  |                  |                  |                  |                  |                  |                  |                  |                  |                  |                  |                  |                  |                  |                  |                  |                  |                  |                  |                  |                  |                  |                  |                  |                  |                  |                  |                  |                  |                  |                  |                  |                  |                  |                  |                  |                  |                  |                  |                  |                  |                  |                  |                  |                  |                  |                  |                  |                  |                  |                  |                  |                  |                  |                  |                  |                  |                  |                  |                  |                  |                  |                  |                  |                  |                  |                  |                  |                  |                  |                  |                  |                  |                  |                  |                  |                  |                  |                  |                  |                  |                  |                  |                  |                  |                  |                  |                  |                  |                  |                  |                  |                  |                  |                  |                  |                  |                  |                  |                  |                  |                  |                  |                  |                  |                  |                  |                  |                  |                  |                  |                  |                  |                  |                  |                  |                  |                  |                  |                  |                  |                  |                  |                  |                  |                  |                  |                  |                  |                  |                  |                  |                  |                  |                  |                  | 134   | 134   | 134   | 134   | 134   | 134   | 134   | 134   | 134   | 134   |
| 1950 | 1950 | 1950 | 1950 | 1950 | 1950 | 1950 | 1950 | 1950 | 1950 | 523              | 523              | 523              | 523              | 523              | 523              | 523              | 523              | 523              | 523              | 523              | 523              | 523              | 523              | 523              | 523              | 523              | 523              | 523              | 523              | 523              | 523              | 523              | 523              | 523              | 523              | 523              | 523              | 523              | 523              | 523              | 523              | 523              | 523              | 523              | 523              | 523              | 523              | 523              | 523              | 523              | 523              | 523              | 523              | 523              | 523              | 523              | 523              | 523              | 523              | 523              | 523              | 263              | 263              | 263              | 263              | 263              | 263              | 263              | 263              | 263              | 263              | 263              | 263              | 263              | 263              | 263              | 263              | 263              | 263              | 263              | 263              | 263              | 263              | 263              | 263              | 263              | 263              |                  |                  |                  |                  |                  |                  |                  |                  |                  |                  |                  |                  |                  |                  |                  |                  |                  |                  |                  |                  |                  |                  |                  |                  |                  |                  |                  |                  |                  |                  |                  |                  |                  |                  |                  |                  |                  |                  |                  |                  |                  |                  |                  |                  |                  |                  |                  |                  |                  |                  |                  |                  |                  |                  |                  |                  |                  |                  |                  |                  |                  |                  |                  |                  |                  |                  |                  |                  |                  |                  |                  |                  |                  |                  |                  |                  |                  |                  |                  |                  |                  |                  |                  |                  |                  |                  |                  |                  |                  |                  |                  |                  |                  |                  |                  |                  |                  |                  |                  |                  |                  |                  |                  |                  |                  |                  |                  |                  |                  |                  |                  |                  |                  |                  |                  |                  |                  |                  |                  |                  |                  |                  |                  |                  |                  |                  |                  |                  |                  |                  |                  |                  |                  |                  |                  |                  |                  |                  |                  |                  |                  |                  | 785   | 785   | 785   | 785   | 785   | 785   | 785   | 785   | 785   | 785   |
| 1960 | 1960 | 1960 | 1960 | 1960 | 1960 | 1960 | 1960 | 1960 | 1960 | 1,353            | 1,353            | 1,353            | 1,353            | 1,353            | 1,353            | 1,353            | 1,353            | 1,353            | 1,353            | 1,353            | 1,353            | 1,353            | 1,353            | 1,353            | 1,353            | 1,353            | 1,353            | 1,353            | 1,353            | 1,353            | 1,353            | 1,353            | 1,353            | 1,353            | 1,353            | 1,353            | 1,353            | 1,353            | 1,353            | 1,353            | 1,353            | 1,353            | 1,353            | 1,353            | 1,353            | 1,353            | 1,353            | 1,353            | 1,353            | 1,353            | 1,353            | 1,353            | 1,353            | 1,353            | 1,353            | 1,353            | 1,353            | 1,353            | 1,353            | 1,353            | 1,353            | 1,353            | 1,353            | 1,353            | 1,353            | 1,353            | 1,353            | 1,353            | 1,353            | 1,353            | 1,353            | 1,353            | 1,353            | 1,353            | 1,353            | 1,353            | 1,353            | 1,353            | 1,353            | 1,353            | 1,353            | 1,353            | 1,353            | 1,353            | 1,353            | 1,353            | 1,353            | 1,353            | 1,353            | 1,353            | 1,353            | 1,353            | 1,353            | 1,353            | 1,353            | 1,353            | 1,353            | 1,353            | 1,353            | 1,353            | 1,353            | 1,353            | 1,353            | 1,353            | 1,353            | 1,353            | 1,353            | 1,353            | 1,353            | 1,353            | 1,353            | 1,353            | 1,353            | 1,353            | 1,353            | 1,353            | 1,353            | 1,353            | 1,353            | 1,353            | 1,353            | 1,353            | 1,353            | 1,353            | 1,353            | 1,353            | 1,353            | 1,353            | 1,353            | 1,353            | 1,353            | 1,353            | 1,353            | 1,353            | 1,353            | 1,353            | 1,353            | 1,353            | 1,353            | 1,353            | 1,353            | 1,353            | 1,353            | 1,353            | 458              | 458              | 458              | 458              | 458              | 458              | 458              | 458              | 458              | 458              | 458              | 458              | 458              | 458              | 458              | 458              | 458              | 458              | 458              | 458              | 458              | 458              | 458              | 458              | 458              | 458              | 458              | 458              | 458              | 458              | 458              | 458              | 458              | 458              | 458              | 458              | 458              | 458              | 458              | 458              | 458              | 458              | 458              | 458              | 458              | 458              |                  |                  |                  |                  |                  |                  |                  |                  |                  |                  |                  |                  |                  |                  |                  |                  |                  |                  |                  |                  |                  |                  |                  |                  |                  |                  |                  |                  |                  |                  |                  |                  |                  |                  |                  |                  |                  |                  |                  | 1,811 | 1,811 | 1,811 | 1,811 | 1,811 | 1,811 | 1,811 | 1,811 | 1,811 | 1,811 |
| 1970 | 1970 | 1970 | 1970 | 1970 | 1970 | 1970 | 1970 | 1970 | 1970 | 1,641            | 1,641            | 1,641            | 1,641            | 1,641            | 1,641            | 1,641            | 1,641            | 1,641            | 1,641            | 1,641            | 1,641            | 1,641            | 1,641            | 1,641            | 1,641            | 1,641            | 1,641            | 1,641            | 1,641            | 1,641            | 1,641            | 1,641            | 1,641            | 1,641            | 1,641            | 1,641            | 1,641            | 1,641            | 1,641            | 1,641            | 1,641            | 1,641            | 1,641            | 1,641            | 1,641            | 1,641            | 1,641            | 1,641            | 1,641            | 1,641            | 1,641            | 1,641            | 1,641            | 1,641            | 1,641            | 1,641            | 1,641            | 1,641            | 1,641            | 1,641            | 1,641            | 1,641            | 1,641            | 1,641            | 1,641            | 1,641            | 1,641            | 1,641            | 1,641            | 1,641            | 1,641            | 1,641            | 1,641            | 1,641            | 1,641            | 1,641            | 1,641            | 1,641            | 1,641            | 1,641            | 1,641            | 1,641            | 1,641            | 1,641            | 1,641            | 1,641            | 1,641            | 1,641            | 1,641            | 1,641            | 1,641            | 1,641            | 1,641            | 1,641            | 1,641            | 1,641            | 1,641            | 1,641            | 1,641            | 1,641            | 1,641            | 1,641            | 1,641            | 1,641            | 1,641            | 1,641            | 1,641            | 1,641            | 1,641            | 1,641            | 1,641            | 1,641            | 1,641            | 1,641            | 1,641            | 1,641            | 1,641            | 1,641            | 1,641            | 1,641            | 1,641            | 1,641            | 1,641            | 1,641            | 1,641            | 1,641            | 1,641            | 1,641            | 1,641            | 1,641            | 1,641            | 1,641            | 1,641            | 1,641            | 1,641            | 1,641            | 1,641            | 1,641            | 1,641            | 1,641            | 1,641            | 1,641            | 1,641            | 1,641            | 1,641            | 1,641            | 1,641            | 1,641            | 1,641            | 1,641            | 1,641            | 1,641            | 1,641            | 1,641            | 1,641            | 1,641            | 1,641            | 1,641            | 1,641            | 1,641            | 1,641            | 1,641            | 1,641            | 1,641            | 1,641            | 1,641            | 1,641            | 1,641            | 1,641            | 1,641            | 1,641            | 1,641            | 1,641            | 458              | 458              | 458              | 458              | 458              | 458              | 458              | 458              | 458              | 458              | 458              | 458              | 458              | 458              | 458              | 458              | 458              | 458              | 458              | 458              | 458              | 458              | 458              | 458              | 458              | 458              | 458              | 458              | 458              | 458              | 458              | 458              | 458              | 458              | 458              | 458              | 458              | 458              | 458              | 458              | 458              | 458              | 458              | 458              | 458              | 458              |                  |                  |                  |                  |                  |                  |                  |                  |                  |                  | 2,098 | 2,098 | 2,098 | 2,098 | 2,098 | 2,098 | 2,098 | 2,098 | 2,098 | 2,098 |
| 1980 | 1980 | 1980 | 1980 | 1980 | 1980 | 1980 | 1980 | 1980 | 1980 | 924              | 924              | 924              | 924              | 924              | 924              | 924              | 924              | 924              | 924              | 924              | 924              | 924              | 924              | 924              | 924              | 924              | 924              | 924              | 924              | 924              | 924              | 924              | 924              | 924              | 924              | 924              | 924              | 924              | 924              | 924              | 924              | 924              | 924              | 924              | 924              | 924              | 924              | 924              | 924              | 924              | 924              | 924              | 924              | 924              | 924              | 924              | 924              | 924              | 924              | 924              | 924              | 924              | 924              | 924              | 924              | 924              | 924              | 924              | 924              | 924              | 924              | 924              | 924              | 924              | 924              | 924              | 924              | 924              | 924              | 924              | 924              | 924              | 924              | 924              | 924              | 924              | 924              | 924              | 924              | 924              | 924              | 924              | 924              | 924              | 924              | 924              | 924              | 924              | 924              | 924              | 924              | 389              | 389              | 389              | 389              | 389              | 389              | 389              | 389              | 389              | 389              | 389              | 389              | 389              | 389              | 389              | 389              | 389              | 389              | 389              | 389              | 389              | 389              | 389              | 389              | 389              | 389              | 389              | 389              | 389              | 389              | 389              | 389              | 389              | 389              | 389              | 389              | 389              | 389              | 389              |                  |                  |                  |                  |                  |                  |                  |                  |                  |                  |                  |                  |                  |                  |                  |                  |                  |                  |                  |                  |                  |                  |                  |                  |                  |                  |                  |                  |                  |                  |                  |                  |                  |                  |                  |                  |                  |                  |                  |                  |                  |                  |                  |                  |                  |                  |                  |                  |                  |                  |                  |                  |                  |                  |                  |                  |                  |                  |                  |                  |                  |                  |                  |                  |                  |                  |                  |                  |                  |                  |                  |                  |                  |                  |                  |                  |                  |                  |                  |                  |                  |                  |                  |                  |                  |                  |                  |                  |                  | 1,312 | 1,312 | 1,312 | 1,312 | 1,312 | 1,312 | 1,312 | 1,312 | 1,312 | 1,312 |

(* 추정치)
| 연도 | 연도 | 연도 | 연도 | 연도 | 연도 | 연도 | 연도 | 연도 | 연도 | 200   | 200   | 200   | 200   | 200   | 200   | 200   | 200   | 200   | 200   | 200   | 200   | 200   | 200   | 200   | 200   | 200   | 200   | 200   | 200   | 400   | 400   | 400   | 400   | 400   | 400   | 400   | 400   | 400   | 400   | 400   | 400   | 400   | 400   | 400   | 400   | 400   | 400   | 400   | 400   | 600   | 600   | 600   | 600   | 600   | 600   | 600   | 600   | 600   | 600   | 600   | 600   | 600   | 600   | 600   | 600   | 600   | 600   | 600   | 600   | 800   | 800   | 800   | 800   | 800   | 800   | 800   | 800   | 800   | 800   | 800   | 800   | 800   | 800   | 800   | 800   | 800   | 800   | 800   | 800   | 1000  | 1000  | 1000  | 1000  | 1000  | 1000  | 1000  | 1000  | 1000  | 1000  | 1000  | 1000  | 1000  | 1000  | 1000  | 1000  | 1000  | 1000  | 1000  | 1000  | 1200  | 1200  | 1200  | 1200  | 1200  | 1200  | 1200  | 1200  | 1200  | 1200  | 1200  | 1200  | 1200  | 1200  | 1200  | 1200  | 1200  | 1200  | 1200  | 1200  | 1400  | 1400  | 1400  | 1400  | 1400  | 1400  | 1400  | 1400  | 1400  | 1400  | 1400  | 1400  | 1400  | 1400  | 1400  | 1400  | 1400  | 1400  | 1400  | 1400  | 1600  | 1600  | 1600  | 1600  | 1600  | 1600  | 1600  | 1600  | 1600  | 1600  | 1600  | 1600  | 1600  | 1600  | 1600  | 1600  | 1600  | 1600  | 1600  | 1600  | 1800  | 1800  | 1800  | 1800  | 1800  | 1800  | 1800  | 1800  | 1800  | 1800  | 1800  | 1800  | 1800  | 1800  | 1800  | 1800  | 1800  | 1800  | 1800  | 1800 | 2000 | 2000 | 2000 | 2000 | 2000 | 2000 | 2000 | 2000 | 2000 | 2000 | 2000 | 2000 | 2000 | 2000 | 2000 | 2000 | 2000 | 2000 | 2000 | 2000 | 총계  | 총계  | 총계  | 총계  | 총계  | 총계  | 총계  | 총계  | 총계  | 총계  |
| 1990 | 1990 | 1990 | 1990 | 1990 | 1990 | 1990 | 1990 | 1990 | 1990 | 1,296 | 1,296 | 1,296 | 1,296 | 1,296 | 1,296 | 1,296 | 1,296 | 1,296 | 1,296 | 1,296 | 1,296 | 1,296 | 1,296 | 1,296 | 1,296 | 1,296 | 1,296 | 1,296 | 1,296 | 1,296 | 1,296 | 1,296 | 1,296 | 1,296 | 1,296 | 1,296 | 1,296 | 1,296 | 1,296 | 1,296 | 1,296 | 1,296 | 1,296 | 1,296 | 1,296 | 1,296 | 1,296 | 1,296 | 1,296 | 1,296 | 1,296 | 1,296 | 1,296 | 1,296 | 1,296 | 1,296 | 1,296 | 1,296 | 1,296 | 1,296 | 1,296 | 1,296 | 1,296 | 1,296 | 1,296 | 1,296 | 1,296 | 1,296 | 1,296 | 1,296 | 1,296 | 1,296 | 1,296 | 1,296 | 1,296 | 1,296 | 1,296 | 1,296 | 1,296 | 1,296 | 1,296 | 1,296 | 1,296 | 1,296 | 1,296 | 1,296 | 1,296 | 1,296 | 1,296 | 1,296 | 1,296 | 1,296 | 1,296 | 1,296 | 1,296 | 1,296 | 1,296 | 1,296 | 1,296 | 1,296 | 1,296 | 1,296 | 1,296 | 1,296 | 1,296 | 1,296 | 1,296 | 1,296 | 1,296 | 1,296 | 1,296 | 1,296 | 1,296 | 1,296 | 1,296 | 1,296 | 1,296 | 1,296 | 1,296 | 1,296 | 1,296 | 1,296 | 1,296 | 1,296 | 1,296 | 1,296 | 1,296 | 1,296 | 1,296 | 1,296 | 1,296 | 1,296 | 1,296 | 1,296 | 1,296 | 1,296 | 1,296 | 1,296 | 1,296 | 270   | 270   | 270   | 270   | 270   | 270   | 270   | 270   | 270   | 270   | 270   | 270   | 270   | 270   | 270   | 270   | 270   | 270   | 270   | 270   | 270   | 270   | 270   | 270   | 270   | 270   | 270   |       |       |       |       |       |       |       |       |       |       |       |       |       |       |       |       |       |       |       |       |       |       |      |      |      |      |      |      |      |      |      |      |      |      |      |      |      |      |      |      |      |      |      | 1,566 | 1,566 | 1,566 | 1,566 | 1,566 | 1,566 | 1,566 | 1,566 | 1,566 | 1,566 |
| 1991 | 1991 | 1991 | 1991 | 1991 | 1991 | 1991 | 1991 | 1991 | 1991 | 1,237 | 1,237 | 1,237 | 1,237 | 1,237 | 1,237 | 1,237 | 1,237 | 1,237 | 1,237 | 1,237 | 1,237 | 1,237 | 1,237 | 1,237 | 1,237 | 1,237 | 1,237 | 1,237 | 1,237 | 1,237 | 1,237 | 1,237 | 1,237 | 1,237 | 1,237 | 1,237 | 1,237 | 1,237 | 1,237 | 1,237 | 1,237 | 1,237 | 1,237 | 1,237 | 1,237 | 1,237 | 1,237 | 1,237 | 1,237 | 1,237 | 1,237 | 1,237 | 1,237 | 1,237 | 1,237 | 1,237 | 1,237 | 1,237 | 1,237 | 1,237 | 1,237 | 1,237 | 1,237 | 1,237 | 1,237 | 1,237 | 1,237 | 1,237 | 1,237 | 1,237 | 1,237 | 1,237 | 1,237 | 1,237 | 1,237 | 1,237 | 1,237 | 1,237 | 1,237 | 1,237 | 1,237 | 1,237 | 1,237 | 1,237 | 1,237 | 1,237 | 1,237 | 1,237 | 1,237 | 1,237 | 1,237 | 1,237 | 1,237 | 1,237 | 1,237 | 1,237 | 1,237 | 1,237 | 1,237 | 1,237 | 1,237 | 1,237 | 1,237 | 1,237 | 1,237 | 1,237 | 1,237 | 1,237 | 1,237 | 1,237 | 1,237 | 1,237 | 1,237 | 1,237 | 1,237 | 1,237 | 1,237 | 1,237 | 1,237 | 1,237 | 1,237 | 1,237 | 1,237 | 1,237 | 1,237 | 1,237 | 1,237 | 1,237 | 1,237 | 1,237 | 1,237 | 1,237 | 1,237 | 217   | 217   | 217   | 217   | 217   | 217   | 217   | 217   | 217   | 217   | 217   | 217   | 217   | 217   | 217   | 217   | 217   | 217   | 217   | 217   | 217   | 217   |       |       |       |       |       |       |       |       |       |       |       |       |       |       |       |       |       |       |       |       |       |       |       |       |       |       |       |       |       |       |       |       |       |      |      |      |      |      |      |      |      |      |      |      |      |      |      |      |      |      |      |      |      |      | 1,454 | 1,454 | 1,454 | 1,454 | 1,454 | 1,454 | 1,454 | 1,454 | 1,454 | 1,454 |
| 1992 | 1992 | 1992 | 1992 | 1992 | 1992 | 1992 | 1992 | 1992 | 1992 | 1,292 | 1,292 | 1,292 | 1,292 | 1,292 | 1,292 | 1,292 | 1,292 | 1,292 | 1,292 | 1,292 | 1,292 | 1,292 | 1,292 | 1,292 | 1,292 | 1,292 | 1,292 | 1,292 | 1,292 | 1,292 | 1,292 | 1,292 | 1,292 | 1,292 | 1,292 | 1,292 | 1,292 | 1,292 | 1,292 | 1,292 | 1,292 | 1,292 | 1,292 | 1,292 | 1,292 | 1,292 | 1,292 | 1,292 | 1,292 | 1,292 | 1,292 | 1,292 | 1,292 | 1,292 | 1,292 | 1,292 | 1,292 | 1,292 | 1,292 | 1,292 | 1,292 | 1,292 | 1,292 | 1,292 | 1,292 | 1,292 | 1,292 | 1,292 | 1,292 | 1,292 | 1,292 | 1,292 | 1,292 | 1,292 | 1,292 | 1,292 | 1,292 | 1,292 | 1,292 | 1,292 | 1,292 | 1,292 | 1,292 | 1,292 | 1,292 | 1,292 | 1,292 | 1,292 | 1,292 | 1,292 | 1,292 | 1,292 | 1,292 | 1,292 | 1,292 | 1,292 | 1,292 | 1,292 | 1,292 | 1,292 | 1,292 | 1,292 | 1,292 | 1,292 | 1,292 | 1,292 | 1,292 | 1,292 | 1,292 | 1,292 | 1,292 | 1,292 | 1,292 | 1,292 | 1,292 | 1,292 | 1,292 | 1,292 | 1,292 | 1,292 | 1,292 | 1,292 | 1,292 | 1,292 | 1,292 | 1,292 | 1,292 | 1,292 | 1,292 | 1,292 | 1,292 | 1,292 | 1,292 | 1,292 | 1,292 | 1,292 | 1,292 | 1,292 | 248   | 248   | 248   | 248   | 248   | 248   | 248   | 248   | 248   | 248   | 248   | 248   | 248   | 248   | 248   | 248   | 248   | 248   | 248   | 248   | 248   | 248   | 248   | 248   | 248   |       |       |       |       |       |       |       |       |       |       |       |       |       |       |       |       |       |       |       |       |       |       |       |       |       |      |      |      |      |      |      |      |      |      |      |      |      |      |      |      |      |      |      |      |      |      | 1,540 | 1,540 | 1,540 | 1,540 | 1,540 | 1,540 | 1,540 | 1,540 | 1,540 | 1,540 |
| 1993 | 1993 | 1993 | 1993 | 1993 | 1993 | 1993 | 1993 | 1993 | 1993 | 1,376 | 1,376 | 1,376 | 1,376 | 1,376 | 1,376 | 1,376 | 1,376 | 1,376 | 1,376 | 1,376 | 1,376 | 1,376 | 1,376 | 1,376 | 1,376 | 1,376 | 1,376 | 1,376 | 1,376 | 1,376 | 1,376 | 1,376 | 1,376 | 1,376 | 1,376 | 1,376 | 1,376 | 1,376 | 1,376 | 1,376 | 1,376 | 1,376 | 1,376 | 1,376 | 1,376 | 1,376 | 1,376 | 1,376 | 1,376 | 1,376 | 1,376 | 1,376 | 1,376 | 1,376 | 1,376 | 1,376 | 1,376 | 1,376 | 1,376 | 1,376 | 1,376 | 1,376 | 1,376 | 1,376 | 1,376 | 1,376 | 1,376 | 1,376 | 1,376 | 1,376 | 1,376 | 1,376 | 1,376 | 1,376 | 1,376 | 1,376 | 1,376 | 1,376 | 1,376 | 1,376 | 1,376 | 1,376 | 1,376 | 1,376 | 1,376 | 1,376 | 1,376 | 1,376 | 1,376 | 1,376 | 1,376 | 1,376 | 1,376 | 1,376 | 1,376 | 1,376 | 1,376 | 1,376 | 1,376 | 1,376 | 1,376 | 1,376 | 1,376 | 1,376 | 1,376 | 1,376 | 1,376 | 1,376 | 1,376 | 1,376 | 1,376 | 1,376 | 1,376 | 1,376 | 1,376 | 1,376 | 1,376 | 1,376 | 1,376 | 1,376 | 1,376 | 1,376 | 1,376 | 1,376 | 1,376 | 1,376 | 1,376 | 1,376 | 1,376 | 1,376 | 1,376 | 1,376 | 1,376 | 1,376 | 1,376 | 1,376 | 1,376 | 1,376 | 1,376 | 1,376 | 1,376 | 1,376 | 1,376 | 1,376 | 1,376 | 1,376 | 1,376 | 193   | 193   | 193   | 193   | 193   | 193   | 193   | 193   | 193   | 193   | 193   | 193   | 193   | 193   | 193   | 193   | 193   | 193   | 193   |       |       |       |       |       |       |       |       |       |       |       |       |       |       |       |       |       |       |       |       |       |       |      |      |      |      |      |      |      |      |      |      |      |      |      |      |      |      |      |      |      |      |      | 1,569 | 1,569 | 1,569 | 1,569 | 1,569 | 1,569 | 1,569 | 1,569 | 1,569 | 1,569 |
| 1994 | 1994 | 1994 | 1994 | 1994 | 1994 | 1994 | 1994 | 1994 | 1994 | 1,467 | 1,467 | 1,467 | 1,467 | 1,467 | 1,467 | 1,467 | 1,467 | 1,467 | 1,467 | 1,467 | 1,467 | 1,467 | 1,467 | 1,467 | 1,467 | 1,467 | 1,467 | 1,467 | 1,467 | 1,467 | 1,467 | 1,467 | 1,467 | 1,467 | 1,467 | 1,467 | 1,467 | 1,467 | 1,467 | 1,467 | 1,467 | 1,467 | 1,467 | 1,467 | 1,467 | 1,467 | 1,467 | 1,467 | 1,467 | 1,467 | 1,467 | 1,467 | 1,467 | 1,467 | 1,467 | 1,467 | 1,467 | 1,467 | 1,467 | 1,467 | 1,467 | 1,467 | 1,467 | 1,467 | 1,467 | 1,467 | 1,467 | 1,467 | 1,467 | 1,467 | 1,467 | 1,467 | 1,467 | 1,467 | 1,467 | 1,467 | 1,467 | 1,467 | 1,467 | 1,467 | 1,467 | 1,467 | 1,467 | 1,467 | 1,467 | 1,467 | 1,467 | 1,467 | 1,467 | 1,467 | 1,467 | 1,467 | 1,467 | 1,467 | 1,467 | 1,467 | 1,467 | 1,467 | 1,467 | 1,467 | 1,467 | 1,467 | 1,467 | 1,467 | 1,467 | 1,467 | 1,467 | 1,467 | 1,467 | 1,467 | 1,467 | 1,467 | 1,467 | 1,467 | 1,467 | 1,467 | 1,467 | 1,467 | 1,467 | 1,467 | 1,467 | 1,467 | 1,467 | 1,467 | 1,467 | 1,467 | 1,467 | 1,467 | 1,467 | 1,467 | 1,467 | 1,467 | 1,467 | 1,467 | 1,467 | 1,467 | 1,467 | 1,467 | 1,467 | 1,467 | 1,467 | 1,467 | 1,467 | 1,467 | 1,467 | 1,467 | 1,467 | 1,467 | 1,467 | 1,467 | 1,467 | 1,467 | 1,467 | 1,467 | 1,467 | 1,467 | 228   | 228   | 228   | 228   | 228   | 228   | 228   | 228   | 228   | 228   | 228   | 228   | 228   | 228   | 228   | 228   | 228   | 228   | 228   | 228   | 228   | 228   | 228   |       |       |       |       |       |       |       |       |       |      |      |      |      |      |      |      |      |      |      |      |      |      |      |      |      |      |      |      |      |      | 1,695 | 1,695 | 1,695 | 1,695 | 1,695 | 1,695 | 1,695 | 1,695 | 1,695 | 1,695 |
| 1995 | 1995 | 1995 | 1995 | 1995 | 1995 | 1995 | 1995 | 1995 | 1995 | 1,532 | 1,532 | 1,532 | 1,532 | 1,532 | 1,532 | 1,532 | 1,532 | 1,532 | 1,532 | 1,532 | 1,532 | 1,532 | 1,532 | 1,532 | 1,532 | 1,532 | 1,532 | 1,532 | 1,532 | 1,532 | 1,532 | 1,532 | 1,532 | 1,532 | 1,532 | 1,532 | 1,532 | 1,532 | 1,532 | 1,532 | 1,532 | 1,532 | 1,532 | 1,532 | 1,532 | 1,532 | 1,532 | 1,532 | 1,532 | 1,532 | 1,532 | 1,532 | 1,532 | 1,532 | 1,532 | 1,532 | 1,532 | 1,532 | 1,532 | 1,532 | 1,532 | 1,532 | 1,532 | 1,532 | 1,532 | 1,532 | 1,532 | 1,532 | 1,532 | 1,532 | 1,532 | 1,532 | 1,532 | 1,532 | 1,532 | 1,532 | 1,532 | 1,532 | 1,532 | 1,532 | 1,532 | 1,532 | 1,532 | 1,532 | 1,532 | 1,532 | 1,532 | 1,532 | 1,532 | 1,532 | 1,532 | 1,532 | 1,532 | 1,532 | 1,532 | 1,532 | 1,532 | 1,532 | 1,532 | 1,532 | 1,532 | 1,532 | 1,532 | 1,532 | 1,532 | 1,532 | 1,532 | 1,532 | 1,532 | 1,532 | 1,532 | 1,532 | 1,532 | 1,532 | 1,532 | 1,532 | 1,532 | 1,532 | 1,532 | 1,532 | 1,532 | 1,532 | 1,532 | 1,532 | 1,532 | 1,532 | 1,532 | 1,532 | 1,532 | 1,532 | 1,532 | 1,532 | 1,532 | 1,532 | 1,532 | 1,532 | 1,532 | 1,532 | 1,532 | 1,532 | 1,532 | 1,532 | 1,532 | 1,532 | 1,532 | 1,532 | 1,532 | 1,532 | 1,532 | 1,532 | 1,532 | 1,532 | 1,532 | 1,532 | 1,532 | 1,532 | 1,532 | 1,532 | 1,532 | 1,532 | 1,532 | 1,532 | 233   | 233   | 233   | 233   | 233   | 233   | 233   | 233   | 233   | 233   | 233   | 233   | 233   | 233   | 233   | 233   | 233   | 233   | 233   | 233   | 233   | 233   | 233   |       |       |       |      |      |      |      |      |      |      |      |      |      |      |      |      |      |      |      |      |      |      |      |      | 1,765 | 1,765 | 1,765 | 1,765 | 1,765 | 1,765 | 1,765 | 1,765 | 1,765 | 1,765 |
| 1996 | 1996 | 1996 | 1996 | 1996 | 1996 | 1996 | 1996 | 1996 | 1996 | 1,686 | 1,686 | 1,686 | 1,686 | 1,686 | 1,686 | 1,686 | 1,686 | 1,686 | 1,686 | 1,686 | 1,686 | 1,686 | 1,686 | 1,686 | 1,686 | 1,686 | 1,686 | 1,686 | 1,686 | 1,686 | 1,686 | 1,686 | 1,686 | 1,686 | 1,686 | 1,686 | 1,686 | 1,686 | 1,686 | 1,686 | 1,686 | 1,686 | 1,686 | 1,686 | 1,686 | 1,686 | 1,686 | 1,686 | 1,686 | 1,686 | 1,686 | 1,686 | 1,686 | 1,686 | 1,686 | 1,686 | 1,686 | 1,686 | 1,686 | 1,686 | 1,686 | 1,686 | 1,686 | 1,686 | 1,686 | 1,686 | 1,686 | 1,686 | 1,686 | 1,686 | 1,686 | 1,686 | 1,686 | 1,686 | 1,686 | 1,686 | 1,686 | 1,686 | 1,686 | 1,686 | 1,686 | 1,686 | 1,686 | 1,686 | 1,686 | 1,686 | 1,686 | 1,686 | 1,686 | 1,686 | 1,686 | 1,686 | 1,686 | 1,686 | 1,686 | 1,686 | 1,686 | 1,686 | 1,686 | 1,686 | 1,686 | 1,686 | 1,686 | 1,686 | 1,686 | 1,686 | 1,686 | 1,686 | 1,686 | 1,686 | 1,686 | 1,686 | 1,686 | 1,686 | 1,686 | 1,686 | 1,686 | 1,686 | 1,686 | 1,686 | 1,686 | 1,686 | 1,686 | 1,686 | 1,686 | 1,686 | 1,686 | 1,686 | 1,686 | 1,686 | 1,686 | 1,686 | 1,686 | 1,686 | 1,686 | 1,686 | 1,686 | 1,686 | 1,686 | 1,686 | 1,686 | 1,686 | 1,686 | 1,686 | 1,686 | 1,686 | 1,686 | 1,686 | 1,686 | 1,686 | 1,686 | 1,686 | 1,686 | 1,686 | 1,686 | 1,686 | 1,686 | 1,686 | 1,686 | 1,686 | 1,686 | 1,686 | 1,686 | 1,686 | 1,686 | 1,686 | 1,686 | 1,686 | 1,686 | 1,686 | 1,686 | 1,686 | 1,686 | 1,686 | 1,686 | 1,686 | 1,686 | 1,686 | 238   | 238   | 238   | 238   | 238   | 238   | 238   | 238   | 238   | 238   | 238  | 238  | 238  | 238  | 238  | 238  | 238  | 238  | 238  | 238  | 238  | 238  | 238  | 238  |      |      |      |      |      |      |      | 1,924 | 1,924 | 1,924 | 1,924 | 1,924 | 1,924 | 1,924 | 1,924 | 1,924 | 1,924 |
| 1997 | 1997 | 1997 | 1997 | 1997 | 1997 | 1997 | 1997 | 1997 | 1997 | 1,698 | 1,698 | 1,698 | 1,698 | 1,698 | 1,698 | 1,698 | 1,698 | 1,698 | 1,698 | 1,698 | 1,698 | 1,698 | 1,698 | 1,698 | 1,698 | 1,698 | 1,698 | 1,698 | 1,698 | 1,698 | 1,698 | 1,698 | 1,698 | 1,698 | 1,698 | 1,698 | 1,698 | 1,698 | 1,698 | 1,698 | 1,698 | 1,698 | 1,698 | 1,698 | 1,698 | 1,698 | 1,698 | 1,698 | 1,698 | 1,698 | 1,698 | 1,698 | 1,698 | 1,698 | 1,698 | 1,698 | 1,698 | 1,698 | 1,698 | 1,698 | 1,698 | 1,698 | 1,698 | 1,698 | 1,698 | 1,698 | 1,698 | 1,698 | 1,698 | 1,698 | 1,698 | 1,698 | 1,698 | 1,698 | 1,698 | 1,698 | 1,698 | 1,698 | 1,698 | 1,698 | 1,698 | 1,698 | 1,698 | 1,698 | 1,698 | 1,698 | 1,698 | 1,698 | 1,698 | 1,698 | 1,698 | 1,698 | 1,698 | 1,698 | 1,698 | 1,698 | 1,698 | 1,698 | 1,698 | 1,698 | 1,698 | 1,698 | 1,698 | 1,698 | 1,698 | 1,698 | 1,698 | 1,698 | 1,698 | 1,698 | 1,698 | 1,698 | 1,698 | 1,698 | 1,698 | 1,698 | 1,698 | 1,698 | 1,698 | 1,698 | 1,698 | 1,698 | 1,698 | 1,698 | 1,698 | 1,698 | 1,698 | 1,698 | 1,698 | 1,698 | 1,698 | 1,698 | 1,698 | 1,698 | 1,698 | 1,698 | 1,698 | 1,698 | 1,698 | 1,698 | 1,698 | 1,698 | 1,698 | 1,698 | 1,698 | 1,698 | 1,698 | 1,698 | 1,698 | 1,698 | 1,698 | 1,698 | 1,698 | 1,698 | 1,698 | 1,698 | 1,698 | 1,698 | 1,698 | 1,698 | 1,698 | 1,698 | 1,698 | 1,698 | 1,698 | 1,698 | 1,698 | 1,698 | 1,698 | 1,698 | 1,698 | 1,698 | 1,698 | 1,698 | 1,698 | 1,698 | 1,698 | 1,698 | 1,698 | 238   | 238   | 238   | 238   | 238   | 238   | 238   | 238   | 238   | 238  | 238  | 238  | 238  | 238  | 238  | 238  | 238  | 238  | 238  | 238  | 238  | 238  | 238  | 238  |      |      |      |      |      |      | 1,936 | 1,936 | 1,936 | 1,936 | 1,936 | 1,936 | 1,936 | 1,936 | 1,936 | 1,936 |
| 1998 | 1998 | 1998 | 1998 | 1998 | 1998 | 1998 | 1998 | 1998 | 1998 | 1,748 | 1,748 | 1,748 | 1,748 | 1,748 | 1,748 | 1,748 | 1,748 | 1,748 | 1,748 | 1,748 | 1,748 | 1,748 | 1,748 | 1,748 | 1,748 | 1,748 | 1,748 | 1,748 | 1,748 | 1,748 | 1,748 | 1,748 | 1,748 | 1,748 | 1,748 | 1,748 | 1,748 | 1,748 | 1,748 | 1,748 | 1,748 | 1,748 | 1,748 | 1,748 | 1,748 | 1,748 | 1,748 | 1,748 | 1,748 | 1,748 | 1,748 | 1,748 | 1,748 | 1,748 | 1,748 | 1,748 | 1,748 | 1,748 | 1,748 | 1,748 | 1,748 | 1,748 | 1,748 | 1,748 | 1,748 | 1,748 | 1,748 | 1,748 | 1,748 | 1,748 | 1,748 | 1,748 | 1,748 | 1,748 | 1,748 | 1,748 | 1,748 | 1,748 | 1,748 | 1,748 | 1,748 | 1,748 | 1,748 | 1,748 | 1,748 | 1,748 | 1,748 | 1,748 | 1,748 | 1,748 | 1,748 | 1,748 | 1,748 | 1,748 | 1,748 | 1,748 | 1,748 | 1,748 | 1,748 | 1,748 | 1,748 | 1,748 | 1,748 | 1,748 | 1,748 | 1,748 | 1,748 | 1,748 | 1,748 | 1,748 | 1,748 | 1,748 | 1,748 | 1,748 | 1,748 | 1,748 | 1,748 | 1,748 | 1,748 | 1,748 | 1,748 | 1,748 | 1,748 | 1,748 | 1,748 | 1,748 | 1,748 | 1,748 | 1,748 | 1,748 | 1,748 | 1,748 | 1,748 | 1,748 | 1,748 | 1,748 | 1,748 | 1,748 | 1,748 | 1,748 | 1,748 | 1,748 | 1,748 | 1,748 | 1,748 | 1,748 | 1,748 | 1,748 | 1,748 | 1,748 | 1,748 | 1,748 | 1,748 | 1,748 | 1,748 | 1,748 | 1,748 | 1,748 | 1,748 | 1,748 | 1,748 | 1,748 | 1,748 | 1,748 | 1,748 | 1,748 | 1,748 | 1,748 | 1,748 | 1,748 | 1,748 | 1,748 | 1,748 | 1,748 | 1,748 | 1,748 | 1,748 | 1,748 | 1,748 | 1,748 | 1,748 | 1,748 | 1,748 | 1,748 | 227   | 227   | 227   | 227   | 227  | 227  | 227  | 227  | 227  | 227  | 227  | 227  | 227  | 227  | 227  | 227  | 227  | 227  | 227  | 227  | 227  | 227  | 227  |      |      | 1,976 | 1,976 | 1,976 | 1,976 | 1,976 | 1,976 | 1,976 | 1,976 | 1,976 | 1,976 |
| 1999 | 1999 | 1999 | 1999 | 1999 | 1999 | 1999 | 1999 | 1999 | 1999 | 1,787 | 1,787 | 1,787 | 1,787 | 1,787 | 1,787 | 1,787 | 1,787 | 1,787 | 1,787 | 1,787 | 1,787 | 1,787 | 1,787 | 1,787 | 1,787 | 1,787 | 1,787 | 1,787 | 1,787 | 1,787 | 1,787 | 1,787 | 1,787 | 1,787 | 1,787 | 1,787 | 1,787 | 1,787 | 1,787 | 1,787 | 1,787 | 1,787 | 1,787 | 1,787 | 1,787 | 1,787 | 1,787 | 1,787 | 1,787 | 1,787 | 1,787 | 1,787 | 1,787 | 1,787 | 1,787 | 1,787 | 1,787 | 1,787 | 1,787 | 1,787 | 1,787 | 1,787 | 1,787 | 1,787 | 1,787 | 1,787 | 1,787 | 1,787 | 1,787 | 1,787 | 1,787 | 1,787 | 1,787 | 1,787 | 1,787 | 1,787 | 1,787 | 1,787 | 1,787 | 1,787 | 1,787 | 1,787 | 1,787 | 1,787 | 1,787 | 1,787 | 1,787 | 1,787 | 1,787 | 1,787 | 1,787 | 1,787 | 1,787 | 1,787 | 1,787 | 1,787 | 1,787 | 1,787 | 1,787 | 1,787 | 1,787 | 1,787 | 1,787 | 1,787 | 1,787 | 1,787 | 1,787 | 1,787 | 1,787 | 1,787 | 1,787 | 1,787 | 1,787 | 1,787 | 1,787 | 1,787 | 1,787 | 1,787 | 1,787 | 1,787 | 1,787 | 1,787 | 1,787 | 1,787 | 1,787 | 1,787 | 1,787 | 1,787 | 1,787 | 1,787 | 1,787 | 1,787 | 1,787 | 1,787 | 1,787 | 1,787 | 1,787 | 1,787 | 1,787 | 1,787 | 1,787 | 1,787 | 1,787 | 1,787 | 1,787 | 1,787 | 1,787 | 1,787 | 1,787 | 1,787 | 1,787 | 1,787 | 1,787 | 1,787 | 1,787 | 1,787 | 1,787 | 1,787 | 1,787 | 1,787 | 1,787 | 1,787 | 1,787 | 1,787 | 1,787 | 1,787 | 1,787 | 1,787 | 1,787 | 1,787 | 1,787 | 1,787 | 1,787 | 1,787 | 1,787 | 1,787 | 1,787 | 1,787 | 1,787 | 1,787 | 1,787 | 1,787 | 1,787 | 1,787 | 1,787 | 1,787 | 1,787 | 1,787 | 186  | 186  | 186  | 186  | 186  | 186  | 186  | 186  | 186  | 186  | 186  | 186  | 186  | 186  | 186  | 186  | 186  | 186  | 186  |      |      | 1,973 | 1,973 | 1,973 | 1,973 | 1,973 | 1,973 | 1,973 | 1,973 | 1,973 | 1,973 |
| 2000 | 2000 | 2000 | 2000 | 2000 | 2000 | 2000 | 2000 | 2000 | 2000 | 1,641 | 1,641 | 1,641 | 1,641 | 1,641 | 1,641 | 1,641 | 1,641 | 1,641 | 1,641 | 1,641 | 1,641 | 1,641 | 1,641 | 1,641 | 1,641 | 1,641 | 1,641 | 1,641 | 1,641 | 1,641 | 1,641 | 1,641 | 1,641 | 1,641 | 1,641 | 1,641 | 1,641 | 1,641 | 1,641 | 1,641 | 1,641 | 1,641 | 1,641 | 1,641 | 1,641 | 1,641 | 1,641 | 1,641 | 1,641 | 1,641 | 1,641 | 1,641 | 1,641 | 1,641 | 1,641 | 1,641 | 1,641 | 1,641 | 1,641 | 1,641 | 1,641 | 1,641 | 1,641 | 1,641 | 1,641 | 1,641 | 1,641 | 1,641 | 1,641 | 1,641 | 1,641 | 1,641 | 1,641 | 1,641 | 1,641 | 1,641 | 1,641 | 1,641 | 1,641 | 1,641 | 1,641 | 1,641 | 1,641 | 1,641 | 1,641 | 1,641 | 1,641 | 1,641 | 1,641 | 1,641 | 1,641 | 1,641 | 1,641 | 1,641 | 1,641 | 1,641 | 1,641 | 1,641 | 1,641 | 1,641 | 1,641 | 1,641 | 1,641 | 1,641 | 1,641 | 1,641 | 1,641 | 1,641 | 1,641 | 1,641 | 1,641 | 1,641 | 1,641 | 1,641 | 1,641 | 1,641 | 1,641 | 1,641 | 1,641 | 1,641 | 1,641 | 1,641 | 1,641 | 1,641 | 1,641 | 1,641 | 1,641 | 1,641 | 1,641 | 1,641 | 1,641 | 1,641 | 1,641 | 1,641 | 1,641 | 1,641 | 1,641 | 1,641 | 1,641 | 1,641 | 1,641 | 1,641 | 1,641 | 1,641 | 1,641 | 1,641 | 1,641 | 1,641 | 1,641 | 1,641 | 1,641 | 1,641 | 1,641 | 1,641 | 1,641 | 1,641 | 1,641 | 1,641 | 1,641 | 1,641 | 1,641 | 1,641 | 1,641 | 1,641 | 1,641 | 1,641 | 1,641 | 1,641 | 1,641 | 1,641 | 1,641 | 1,641 | 1,641 | 172   | 172   | 172   | 172   | 172   | 172   | 172   | 172   | 172   | 172   | 172   | 172   | 172   | 172   | 172   | 172  | 172  |      |      |      |      |      |      |      |      |      |      |      |      |      |      |      |      |      |      |      | 1,814 | 1,814 | 1,814 | 1,814 | 1,814 | 1,814 | 1,814 | 1,814 | 1,814 | 1,814 |
| 2001 | 2001 | 2001 | 2001 | 2001 | 2001 | 2001 | 2001 | 2001 | 2001 | 1,492 | 1,492 | 1,492 | 1,492 | 1,492 | 1,492 | 1,492 | 1,492 | 1,492 | 1,492 | 1,492 | 1,492 | 1,492 | 1,492 | 1,492 | 1,492 | 1,492 | 1,492 | 1,492 | 1,492 | 1,492 | 1,492 | 1,492 | 1,492 | 1,492 | 1,492 | 1,492 | 1,492 | 1,492 | 1,492 | 1,492 | 1,492 | 1,492 | 1,492 | 1,492 | 1,492 | 1,492 | 1,492 | 1,492 | 1,492 | 1,492 | 1,492 | 1,492 | 1,492 | 1,492 | 1,492 | 1,492 | 1,492 | 1,492 | 1,492 | 1,492 | 1,492 | 1,492 | 1,492 | 1,492 | 1,492 | 1,492 | 1,492 | 1,492 | 1,492 | 1,492 | 1,492 | 1,492 | 1,492 | 1,492 | 1,492 | 1,492 | 1,492 | 1,492 | 1,492 | 1,492 | 1,492 | 1,492 | 1,492 | 1,492 | 1,492 | 1,492 | 1,492 | 1,492 | 1,492 | 1,492 | 1,492 | 1,492 | 1,492 | 1,492 | 1,492 | 1,492 | 1,492 | 1,492 | 1,492 | 1,492 | 1,492 | 1,492 | 1,492 | 1,492 | 1,492 | 1,492 | 1,492 | 1,492 | 1,492 | 1,492 | 1,492 | 1,492 | 1,492 | 1,492 | 1,492 | 1,492 | 1,492 | 1,492 | 1,492 | 1,492 | 1,492 | 1,492 | 1,492 | 1,492 | 1,492 | 1,492 | 1,492 | 1,492 | 1,492 | 1,492 | 1,492 | 1,492 | 1,492 | 1,492 | 1,492 | 1,492 | 1,492 | 1,492 | 1,492 | 1,492 | 1,492 | 1,492 | 1,492 | 1,492 | 1,492 | 1,492 | 1,492 | 1,492 | 1,492 | 1,492 | 1,492 | 1,492 | 1,492 | 1,492 | 1,492 | 1,492 | 1,492 | 1,492 | 193   | 193   | 193   | 193   | 193   | 193   | 193   | 193   | 193   | 193   | 193   | 193   | 193   | 193   | 193   | 193   | 193   | 193   | 193   |       |       |       |       |       |       |       |       |       |       |       |      |      |      |      |      |      |      |      |      |      |      |      |      |      |      |      |      |      |      |      |      | 1,685 | 1,685 | 1,685 | 1,685 | 1,685 | 1,685 | 1,685 | 1,685 | 1,685 | 1,685 |
| 2002 | 2002 | 2002 | 2002 | 2002 | 2002 | 2002 | 2002 | 2002 | 2002 | 1,630 | 1,630 | 1,630 | 1,630 | 1,630 | 1,630 | 1,630 | 1,630 | 1,630 | 1,630 | 1,630 | 1,630 | 1,630 | 1,630 | 1,630 | 1,630 | 1,630 | 1,630 | 1,630 | 1,630 | 1,630 | 1,630 | 1,630 | 1,630 | 1,630 | 1,630 | 1,630 | 1,630 | 1,630 | 1,630 | 1,630 | 1,630 | 1,630 | 1,630 | 1,630 | 1,630 | 1,630 | 1,630 | 1,630 | 1,630 | 1,630 | 1,630 | 1,630 | 1,630 | 1,630 | 1,630 | 1,630 | 1,630 | 1,630 | 1,630 | 1,630 | 1,630 | 1,630 | 1,630 | 1,630 | 1,630 | 1,630 | 1,630 | 1,630 | 1,630 | 1,630 | 1,630 | 1,630 | 1,630 | 1,630 | 1,630 | 1,630 | 1,630 | 1,630 | 1,630 | 1,630 | 1,630 | 1,630 | 1,630 | 1,630 | 1,630 | 1,630 | 1,630 | 1,630 | 1,630 | 1,630 | 1,630 | 1,630 | 1,630 | 1,630 | 1,630 | 1,630 | 1,630 | 1,630 | 1,630 | 1,630 | 1,630 | 1,630 | 1,630 | 1,630 | 1,630 | 1,630 | 1,630 | 1,630 | 1,630 | 1,630 | 1,630 | 1,630 | 1,630 | 1,630 | 1,630 | 1,630 | 1,630 | 1,630 | 1,630 | 1,630 | 1,630 | 1,630 | 1,630 | 1,630 | 1,630 | 1,630 | 1,630 | 1,630 | 1,630 | 1,630 | 1,630 | 1,630 | 1,630 | 1,630 | 1,630 | 1,630 | 1,630 | 1,630 | 1,630 | 1,630 | 1,630 | 1,630 | 1,630 | 1,630 | 1,630 | 1,630 | 1,630 | 1,630 | 1,630 | 1,630 | 1,630 | 1,630 | 1,630 | 1,630 | 1,630 | 1,630 | 1,630 | 1,630 | 1,630 | 1,630 | 1,630 | 1,630 | 1,630 | 1,630 | 1,630 | 1,630 | 1,630 | 1,630 | 1,630 | 1,630 | 1,630 | 1,630 | 191   | 191   | 191   | 191   | 191   | 191   | 191   | 191   | 191   | 191   | 191   | 191   | 191   | 191   | 191   | 191   | 191  | 191  | 191  |      |      |      |      |      |      |      |      |      |      |      |      |      |      |      |      |      |      | 1,821 | 1,821 | 1,821 | 1,821 | 1,821 | 1,821 | 1,821 | 1,821 | 1,821 | 1,821 |
| 2003 | 2003 | 2003 | 2003 | 2003 | 2003 | 2003 | 2003 | 2003 | 2003 | 1,658 | 1,658 | 1,658 | 1,658 | 1,658 | 1,658 | 1,658 | 1,658 | 1,658 | 1,658 | 1,658 | 1,658 | 1,658 | 1,658 | 1,658 | 1,658 | 1,658 | 1,658 | 1,658 | 1,658 | 1,658 | 1,658 | 1,658 | 1,658 | 1,658 | 1,658 | 1,658 | 1,658 | 1,658 | 1,658 | 1,658 | 1,658 | 1,658 | 1,658 | 1,658 | 1,658 | 1,658 | 1,658 | 1,658 | 1,658 | 1,658 | 1,658 | 1,658 | 1,658 | 1,658 | 1,658 | 1,658 | 1,658 | 1,658 | 1,658 | 1,658 | 1,658 | 1,658 | 1,658 | 1,658 | 1,658 | 1,658 | 1,658 | 1,658 | 1,658 | 1,658 | 1,658 | 1,658 | 1,658 | 1,658 | 1,658 | 1,658 | 1,658 | 1,658 | 1,658 | 1,658 | 1,658 | 1,658 | 1,658 | 1,658 | 1,658 | 1,658 | 1,658 | 1,658 | 1,658 | 1,658 | 1,658 | 1,658 | 1,658 | 1,658 | 1,658 | 1,658 | 1,658 | 1,658 | 1,658 | 1,658 | 1,658 | 1,658 | 1,658 | 1,658 | 1,658 | 1,658 | 1,658 | 1,658 | 1,658 | 1,658 | 1,658 | 1,658 | 1,658 | 1,658 | 1,658 | 1,658 | 1,658 | 1,658 | 1,658 | 1,658 | 1,658 | 1,658 | 1,658 | 1,658 | 1,658 | 1,658 | 1,658 | 1,658 | 1,658 | 1,658 | 1,658 | 1,658 | 1,658 | 1,658 | 1,658 | 1,658 | 1,658 | 1,658 | 1,658 | 1,658 | 1,658 | 1,658 | 1,658 | 1,658 | 1,658 | 1,658 | 1,658 | 1,658 | 1,658 | 1,658 | 1,658 | 1,658 | 1,658 | 1,658 | 1,658 | 1,658 | 1,658 | 1,658 | 1,658 | 1,658 | 1,658 | 1,658 | 1,658 | 1,658 | 1,658 | 1,658 | 1,658 | 1,658 | 1,658 | 1,658 | 1,658 | 1,658 | 1,658 | 1,658 | 1,658 | 189   | 189   | 189   | 189   | 189   | 189   | 189   | 189   | 189   | 189   | 189   | 189   | 189   | 189  | 189  | 189  | 189  | 189  | 189  |      |      |      |      |      |      |      |      |      |      |      |      |      |      |      | 1,846 | 1,846 | 1,846 | 1,846 | 1,846 | 1,846 | 1,846 | 1,846 | 1,846 | 1,846 |
| 2004 | 2004 | 2004 | 2004 | 2004 | 2004 | 2004 | 2004 | 2004 | 2004 | 1,647 | 1,647 | 1,647 | 1,647 | 1,647 | 1,647 | 1,647 | 1,647 | 1,647 | 1,647 | 1,647 | 1,647 | 1,647 | 1,647 | 1,647 | 1,647 | 1,647 | 1,647 | 1,647 | 1,647 | 1,647 | 1,647 | 1,647 | 1,647 | 1,647 | 1,647 | 1,647 | 1,647 | 1,647 | 1,647 | 1,647 | 1,647 | 1,647 | 1,647 | 1,647 | 1,647 | 1,647 | 1,647 | 1,647 | 1,647 | 1,647 | 1,647 | 1,647 | 1,647 | 1,647 | 1,647 | 1,647 | 1,647 | 1,647 | 1,647 | 1,647 | 1,647 | 1,647 | 1,647 | 1,647 | 1,647 | 1,647 | 1,647 | 1,647 | 1,647 | 1,647 | 1,647 | 1,647 | 1,647 | 1,647 | 1,647 | 1,647 | 1,647 | 1,647 | 1,647 | 1,647 | 1,647 | 1,647 | 1,647 | 1,647 | 1,647 | 1,647 | 1,647 | 1,647 | 1,647 | 1,647 | 1,647 | 1,647 | 1,647 | 1,647 | 1,647 | 1,647 | 1,647 | 1,647 | 1,647 | 1,647 | 1,647 | 1,647 | 1,647 | 1,647 | 1,647 | 1,647 | 1,647 | 1,647 | 1,647 | 1,647 | 1,647 | 1,647 | 1,647 | 1,647 | 1,647 | 1,647 | 1,647 | 1,647 | 1,647 | 1,647 | 1,647 | 1,647 | 1,647 | 1,647 | 1,647 | 1,647 | 1,647 | 1,647 | 1,647 | 1,647 | 1,647 | 1,647 | 1,647 | 1,647 | 1,647 | 1,647 | 1,647 | 1,647 | 1,647 | 1,647 | 1,647 | 1,647 | 1,647 | 1,647 | 1,647 | 1,647 | 1,647 | 1,647 | 1,647 | 1,647 | 1,647 | 1,647 | 1,647 | 1,647 | 1,647 | 1,647 | 1,647 | 1,647 | 1,647 | 1,647 | 1,647 | 1,647 | 1,647 | 1,647 | 1,647 | 1,647 | 1,647 | 1,647 | 1,647 | 1,647 | 1,647 | 1,647 | 1,647 | 1,647 | 209   | 209   | 209   | 209   | 209   | 209   | 209   | 209   | 209   | 209   | 209   | 209   | 209   | 209   | 209  | 209  | 209  | 209  | 209  | 209  | 209  |      |      |      |      |      |      |      |      |      |      |      |      |      |      | 1,856 | 1,856 | 1,856 | 1,856 | 1,856 | 1,856 | 1,856 | 1,856 | 1,856 | 1,856 |
| 2005 | 2005 | 2005 | 2005 | 2005 | 2005 | 2005 | 2005 | 2005 | 2005 | 1,596 | 1,596 | 1,596 | 1,596 | 1,596 | 1,596 | 1,596 | 1,596 | 1,596 | 1,596 | 1,596 | 1,596 | 1,596 | 1,596 | 1,596 | 1,596 | 1,596 | 1,596 | 1,596 | 1,596 | 1,596 | 1,596 | 1,596 | 1,596 | 1,596 | 1,596 | 1,596 | 1,596 | 1,596 | 1,596 | 1,596 | 1,596 | 1,596 | 1,596 | 1,596 | 1,596 | 1,596 | 1,596 | 1,596 | 1,596 | 1,596 | 1,596 | 1,596 | 1,596 | 1,596 | 1,596 | 1,596 | 1,596 | 1,596 | 1,596 | 1,596 | 1,596 | 1,596 | 1,596 | 1,596 | 1,596 | 1,596 | 1,596 | 1,596 | 1,596 | 1,596 | 1,596 | 1,596 | 1,596 | 1,596 | 1,596 | 1,596 | 1,596 | 1,596 | 1,596 | 1,596 | 1,596 | 1,596 | 1,596 | 1,596 | 1,596 | 1,596 | 1,596 | 1,596 | 1,596 | 1,596 | 1,596 | 1,596 | 1,596 | 1,596 | 1,596 | 1,596 | 1,596 | 1,596 | 1,596 | 1,596 | 1,596 | 1,596 | 1,596 | 1,596 | 1,596 | 1,596 | 1,596 | 1,596 | 1,596 | 1,596 | 1,596 | 1,596 | 1,596 | 1,596 | 1,596 | 1,596 | 1,596 | 1,596 | 1,596 | 1,596 | 1,596 | 1,596 | 1,596 | 1,596 | 1,596 | 1,596 | 1,596 | 1,596 | 1,596 | 1,596 | 1,596 | 1,596 | 1,596 | 1,596 | 1,596 | 1,596 | 1,596 | 1,596 | 1,596 | 1,596 | 1,596 | 1,596 | 1,596 | 1,596 | 1,596 | 1,596 | 1,596 | 1,596 | 1,596 | 1,596 | 1,596 | 1,596 | 1,596 | 1,596 | 1,596 | 1,596 | 1,596 | 1,596 | 1,596 | 1,596 | 1,596 | 1,596 | 1,596 | 1,596 | 1,596 | 1,596 | 1,596 | 1,596 | 1,596 | 207   | 207   | 207   | 207   | 207   | 207   | 207   | 207   | 207   | 207   | 207   | 207   | 207   | 207   | 207   | 207   | 207   | 207   | 207   | 207  | 207  |      |      |      |      |      |      |      |      |      |      |      |      |      |      |      |      |      |      |      | 1,802 | 1,802 | 1,802 | 1,802 | 1,802 | 1,802 | 1,802 | 1,802 | 1,802 | 1,802 |
| 2006 | 2006 | 2006 | 2006 | 2006 | 2006 | 2006 | 2006 | 2006 | 2006 | 1,442 | 1,442 | 1,442 | 1,442 | 1,442 | 1,442 | 1,442 | 1,442 | 1,442 | 1,442 | 1,442 | 1,442 | 1,442 | 1,442 | 1,442 | 1,442 | 1,442 | 1,442 | 1,442 | 1,442 | 1,442 | 1,442 | 1,442 | 1,442 | 1,442 | 1,442 | 1,442 | 1,442 | 1,442 | 1,442 | 1,442 | 1,442 | 1,442 | 1,442 | 1,442 | 1,442 | 1,442 | 1,442 | 1,442 | 1,442 | 1,442 | 1,442 | 1,442 | 1,442 | 1,442 | 1,442 | 1,442 | 1,442 | 1,442 | 1,442 | 1,442 | 1,442 | 1,442 | 1,442 | 1,442 | 1,442 | 1,442 | 1,442 | 1,442 | 1,442 | 1,442 | 1,442 | 1,442 | 1,442 | 1,442 | 1,442 | 1,442 | 1,442 | 1,442 | 1,442 | 1,442 | 1,442 | 1,442 | 1,442 | 1,442 | 1,442 | 1,442 | 1,442 | 1,442 | 1,442 | 1,442 | 1,442 | 1,442 | 1,442 | 1,442 | 1,442 | 1,442 | 1,442 | 1,442 | 1,442 | 1,442 | 1,442 | 1,442 | 1,442 | 1,442 | 1,442 | 1,442 | 1,442 | 1,442 | 1,442 | 1,442 | 1,442 | 1,442 | 1,442 | 1,442 | 1,442 | 1,442 | 1,442 | 1,442 | 1,442 | 1,442 | 1,442 | 1,442 | 1,442 | 1,442 | 1,442 | 1,442 | 1,442 | 1,442 | 1,442 | 1,442 | 1,442 | 1,442 | 1,442 | 1,442 | 1,442 | 1,442 | 1,442 | 1,442 | 1,442 | 1,442 | 1,442 | 1,442 | 1,442 | 1,442 | 1,442 | 1,442 | 1,442 | 1,442 | 1,442 | 1,442 | 1,442 | 1,442 | 1,442 | 208   | 208   | 208   | 208   | 208   | 208   | 208   | 208   | 208   | 208   | 208   | 208   | 208   | 208   | 208   | 208   | 208   | 208   | 208   | 208   | 208   |       |       |       |       |       |       |       |       |       |       |       |       |       |       |      |      |      |      |      |      |      |      |      |      |      |      |      |      |      |      |      |      |      |      |      | 1,650 | 1,650 | 1,650 | 1,650 | 1,650 | 1,650 | 1,650 | 1,650 | 1,650 | 1,650 |
| 2007 | 2007 | 2007 | 2007 | 2007 | 2007 | 2007 | 2007 | 2007 | 2007 | 1,535 | 1,535 | 1,535 | 1,535 | 1,535 | 1,535 | 1,535 | 1,535 | 1,535 | 1,535 | 1,535 | 1,535 | 1,535 | 1,535 | 1,535 | 1,535 | 1,535 | 1,535 | 1,535 | 1,535 | 1,535 | 1,535 | 1,535 | 1,535 | 1,535 | 1,535 | 1,535 | 1,535 | 1,535 | 1,535 | 1,535 | 1,535 | 1,535 | 1,535 | 1,535 | 1,535 | 1,535 | 1,535 | 1,535 | 1,535 | 1,535 | 1,535 | 1,535 | 1,535 | 1,535 | 1,535 | 1,535 | 1,535 | 1,535 | 1,535 | 1,535 | 1,535 | 1,535 | 1,535 | 1,535 | 1,535 | 1,535 | 1,535 | 1,535 | 1,535 | 1,535 | 1,535 | 1,535 | 1,535 | 1,535 | 1,535 | 1,535 | 1,535 | 1,535 | 1,535 | 1,535 | 1,535 | 1,535 | 1,535 | 1,535 | 1,535 | 1,535 | 1,535 | 1,535 | 1,535 | 1,535 | 1,535 | 1,535 | 1,535 | 1,535 | 1,535 | 1,535 | 1,535 | 1,535 | 1,535 | 1,535 | 1,535 | 1,535 | 1,535 | 1,535 | 1,535 | 1,535 | 1,535 | 1,535 | 1,535 | 1,535 | 1,535 | 1,535 | 1,535 | 1,535 | 1,535 | 1,535 | 1,535 | 1,535 | 1,535 | 1,535 | 1,535 | 1,535 | 1,535 | 1,535 | 1,535 | 1,535 | 1,535 | 1,535 | 1,535 | 1,535 | 1,535 | 1,535 | 1,535 | 1,535 | 1,535 | 1,535 | 1,535 | 1,535 | 1,535 | 1,535 | 1,535 | 1,535 | 1,535 | 1,535 | 1,535 | 1,535 | 1,535 | 1,535 | 1,535 | 1,535 | 1,535 | 1,535 | 1,535 | 1,535 | 1,535 | 1,535 | 1,535 | 1,535 | 1,535 | 1,535 | 1,535 | 1,535 | 216   | 216   | 216   | 216   | 216   | 216   | 216   | 216   | 216   | 216   | 216   | 216   | 216   | 216   | 216   | 216   | 216   | 216   | 216   | 216   | 216   | 216   |       |       |       |       |      |      |      |      |      |      |      |      |      |      |      |      |      |      |      |      |      |      |      |      |      | 1,750 | 1,750 | 1,750 | 1,750 | 1,750 | 1,750 | 1,750 | 1,750 | 1,750 | 1,750 |
| 2008 | 2008 | 2008 | 2008 | 2008 | 2008 | 2008 | 2008 | 2008 | 2008 | 1,447 | 1,447 | 1,447 | 1,447 | 1,447 | 1,447 | 1,447 | 1,447 | 1,447 | 1,447 | 1,447 | 1,447 | 1,447 | 1,447 | 1,447 | 1,447 | 1,447 | 1,447 | 1,447 | 1,447 | 1,447 | 1,447 | 1,447 | 1,447 | 1,447 | 1,447 | 1,447 | 1,447 | 1,447 | 1,447 | 1,447 | 1,447 | 1,447 | 1,447 | 1,447 | 1,447 | 1,447 | 1,447 | 1,447 | 1,447 | 1,447 | 1,447 | 1,447 | 1,447 | 1,447 | 1,447 | 1,447 | 1,447 | 1,447 | 1,447 | 1,447 | 1,447 | 1,447 | 1,447 | 1,447 | 1,447 | 1,447 | 1,447 | 1,447 | 1,447 | 1,447 | 1,447 | 1,447 | 1,447 | 1,447 | 1,447 | 1,447 | 1,447 | 1,447 | 1,447 | 1,447 | 1,447 | 1,447 | 1,447 | 1,447 | 1,447 | 1,447 | 1,447 | 1,447 | 1,447 | 1,447 | 1,447 | 1,447 | 1,447 | 1,447 | 1,447 | 1,447 | 1,447 | 1,447 | 1,447 | 1,447 | 1,447 | 1,447 | 1,447 | 1,447 | 1,447 | 1,447 | 1,447 | 1,447 | 1,447 | 1,447 | 1,447 | 1,447 | 1,447 | 1,447 | 1,447 | 1,447 | 1,447 | 1,447 | 1,447 | 1,447 | 1,447 | 1,447 | 1,447 | 1,447 | 1,447 | 1,447 | 1,447 | 1,447 | 1,447 | 1,447 | 1,447 | 1,447 | 1,447 | 1,447 | 1,447 | 1,447 | 1,447 | 1,447 | 1,447 | 1,447 | 1,447 | 1,447 | 1,447 | 1,447 | 1,447 | 1,447 | 1,447 | 1,447 | 1,447 | 1,447 | 1,447 | 1,447 | 1,447 | 1,447 | 203   | 203   | 203   | 203   | 203   | 203   | 203   | 203   | 203   | 203   | 203   | 203   | 203   | 203   | 203   | 203   | 203   | 203   | 203   | 203   |       |       |       |       |       |       |       |       |       |       |       |       |       |       |      |      |      |      |      |      |      |      |      |      |      |      |      |      |      |      |      |      |      |      |      | 1,650 | 1,650 | 1,650 | 1,650 | 1,650 | 1,650 | 1,650 | 1,650 | 1,650 | 1,650 |
| 2009 | 2009 | 2009 | 2009 | 2009 | 2009 | 2009 | 2009 | 2009 | 2009 | 999   | 999   | 999   | 999   | 999   | 999   | 999   | 999   | 999   | 999   | 999   | 999   | 999   | 999   | 999   | 999   | 999   | 999   | 999   | 999   | 999   | 999   | 999   | 999   | 999   | 999   | 999   | 999   | 999   | 999   | 999   | 999   | 999   | 999   | 999   | 999   | 999   | 999   | 999   | 999   | 999   | 999   | 999   | 999   | 999   | 999   | 999   | 999   | 999   | 999   | 999   | 999   | 999   | 999   | 999   | 999   | 999   | 999   | 999   | 999   | 999   | 999   | 999   | 999   | 999   | 999   | 999   | 999   | 999   | 999   | 999   | 999   | 999   | 999   | 999   | 999   | 999   | 999   | 999   | 999   | 999   | 999   | 999   | 999   | 999   | 999   | 999   | 999   | 999   | 999   | 999   | 999   | 999   | 999   | 999   | 999   | 999   | 999   | 999   | 91    | 91    | 91    | 91    | 91    | 91    | 91    | 91    | 91    |       |       |       |       |       |       |       |       |       |       |       |       |       |       |       |       |       |       |       |       |       |       |       |       |       |       |       |       |       |       |       |       |       |       |       |       |       |       |       |       |       |       |       |       |       |       |       |       |       |       |       |       |       |       |       |       |       |       |       |       |       |       |       |       |       |       |       |       |       |       |       |      |      |      |      |      |      |      |      |      |      |      |      |      |      |      |      |      |      |      |      |      | 1,090 | 1,090 | 1,090 | 1,090 | 1,090 | 1,090 | 1,090 | 1,090 | 1,090 | 1,090 |
| 2010 | 2010 | 2010 | 2010 | 2010 | 2010 | 2010 | 2010 | 2010 | 2010 | 1,270 | 1,270 | 1,270 | 1,270 | 1,270 | 1,270 | 1,270 | 1,270 | 1,270 | 1,270 | 1,270 | 1,270 | 1,270 | 1,270 | 1,270 | 1,270 | 1,270 | 1,270 | 1,270 | 1,270 | 1,270 | 1,270 | 1,270 | 1,270 | 1,270 | 1,270 | 1,270 | 1,270 | 1,270 | 1,270 | 1,270 | 1,270 | 1,270 | 1,270 | 1,270 | 1,270 | 1,270 | 1,270 | 1,270 | 1,270 | 1,270 | 1,270 | 1,270 | 1,270 | 1,270 | 1,270 | 1,270 | 1,270 | 1,270 | 1,270 | 1,270 | 1,270 | 1,270 | 1,270 | 1,270 | 1,270 | 1,270 | 1,270 | 1,270 | 1,270 | 1,270 | 1,270 | 1,270 | 1,270 | 1,270 | 1,270 | 1,270 | 1,270 | 1,270 | 1,270 | 1,270 | 1,270 | 1,270 | 1,270 | 1,270 | 1,270 | 1,270 | 1,270 | 1,270 | 1,270 | 1,270 | 1,270 | 1,270 | 1,270 | 1,270 | 1,270 | 1,270 | 1,270 | 1,270 | 1,270 | 1,270 | 1,270 | 1,270 | 1,270 | 1,270 | 1,270 | 1,270 | 1,270 | 1,270 | 1,270 | 1,270 | 1,270 | 1,270 | 1,270 | 1,270 | 1,270 | 1,270 | 1,270 | 1,270 | 1,270 | 1,270 | 1,270 | 1,270 | 1,270 | 1,270 | 1,270 | 1,270 | 1,270 | 1,270 | 1,270 | 1,270 | 1,270 | 1,270 | 1,270 | 1,270 | 1,270 | 1,270 | 123   | 123   | 123   | 123   | 123   | 123   | 123   | 123   | 123   | 123   | 123   | 123   |       |       |       |       |       |       |       |       |       |       |       |       |       |       |       |       |       |       |       |       |       |       |       |       |       |       |       |       |       |       |       |       |       |       |       |       |       |       |       |       |      |      |      |      |      |      |      |      |      |      |      |      |      |      |      |      |      |      |      |      |      | 1,393 | 1,393 | 1,393 | 1,393 | 1,393 | 1,393 | 1,393 | 1,393 | 1,393 | 1,393 |
| 2011 | 2011 | 2011 | 2011 | 2011 | 2011 | 2011 | 2011 | 2011 | 2011 | 1,344 | 1,344 | 1,344 | 1,344 | 1,344 | 1,344 | 1,344 | 1,344 | 1,344 | 1,344 | 1,344 | 1,344 | 1,344 | 1,344 | 1,344 | 1,344 | 1,344 | 1,344 | 1,344 | 1,344 | 1,344 | 1,344 | 1,344 | 1,344 | 1,344 | 1,344 | 1,344 | 1,344 | 1,344 | 1,344 | 1,344 | 1,344 | 1,344 | 1,344 | 1,344 | 1,344 | 1,344 | 1,344 | 1,344 | 1,344 | 1,344 | 1,344 | 1,344 | 1,344 | 1,344 | 1,344 | 1,344 | 1,344 | 1,344 | 1,344 | 1,344 | 1,344 | 1,344 | 1,344 | 1,344 | 1,344 | 1,344 | 1,344 | 1,344 | 1,344 | 1,344 | 1,344 | 1,344 | 1,344 | 1,344 | 1,344 | 1,344 | 1,344 | 1,344 | 1,344 | 1,344 | 1,344 | 1,344 | 1,344 | 1,344 | 1,344 | 1,344 | 1,344 | 1,344 | 1,344 | 1,344 | 1,344 | 1,344 | 1,344 | 1,344 | 1,344 | 1,344 | 1,344 | 1,344 | 1,344 | 1,344 | 1,344 | 1,344 | 1,344 | 1,344 | 1,344 | 1,344 | 1,344 | 1,344 | 1,344 | 1,344 | 1,344 | 1,344 | 1,344 | 1,344 | 1,344 | 1,344 | 1,344 | 1,344 | 1,344 | 1,344 | 1,344 | 1,344 | 1,344 | 1,344 | 1,344 | 1,344 | 1,344 | 1,344 | 1,344 | 1,344 | 1,344 | 1,344 | 1,344 | 1,344 | 1,344 | 1,344 | 1,344 | 1,344 | 1,344 | 1,344 | 1,344 | 1,344 | 1,344 | 121   | 121   | 121   | 121   | 121   | 121   | 121   | 121   | 121   | 121   | 121   | 121   |       |       |       |       |       |       |       |       |       |       |       |       |       |       |       |       |       |       |       |       |       |       |       |       |       |       |       |       |       |       |       |       |       |      |      |      |      |      |      |      |      |      |      |      |      |      |      |      |      |      |      |      |      |      | 1,465 | 1,465 | 1,465 | 1,465 | 1,465 | 1,465 | 1,465 | 1,465 | 1,465 | 1,465 |
| 2012 | 2012 | 2012 | 2012 | 2012 | 2012 | 2012 | 2012 | 2012 | 2012 | 1,465 | 1,465 | 1,465 | 1,465 | 1,465 | 1,465 | 1,465 | 1,465 | 1,465 | 1,465 | 1,465 | 1,465 | 1,465 | 1,465 | 1,465 | 1,465 | 1,465 | 1,465 | 1,465 | 1,465 | 1,465 | 1,465 | 1,465 | 1,465 | 1,465 | 1,465 | 1,465 | 1,465 | 1,465 | 1,465 | 1,465 | 1,465 | 1,465 | 1,465 | 1,465 | 1,465 | 1,465 | 1,465 | 1,465 | 1,465 | 1,465 | 1,465 | 1,465 | 1,465 | 1,465 | 1,465 | 1,465 | 1,465 | 1,465 | 1,465 | 1,465 | 1,465 | 1,465 | 1,465 | 1,465 | 1,465 | 1,465 | 1,465 | 1,465 | 1,465 | 1,465 | 1,465 | 1,465 | 1,465 | 1,465 | 1,465 | 1,465 | 1,465 | 1,465 | 1,465 | 1,465 | 1,465 | 1,465 | 1,465 | 1,465 | 1,465 | 1,465 | 1,465 | 1,465 | 1,465 | 1,465 | 1,465 | 1,465 | 1,465 | 1,465 | 1,465 | 1,465 | 1,465 | 1,465 | 1,465 | 1,465 | 1,465 | 1,465 | 1,465 | 1,465 | 1,465 | 1,465 | 1,465 | 1,465 | 1,465 | 1,465 | 1,465 | 1,465 | 1,465 | 1,465 | 1,465 | 1,465 | 1,465 | 1,465 | 1,465 | 1,465 | 1,465 | 1,465 | 1,465 | 1,465 | 1,465 | 1,465 | 1,465 | 1,465 | 1,465 | 1,465 | 1,465 | 1,465 | 1,465 | 1,465 | 1,465 | 1,465 | 1,465 | 1,465 | 1,465 | 1,465 | 1,465 | 1,465 | 1,465 | 1,465 | 1,465 | 1,465 | 1,465 | 1,465 | 1,465 | 1,465 | 1,465 | 1,465 | 1,465 | 1,465 | 1,465 | 112   | 112   | 112   | 112   | 112   | 112   | 112   | 112   | 112   | 112   | 112   |       |       |       |       |       |       |       |       |       |       |       |       |       |       |       |       |       |       |       |       |       |       |      |      |      |      |      |      |      |      |      |      |      |      |      |      |      |      |      |      |      |      |      | 1,577 | 1,577 | 1,577 | 1,577 | 1,577 | 1,577 | 1,577 | 1,577 | 1,577 | 1,577 |
| 2013 | 2013 | 2013 | 2013 | 2013 | 2013 | 2013 | 2013 | 2013 | 2013 | 1,510 | 1,510 | 1,510 | 1,510 | 1,510 | 1,510 | 1,510 | 1,510 | 1,510 | 1,510 | 1,510 | 1,510 | 1,510 | 1,510 | 1,510 | 1,510 | 1,510 | 1,510 | 1,510 | 1,510 | 1,510 | 1,510 | 1,510 | 1,510 | 1,510 | 1,510 | 1,510 | 1,510 | 1,510 | 1,510 | 1,510 | 1,510 | 1,510 | 1,510 | 1,510 | 1,510 | 1,510 | 1,510 | 1,510 | 1,510 | 1,510 | 1,510 | 1,510 | 1,510 | 1,510 | 1,510 | 1,510 | 1,510 | 1,510 | 1,510 | 1,510 | 1,510 | 1,510 | 1,510 | 1,510 | 1,510 | 1,510 | 1,510 | 1,510 | 1,510 | 1,510 | 1,510 | 1,510 | 1,510 | 1,510 | 1,510 | 1,510 | 1,510 | 1,510 | 1,510 | 1,510 | 1,510 | 1,510 | 1,510 | 1,510 | 1,510 | 1,510 | 1,510 | 1,510 | 1,510 | 1,510 | 1,510 | 1,510 | 1,510 | 1,510 | 1,510 | 1,510 | 1,510 | 1,510 | 1,510 | 1,510 | 1,510 | 1,510 | 1,510 | 1,510 | 1,510 | 1,510 | 1,510 | 1,510 | 1,510 | 1,510 | 1,510 | 1,510 | 1,510 | 1,510 | 1,510 | 1,510 | 1,510 | 1,510 | 1,510 | 1,510 | 1,510 | 1,510 | 1,510 | 1,510 | 1,510 | 1,510 | 1,510 | 1,510 | 1,510 | 1,510 | 1,510 | 1,510 | 1,510 | 1,510 | 1,510 | 1,510 | 1,510 | 1,510 | 1,510 | 1,510 | 1,510 | 1,510 | 1,510 | 1,510 | 1,510 | 1,510 | 1,510 | 1,510 | 1,510 | 1,510 | 1,510 | 1,510 | 1,510 | 1,510 | 1,510 | 1,510 | 1,510 | 1,510 | 1,510 | 1,510 | 88    | 88    | 88    | 88    | 88    | 88    | 88    | 88    | 88    |       |       |       |       |       |       |       |       |       |       |       |       |       |       |       |       |       |       |       |      |      |      |      |      |      |      |      |      |      |      |      |      |      |      |      |      |      |      |      |      | 1,597 | 1,597 | 1,597 | 1,597 | 1,597 | 1,597 | 1,597 | 1,597 | 1,597 | 1,597 |
| 2014 | 2014 | 2014 | 2014 | 2014 | 2014 | 2014 | 2014 | 2014 | 2014 | 1,528 | 1,528 | 1,528 | 1,528 | 1,528 | 1,528 | 1,528 | 1,528 | 1,528 | 1,528 | 1,528 | 1,528 | 1,528 | 1,528 | 1,528 | 1,528 | 1,528 | 1,528 | 1,528 | 1,528 | 1,528 | 1,528 | 1,528 | 1,528 | 1,528 | 1,528 | 1,528 | 1,528 | 1,528 | 1,528 | 1,528 | 1,528 | 1,528 | 1,528 | 1,528 | 1,528 | 1,528 | 1,528 | 1,528 | 1,528 | 1,528 | 1,528 | 1,528 | 1,528 | 1,528 | 1,528 | 1,528 | 1,528 | 1,528 | 1,528 | 1,528 | 1,528 | 1,528 | 1,528 | 1,528 | 1,528 | 1,528 | 1,528 | 1,528 | 1,528 | 1,528 | 1,528 | 1,528 | 1,528 | 1,528 | 1,528 | 1,528 | 1,528 | 1,528 | 1,528 | 1,528 | 1,528 | 1,528 | 1,528 | 1,528 | 1,528 | 1,528 | 1,528 | 1,528 | 1,528 | 1,528 | 1,528 | 1,528 | 1,528 | 1,528 | 1,528 | 1,528 | 1,528 | 1,528 | 1,528 | 1,528 | 1,528 | 1,528 | 1,528 | 1,528 | 1,528 | 1,528 | 1,528 | 1,528 | 1,528 | 1,528 | 1,528 | 1,528 | 1,528 | 1,528 | 1,528 | 1,528 | 1,528 | 1,528 | 1,528 | 1,528 | 1,528 | 1,528 | 1,528 | 1,528 | 1,528 | 1,528 | 1,528 | 1,528 | 1,528 | 1,528 | 1,528 | 1,528 | 1,528 | 1,528 | 1,528 | 1,528 | 1,528 | 1,528 | 1,528 | 1,528 | 1,528 | 1,528 | 1,528 | 1,528 | 1,528 | 1,528 | 1,528 | 1,528 | 1,528 | 1,528 | 1,528 | 1,528 | 1,528 | 1,528 | 1,528 | 1,528 | 1,528 | 1,528 | 1,528 | 1,528 | 1,528 | 1,528 | 71    | 71    | 71    | 71    | 71    | 71    | 71    |       |       |       |       |       |       |       |       |       |       |       |       |       |       |       |       |       |       |       |      |      |      |      |      |      |      |      |      |      |      |      |      |      |      |      |      |      |      |      |      | 1,599 | 1,599 | 1,599 | 1,599 | 1,599 | 1,599 | 1,599 | 1,599 | 1,599 | 1,599 |
| 2015 | 2015 | 2015 | 2015 | 2015 | 2015 | 2015 | 2015 | 2015 | 2015 | 1,588 | 1,588 | 1,588 | 1,588 | 1,588 | 1,588 | 1,588 | 1,588 | 1,588 | 1,588 | 1,588 | 1,588 | 1,588 | 1,588 | 1,588 | 1,588 | 1,588 | 1,588 | 1,588 | 1,588 | 1,588 | 1,588 | 1,588 | 1,588 | 1,588 | 1,588 | 1,588 | 1,588 | 1,588 | 1,588 | 1,588 | 1,588 | 1,588 | 1,588 | 1,588 | 1,588 | 1,588 | 1,588 | 1,588 | 1,588 | 1,588 | 1,588 | 1,588 | 1,588 | 1,588 | 1,588 | 1,588 | 1,588 | 1,588 | 1,588 | 1,588 | 1,588 | 1,588 | 1,588 | 1,588 | 1,588 | 1,588 | 1,588 | 1,588 | 1,588 | 1,588 | 1,588 | 1,588 | 1,588 | 1,588 | 1,588 | 1,588 | 1,588 | 1,588 | 1,588 | 1,588 | 1,588 | 1,588 | 1,588 | 1,588 | 1,588 | 1,588 | 1,588 | 1,588 | 1,588 | 1,588 | 1,588 | 1,588 | 1,588 | 1,588 | 1,588 | 1,588 | 1,588 | 1,588 | 1,588 | 1,588 | 1,588 | 1,588 | 1,588 | 1,588 | 1,588 | 1,588 | 1,588 | 1,588 | 1,588 | 1,588 | 1,588 | 1,588 | 1,588 | 1,588 | 1,588 | 1,588 | 1,588 | 1,588 | 1,588 | 1,588 | 1,588 | 1,588 | 1,588 | 1,588 | 1,588 | 1,588 | 1,588 | 1,588 | 1,588 | 1,588 | 1,588 | 1,588 | 1,588 | 1,588 | 1,588 | 1,588 | 1,588 | 1,588 | 1,588 | 1,588 | 1,588 | 1,588 | 1,588 | 1,588 | 1,588 | 1,588 | 1,588 | 1,588 | 1,588 | 1,588 | 1,588 | 1,588 | 1,588 | 1,588 | 1,588 | 1,588 | 1,588 | 1,588 | 1,588 | 1,588 | 1,588 | 1,588 | 1,588 | 94    | 94    | 94    | 94    | 94    | 94    | 94    | 94    | 94    |       |       |       |       |       |       |       |       |       |       |       |       |       |       |       |       |      |      |      |      |      |      |      |      |      |      |      |      |      |      |      |      |      |      |      |      |      | 1,682 | 1,682 | 1,682 | 1,682 | 1,682 | 1,682 | 1,682 | 1,682 | 1,682 | 1,682 |
| 2016 | 2016 | 2016 | 2016 | 2016 | 2016 | 2016 | 2016 | 2016 | 2016 | 1,722 | 1,722 | 1,722 | 1,722 | 1,722 | 1,722 | 1,722 | 1,722 | 1,722 | 1,722 | 1,722 | 1,722 | 1,722 | 1,722 | 1,722 | 1,722 | 1,722 | 1,722 | 1,722 | 1,722 | 1,722 | 1,722 | 1,722 | 1,722 | 1,722 | 1,722 | 1,722 | 1,722 | 1,722 | 1,722 | 1,722 | 1,722 | 1,722 | 1,722 | 1,722 | 1,722 | 1,722 | 1,722 | 1,722 | 1,722 | 1,722 | 1,722 | 1,722 | 1,722 | 1,722 | 1,722 | 1,722 | 1,722 | 1,722 | 1,722 | 1,722 | 1,722 | 1,722 | 1,722 | 1,722 | 1,722 | 1,722 | 1,722 | 1,722 | 1,722 | 1,722 | 1,722 | 1,722 | 1,722 | 1,722 | 1,722 | 1,722 | 1,722 | 1,722 | 1,722 | 1,722 | 1,722 | 1,722 | 1,722 | 1,722 | 1,722 | 1,722 | 1,722 | 1,722 | 1,722 | 1,722 | 1,722 | 1,722 | 1,722 | 1,722 | 1,722 | 1,722 | 1,722 | 1,722 | 1,722 | 1,722 | 1,722 | 1,722 | 1,722 | 1,722 | 1,722 | 1,722 | 1,722 | 1,722 | 1,722 | 1,722 | 1,722 | 1,722 | 1,722 | 1,722 | 1,722 | 1,722 | 1,722 | 1,722 | 1,722 | 1,722 | 1,722 | 1,722 | 1,722 | 1,722 | 1,722 | 1,722 | 1,722 | 1,722 | 1,722 | 1,722 | 1,722 | 1,722 | 1,722 | 1,722 | 1,722 | 1,722 | 1,722 | 1,722 | 1,722 | 1,722 | 1,722 | 1,722 | 1,722 | 1,722 | 1,722 | 1,722 | 1,722 | 1,722 | 1,722 | 1,722 | 1,722 | 1,722 | 1,722 | 1,722 | 1,722 | 1,722 | 1,722 | 1,722 | 1,722 | 1,722 | 1,722 | 1,722 | 1,722 | 1,722 | 1,722 | 1,722 | 1,722 | 1,722 | 1,722 | 1,722 | 1,722 | 1,722 | 1,722 | 1,722 | 1,722 | 1,722 | 1,722 | 1,722 | 1,722 | 1,722 | 1,722 | 94    | 94    | 94    | 94    | 94    | 94    | 94    | 94   | 94   |      |      |      |      |      |      |      |      |      |      |      |      |      |      |      |      |      |      |      | 1,817 | 1,817 | 1,817 | 1,817 | 1,817 | 1,817 | 1,817 | 1,817 | 1,817 | 1,817 |
| 2017 | 2017 | 2017 | 2017 | 2017 | 2017 | 2017 | 2017 | 2017 | 2017 | 1,671 | 1,671 | 1,671 | 1,671 | 1,671 | 1,671 | 1,671 | 1,671 | 1,671 | 1,671 | 1,671 | 1,671 | 1,671 | 1,671 | 1,671 | 1,671 | 1,671 | 1,671 | 1,671 | 1,671 | 1,671 | 1,671 | 1,671 | 1,671 | 1,671 | 1,671 | 1,671 | 1,671 | 1,671 | 1,671 | 1,671 | 1,671 | 1,671 | 1,671 | 1,671 | 1,671 | 1,671 | 1,671 | 1,671 | 1,671 | 1,671 | 1,671 | 1,671 | 1,671 | 1,671 | 1,671 | 1,671 | 1,671 | 1,671 | 1,671 | 1,671 | 1,671 | 1,671 | 1,671 | 1,671 | 1,671 | 1,671 | 1,671 | 1,671 | 1,671 | 1,671 | 1,671 | 1,671 | 1,671 | 1,671 | 1,671 | 1,671 | 1,671 | 1,671 | 1,671 | 1,671 | 1,671 | 1,671 | 1,671 | 1,671 | 1,671 | 1,671 | 1,671 | 1,671 | 1,671 | 1,671 | 1,671 | 1,671 | 1,671 | 1,671 | 1,671 | 1,671 | 1,671 | 1,671 | 1,671 | 1,671 | 1,671 | 1,671 | 1,671 | 1,671 | 1,671 | 1,671 | 1,671 | 1,671 | 1,671 | 1,671 | 1,671 | 1,671 | 1,671 | 1,671 | 1,671 | 1,671 | 1,671 | 1,671 | 1,671 | 1,671 | 1,671 | 1,671 | 1,671 | 1,671 | 1,671 | 1,671 | 1,671 | 1,671 | 1,671 | 1,671 | 1,671 | 1,671 | 1,671 | 1,671 | 1,671 | 1,671 | 1,671 | 1,671 | 1,671 | 1,671 | 1,671 | 1,671 | 1,671 | 1,671 | 1,671 | 1,671 | 1,671 | 1,671 | 1,671 | 1,671 | 1,671 | 1,671 | 1,671 | 1,671 | 1,671 | 1,671 | 1,671 | 1,671 | 1,671 | 1,671 | 1,671 | 1,671 | 1,671 | 1,671 | 1,671 | 1,671 | 1,671 | 1,671 | 1,671 | 1,671 | 1,671 | 1,671 | 1,671 | 1,671 | 1,671 | 1,671 | 1,671 | 1,671 | 1,671 | 1,671 | 1,671 | 78    | 78    | 78    | 78    | 78    | 78    | 78    | 78   | 78   |      |      |      |      |      |      |      |      |      |      |      |      |      |      |      |      |      |      |      | 1,749 | 1,749 | 1,749 | 1,749 | 1,749 | 1,749 | 1,749 | 1,749 | 1,749 | 1,749 |
| 2018 | 2018 | 2018 | 2018 | 2018 | 2018 | 2018 | 2018 | 2018 | 2018 | 1,519 | 1,519 | 1,519 | 1,519 | 1,519 | 1,519 | 1,519 | 1,519 | 1,519 | 1,519 | 1,519 | 1,519 | 1,519 | 1,519 | 1,519 | 1,519 | 1,519 | 1,519 | 1,519 | 1,519 | 1,519 | 1,519 | 1,519 | 1,519 | 1,519 | 1,519 | 1,519 | 1,519 | 1,519 | 1,519 | 1,519 | 1,519 | 1,519 | 1,519 | 1,519 | 1,519 | 1,519 | 1,519 | 1,519 | 1,519 | 1,519 | 1,519 | 1,519 | 1,519 | 1,519 | 1,519 | 1,519 | 1,519 | 1,519 | 1,519 | 1,519 | 1,519 | 1,519 | 1,519 | 1,519 | 1,519 | 1,519 | 1,519 | 1,519 | 1,519 | 1,519 | 1,519 | 1,519 | 1,519 | 1,519 | 1,519 | 1,519 | 1,519 | 1,519 | 1,519 | 1,519 | 1,519 | 1,519 | 1,519 | 1,519 | 1,519 | 1,519 | 1,519 | 1,519 | 1,519 | 1,519 | 1,519 | 1,519 | 1,519 | 1,519 | 1,519 | 1,519 | 1,519 | 1,519 | 1,519 | 1,519 | 1,519 | 1,519 | 1,519 | 1,519 | 1,519 | 1,519 | 1,519 | 1,519 | 1,519 | 1,519 | 1,519 | 1,519 | 1,519 | 1,519 | 1,519 | 1,519 | 1,519 | 1,519 | 1,519 | 1,519 | 1,519 | 1,519 | 1,519 | 1,519 | 1,519 | 1,519 | 1,519 | 1,519 | 1,519 | 1,519 | 1,519 | 1,519 | 1,519 | 1,519 | 1,519 | 1,519 | 1,519 | 1,519 | 1,519 | 1,519 | 1,519 | 1,519 | 1,519 | 1,519 | 1,519 | 1,519 | 1,519 | 1,519 | 1,519 | 1,519 | 1,519 | 1,519 | 1,519 | 1,519 | 85    | 85    | 85    | 85    | 85    | 85    | 85    | 85    | 85    |       |       |       |       |       |       |       |       |       |       |       |       |       |       |       |       |       |       |       |       |       |       |       |       |       |      |      |      |      |      |      |      |      |      |      |      |      |      |      |      |      |      |      |      |      |      | 1,604 | 1,604 | 1,604 | 1,604 | 1,604 | 1,604 | 1,604 | 1,604 | 1,604 | 1,604 |
| 2019 | 2019 | 2019 | 2019 | 2019 | 2019 | 2019 | 2019 | 2019 | 2019 | 1,303 | 1,303 | 1,303 | 1,303 | 1,303 | 1,303 | 1,303 | 1,303 | 1,303 | 1,303 | 1,303 | 1,303 | 1,303 | 1,303 | 1,303 | 1,303 | 1,303 | 1,303 | 1,303 | 1,303 | 1,303 | 1,303 | 1,303 | 1,303 | 1,303 | 1,303 | 1,303 | 1,303 | 1,303 | 1,303 | 1,303 | 1,303 | 1,303 | 1,303 | 1,303 | 1,303 | 1,303 | 1,303 | 1,303 | 1,303 | 1,303 | 1,303 | 1,303 | 1,303 | 1,303 | 1,303 | 1,303 | 1,303 | 1,303 | 1,303 | 1,303 | 1,303 | 1,303 | 1,303 | 1,303 | 1,303 | 1,303 | 1,303 | 1,303 | 1,303 | 1,303 | 1,303 | 1,303 | 1,303 | 1,303 | 1,303 | 1,303 | 1,303 | 1,303 | 1,303 | 1,303 | 1,303 | 1,303 | 1,303 | 1,303 | 1,303 | 1,303 | 1,303 | 1,303 | 1,303 | 1,303 | 1,303 | 1,303 | 1,303 | 1,303 | 1,303 | 1,303 | 1,303 | 1,303 | 1,303 | 1,303 | 1,303 | 1,303 | 1,303 | 1,303 | 1,303 | 1,303 | 1,303 | 1,303 | 1,303 | 1,303 | 1,303 | 1,303 | 1,303 | 1,303 | 1,303 | 1,303 | 1,303 | 1,303 | 1,303 | 1,303 | 1,303 | 1,303 | 1,303 | 1,303 | 1,303 | 1,303 | 1,303 | 1,303 | 1,303 | 1,303 | 1,303 | 1,303 | 1,303 | 1,303 | 1,303 | 1,303 | 1,303 | 1,303 | 1,303 | 1,303 | 1,303 | 1,303 | 1,303 | 78    | 78    | 78    | 78    | 78    | 78    | 78    | 78    | 78    |       |       |       |       |       |       |       |       |       |       |       |       |       |       |       |       |       |       |       |       |       |       |       |       |       |       |       |       |       |       |       |       |       |       |       |       |      |      |      |      |      |      |      |      |      |      |      |      |      |      |      |      |      |      |      |      |      | 1,381 | 1,381 | 1,381 | 1,381 | 1,381 | 1,381 | 1,381 | 1,381 | 1,381 | 1,381 |
| 2020 | 2020 | 2020 | 2020 | 2020 | 2020 | 2020 | 2020 | 2020 | 2020 | 920   | 920   | 920   | 920   | 920   | 920   | 920   | 920   | 920   | 920   | 920   | 920   | 920   | 920   | 920   | 920   | 920   | 920   | 920   | 920   | 920   | 920   | 920   | 920   | 920   | 920   | 920   | 920   | 920   | 920   | 920   | 920   | 920   | 920   | 920   | 920   | 920   | 920   | 920   | 920   | 920   | 920   | 920   | 920   | 920   | 920   | 920   | 920   | 920   | 920   | 920   | 920   | 920   | 920   | 920   | 920   | 920   | 920   | 920   | 920   | 920   | 920   | 920   | 920   | 920   | 920   | 920   | 920   | 920   | 920   | 920   | 920   | 920   | 920   | 920   | 920   | 920   | 920   | 920   | 920   | 920   | 920   | 920   | 920   | 920   | 920   | 920   | 920   | 920   | 920   | 920   | 920   | 920   | 920   | 920   | 920   | 920   | 920   | 920   | 66    | 66    | 66    | 66    | 66    | 66    | 66    | 66    | 66    |       |       |       |       |       |       |       |       |       |       |       |       |       |       |       |       |       |       |       |       |       |       |       |       |       |       |       |       |       |       |       |       |       |       |       |       |       |       |       |       |       |       |       |       |       |       |       |       |       |       |       |       |       |       |       |       |       |       |       |       |       |       |       |       |       |       |       |       |       |       |       |      |      |      |      |      |      |      |      |      |      |      |      |      |      |      |      |      |      |      |      |      | 987   | 987   | 987   | 987   | 987   | 987   | 987   | 987   | 987   | 987   |
| 2021 | 2021 | 2021 | 2021 | 2021 | 2021 | 2021 | 2021 | 2021 | 2021 | 860   | 860   | 860   | 860   | 860   | 860   | 860   | 860   | 860   | 860   | 860   | 860   | 860   | 860   | 860   | 860   | 860   | 860   | 860   | 860   | 860   | 860   | 860   | 860   | 860   | 860   | 860   | 860   | 860   | 860   | 860   | 860   | 860   | 860   | 860   | 860   | 860   | 860   | 860   | 860   | 860   | 860   | 860   | 860   | 860   | 860   | 860   | 860   | 860   | 860   | 860   | 860   | 860   | 860   | 860   | 860   | 860   | 860   | 860   | 860   | 860   | 860   | 860   | 860   | 860   | 860   | 860   | 860   | 860   | 860   | 860   | 860   | 860   | 860   | 860   | 860   | 860   | 860   | 860   | 860   | 860   | 860   | 860   | 860   | 860   | 860   | 860   | 860   | 860   | 860   | 860   | 860   | 860   | 73    | 73    | 73    | 73    | 73    | 73    | 73    |       |       |       |       |       |       |       |       |       |       |       |       |       |       |       |       |       |       |       |       |       |       |       |       |       |       |       |       |       |       |       |       |       |       |       |       |       |       |       |       |       |       |       |       |       |       |       |       |       |       |       |       |       |       |       |       |       |       |       |       |       |       |       |       |       |       |       |       |       |       |       |       |       |       |       |       |       |       |       |      |      |      |      |      |      |      |      |      |      |      |      |      |      |      |      |      |      |      |      |      | 932   | 932   | 932   | 932   | 932   | 932   | 932   | 932   | 932   | 932   |
| 2022 | 2022 | 2022 | 2022 | 2022 | 2022 | 2022 | 2022 | 2022 | 2022 | 775   | 775   | 775   | 775   | 775   | 775   | 775   | 775   | 775   | 775   | 775   | 775   | 775   | 775   | 775   | 775   | 775   | 775   | 775   | 775   | 775   | 775   | 775   | 775   | 775   | 775   | 775   | 775   | 775   | 775   | 775   | 775   | 775   | 775   | 775   | 775   | 775   | 775   | 775   | 775   | 775   | 775   | 775   | 775   | 775   | 775   | 775   | 775   | 775   | 775   | 775   | 775   | 775   | 775   | 775   | 775   | 775   | 775   | 775   | 775   | 775   | 775   | 775   | 775   | 775   | 775   | 775   | 775   | 775   | 775   | 775   | 775   | 775   | 775   | 775   | 775   | 775   | 775   | 775   | 775   | 775   | 775   | 775   | 775   | 775   | 775   | 775   | 775   | 775   | 775   | 775   | 775   | 775   | 102   | 102   | 102   | 102   | 102   | 102   | 102   |       |       |       |       |       |       |       |       |       |       |       |       |       |       |       |       |       |       |       |       |       |       |       |       |       |       |       |       |       |       |       |       |       |       |       |       |       |       |       |       |       |       |       |       |       |       |       |       |       |       |       |       |       |       |       |       |       |       |       |       |       |       |       |       |       |       |       |       |       |       |       |       |       |       |       |       |       |       |       |      |      |      |      |      |      |      |      |      |      |      |      |      |      |      |      |      |      |      |      |      | 877   | 877   | 877   | 877   | 877   | 877   | 877   | 877   | 877   | 877   |
| 2023 | 2023 | 2023 | 2023 | 2023 | 2023 | 2023 | 2023 | 2023 | 2023 | 905   | 905   | 905   | 905   | 905   | 905   | 905   | 905   | 905   | 905   | 905   | 905   | 905   | 905   | 905   | 905   | 905   | 905   | 905   | 905   | 905   | 905   | 905   | 905   | 905   | 905   | 905   | 905   | 905   | 905   | 905   | 905   | 905   | 905   | 905   | 905   | 905   | 905   | 905   | 905   | 905   | 905   | 905   | 905   | 905   | 905   | 905   | 905   | 905   | 905   | 905   | 905   | 905   | 905   | 905   | 905   | 905   | 905   | 905   | 905   | 905   | 905   | 905   | 905   | 905   | 905   | 905   | 905   | 905   | 905   | 905   | 905   | 905   | 905   | 905   | 905   | 905   | 905   | 905   | 905   | 905   | 905   | 905   | 905   | 905   | 905   | 905   | 905   | 905   | 905   | 905   | 905   | 905   | 120   | 120   | 120   | 120   | 120   | 120   | 120   |       |       |       |       |       |       |       |       |       |       |       |       |       |       |       |       |       |       |       |       |       |       |       |       |       |       |       |       |       |       |       |       |       |       |       |       |       |       |       |       |       |       |       |       |       |       |       |       |       |       |       |       |       |       |       |       |       |       |       |       |       |       |       |       |       |       |       |       |       |       |       |       |       |       |       |       |       |       |       |      |      |      |      |      |      |      |      |      |      |      |      |      |      |      |      |      |      |      |      |      | 1,025 | 1,025 | 1,025 | 1,025 | 1,025 | 1,025 | 1,025 | 1,025 | 1,025 | 1,025 |
| 2024 | 2024 | 2024 | 2024 | 2024 | 2024 | 2024 | 2024 | 2024 | 2024 | 779   | 779   | 779   | 779   | 779   | 779   | 779   | 779   | 779   | 779   | 779   | 779   | 779   | 779   | 779   | 779   | 779   | 779   | 779   | 779   | 779   | 779   | 779   | 779   | 779   | 779   | 779   | 779   | 779   | 779   | 779   | 779   | 779   | 779   | 779   | 779   | 779   | 779   | 779   | 779   | 779   | 779   | 779   | 779   | 779   | 779   | 779   | 779   | 779   | 779   | 779   | 779   | 779   | 779   | 779   | 779   | 779   | 779   | 779   | 779   | 779   | 779   | 779   | 779   | 779   | 779   | 779   | 779   | 779   | 779   | 779   | 779   | 779   | 779   | 779   | 779   | 779   | 779   | 779   | 779   | 779   | 779   | 779   | 779   | 779   | 779   | 779   | 779   | 779   | 779   | 779   | 779   | 779   | 125   | 125   | 125   | 125   | 125   | 125   | 125   |       |       |       |       |       |       |       |       |       |       |       |       |       |       |       |       |       |       |       |       |       |       |       |       |       |       |       |       |       |       |       |       |       |       |       |       |       |       |       |       |       |       |       |       |       |       |       |       |       |       |       |       |       |       |       |       |       |       |       |       |       |       |       |       |       |       |       |       |       |       |       |       |       |       |       |       |       |       |       |      |      |      |      |      |      |      |      |      |      |      |      |      |      |      |      |      |      |      |      |      | 905   | 905   | 905   | 905   | 905   | 905   | 905   | 905   | 905   | 905   |

## 자동차 디자인

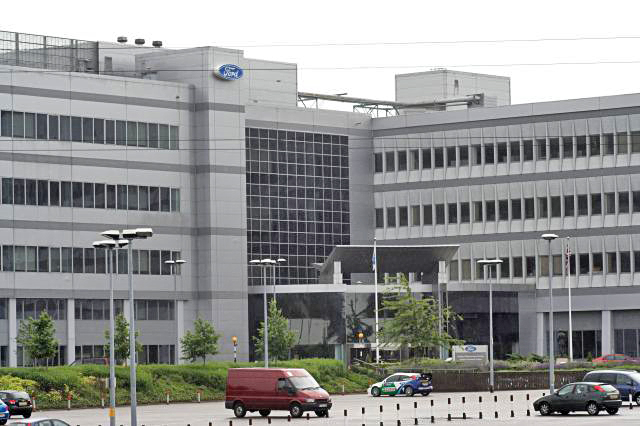
포드의 던튼 기술 센터, 에식스는 영국에서 가장 큰 자동차 연구 개발 시설이다.

영국은 강력한 디자인 및 기술 기반을 갖추고 있으며, 여러 외국 기업이 영국에 일부 연구 개발 자원을 두고 있다:
- 포드 던튼 기술 센터, 에식스[113]
- 재규어 랜드로버 기술 센터, 게이던[114]
- 재규어 랜드로버 본사 및 디자인 센터, 휘틀리[115]
- 제너럴 모터스 밀브룩 시험장, 베드퍼드셔[116]
- 닛산 디자인 유럽, 런던[117]
- 닛산 기술 센터 유럽, 크랜필드[118]
- 상하이 자동차 UK 기술 센터, 버밍엄[119]

독립 디자이너 및 디자인 회사:
- 고든 머레이 디자인
- 인터내셔널 오토모티브 디자인
- 오글 디자인
- 피터 스티븐스 디자인
- 샤도 (스티븐 하퍼)

## 모터스포츠

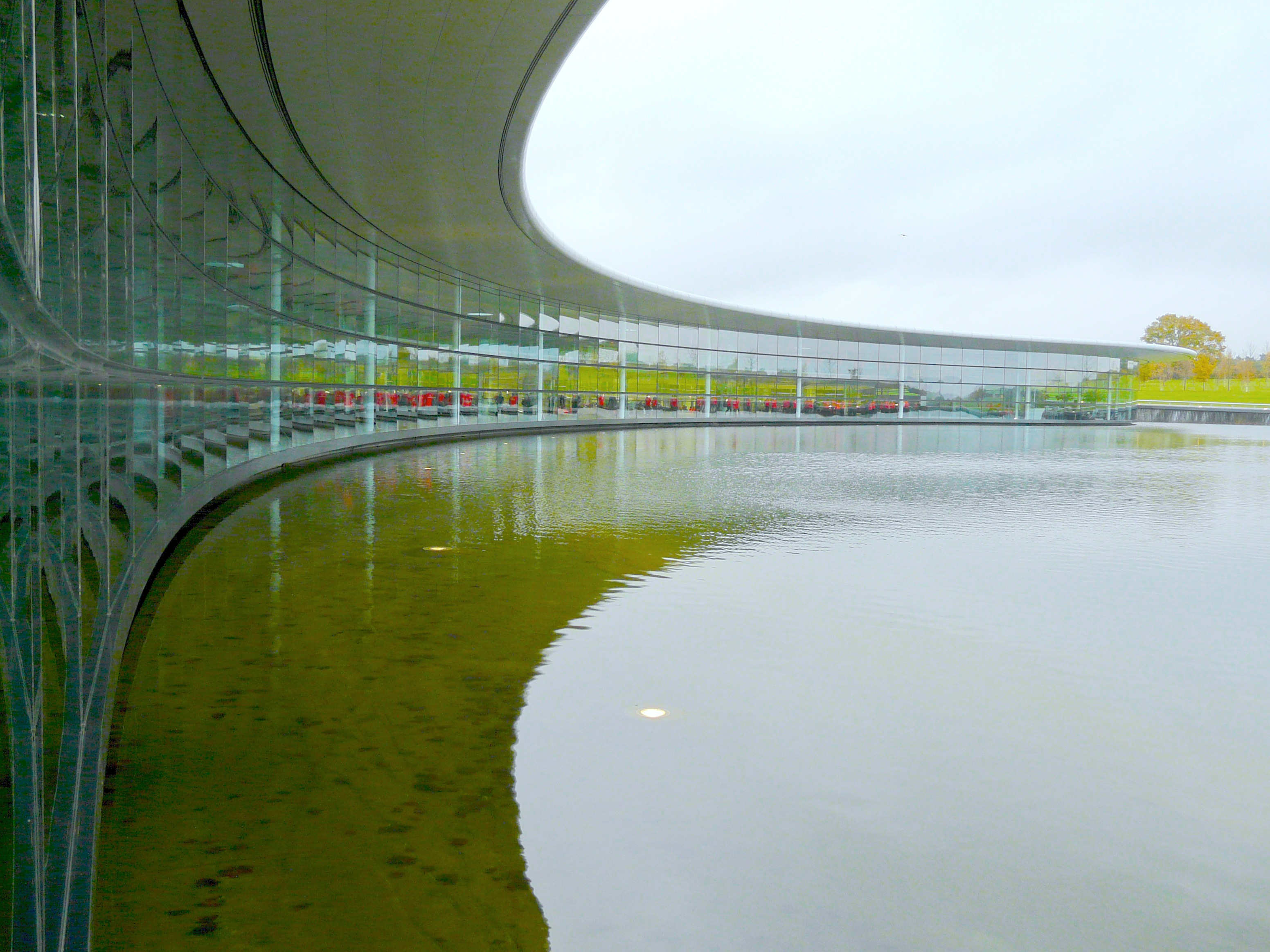
워킹에 있는 맥라렌 기술 센터, 맥라렌 레이싱의 본거지

영국에는 모터스포츠 관련 제조 산업에 약 4,000개의 회사가 참여하는 것으로 추정된다.
포뮬러 원 모터 레이싱은 영국에 본거지를 두고 있으며, 2024년 시즌에 참가하는 10개 팀 중 7개 팀이 영국에 본사를 두거나 유럽 본사를 두고 있다:
- 하스 F1 팀, 밴버리
- 맥라렌, 워킹
- 메르세데스 AMG 포뮬러 원 팀 – 브래클리
- 애스턴 마틴 – 실버스톤
- 레드불 레이싱 – 밀턴킨스
- 알핀 F1 팀 – 엔스톤
- 윌리엄스 그랑프리 엔지니어링 – 그로브

포뮬러 원 엔진 공급업체:
- 메르세데스 AMG 하이 퍼포먼스 파워트레인스 – 브릭스워스
- 혼다 – 밀턴킨스[121]

기타 주요 모터스포츠 팀 및 조직:
- 리스터 자동차 - 케임브리지
- 로댕 모터스포트 - 판햄
- 버추오시 레이싱 - 애틀버러
- 하이테크 그랑프리 - 실버스톤
- 포드 월드 랠리 팀 – 컴브리아주
- 일모어 엔지니어링 - 브릭스워스
- M-스포츠 – 코커머스
- 프로드라이브 – 밴버리 (애스턴 마틴 레이싱 운영, 이전에는 스바루의 WRC 팀 및 포드 퍼포먼스 비히클)
- RML 그룹 - 웰링버러
- 스트라카 레이싱 - 노샘프턴셔주
- 스모 파워 - 라이
- 팀 다이내믹스 - 퍼쇼어
- 트리플 에이트 레이싱 - 번팅포드
- 코스워스 – 노샘프턴
- RB 포뮬러 원 팀 – 바이세스터 (풍동 시설)
- 맥라렌 애플리드 – 워킹
- 재규어 TCS 레이싱 – 키들링턴
- 엔비전 레이싱 – 실버스톤
- ERT 포뮬러 E 팀 – 실버스톤

## 비활동 중인 브랜드
현재 비활동 중인 영국 자동차 브랜드는 다음과 같다:
알라드,
알비스,
암스트롱 시들리,
오스틴,
아우토비아,
다임러,
들로리언,
길번,
고든-키블,
힐리,
힐맨,
험버,
젠슨,
조엣,
랜체스터,
레아-프랜시스,
모리스,
네이피어,
릴라이언트,
라일리,
로버,
싱어,
스탠다드,
스털링,
선빔,
선빔-탈보,
탈보,
트라이엄프,
TVR,
밴든 플라스,
울슬리 자동차.

## 판매점 그룹
영국에서는 자동차 판매점의 통합이 크게 이루어져 여러 개의 크고 주목할 만한 판매점 그룹이 형성되었다. 2021년 6월 현재, 사이트너 그룹은 49억 2천만 파운드의 매출을 기록하며 가장 큰 규모를 자랑한다.
- 아놀드 클라크 자동차
- 카크래프트
- 채플하우스 모터 그룹
- 포드 리테일 그룹
- 그룹 1 오토모티브 (미국 소유 그룹)
- 인치케이프 plc
- 자딘 모터스 그룹 (홍콩 기반 자딘 마테손 계열사)
- JCT600
- 리스터스 그룹
- 마셜 모터 그룹[124]
- H.R. 오웬
- 파크스 모터 그룹
- 펜드래곤 plc
- 페리스 모터 세일즈
- 스텔란티스 & 유 (스텔란티스 소유)
- 스톤에이커 모터 그룹
- 스완스웨이 모터 그룹
- 사이트너 그룹 (미국 회사 펜스키 코퍼레이션 소유)
- 버투 모터스
- 웨섹스 개러지

## 자동차 시장
대중 시장 영국 브랜드의 상실에도 불구하고, 영국에서 생산되는 자동차 모델들은 일반적으로 영국 판매 차트에서 인기를 얻고 있으며, 닛산 캐시카이가 그 예이다.
2014년 현재 영국에서 245만 대의 자동차가 판매되었으며, 폭스바겐 그룹이 20.8%, 포드 모터 컴퍼니가 13.2%, 제너럴 모터스가 11.3%의 점유율을 차지했다. 소형차와 준중형차가 가장 인기 있는 크기였지만, SUV도 상당한 입지를 확보했다. 피아트 500은 A 세그먼트 제품 중 가장 많이 팔렸고, 포드 피에스타는 B 세그먼트에서 가장 많이 팔렸으며, 포드 포커스는 C 세그먼트에서, BMW 3 시리즈는 D 세그먼트에서 가장 많이 팔렸다.
2019년 영국에서 가장 많이 팔린 자동차 모델은 포드 피에스타였고, 이어서 폭스바겐 골프와 포드 포커스가 뒤를 이었다.

## 같이 보기
- 자동차 제조 회사 목록
- 자동차 제조 판매업협회
- 영국의 자동차 제조업체 목록

## 내용주
1. 1 2  여기서 자동차 브랜드는 역사적 유산, 문화적 중요성, 디자인 및 엔지니어링 기반, 제조 위치, 본사 위치, 영국 등록 회사(해외 투자자 포함) 등 여러 기준에 따라 영국 브랜드로 분류된다.